# Nimroud
Vous lisez un « article de qualité » labellisé en 2016.
Nimroud (en arabe : النمرود, Nimrūd) est un site archéologique qui tire son nom du personnage biblique de Nimrod, sur lequel se trouvent les ruines de la cité assyrienne appelée Kalkhu (Kalḫu, Calah dans la Bible). Ce tell est situé à l'est du Tigre, à quelques kilomètres au nord de son confluent avec le Zab supérieur. Kalkhu était située à 35 km de Ninive (un faubourg de l'actuelle ville irakienne de Mossoul).
Kalkhu fut l'une des plus grandes métropoles de la Mésopotamie antique. Elle s'étendit sur environ 360 hectares à son apogée, lorsqu'elle fut la capitale de l'Assyrie, à partir du règne d'Assurnasirpal II (883-859 av. J.-C.). Ce dernier a en effet entrepris de la reconstruire complètement et de l'étendre pour qu'elle reflète la puissance de son royaume. Elle eut le rang de capitale jusqu'à la fin du VIIIe siècle av. J.-C., où elle fut supplantée par Dur-Sharrukin (Khorsabad), puis par Ninive. Elle fut détruite dans les années 614-612 av. J.-C., lors de la chute de l'empire assyrien sous les coups des attaques conjuguées des Babyloniens et des Mèdes.
Les fouilles de l'ancienne Kalkhu se sont concentrées essentiellement sur le tell de Nimroud mais également sur le tell Azar voisin, correspondant à un ancien arsenal (« Fort Salmanazar »). Elles débutèrent dès les années 1840, en même temps qu'étaient découvertes plusieurs autres capitales de l'ancienne Assyrie (Ninive, Dur-Sharrukin). Ces fouilles furent poursuivies à plusieurs reprises depuis, sous la direction de plusieurs équipes d'archéologues, principalement britanniques et irakiennes. Elles permirent la mise au jour de plusieurs bâtiments remarquables, dont en premier lieu le palais sud-ouest d'Assurnasirpal II et plusieurs temples, ainsi que d'autres palais sur le tell de Nimroud, et un autre édifice servant d'arsenal aux armées assyriennes de Fort Salmanazar.
Les archéologues y ont exhumé de nombreuses sculptures sur pierre, notamment des statues colossales de génies gardant les portes de ses édifices (taureaux et lions androcéphales ailés) et des bas-reliefs représentant des génies protecteurs, ainsi que des scènes de victoire des troupes assyriennes. Parmi les autres découvertes notables, on compte des milliers d'objets en ivoire sculpté, provenant pour la plupart de Syrie et de Phénicie. On a également retrouvé des bijoux finement ouvragés en or et en pierres précieuses, dans des tombes de reines assyriennes qui furent mises au jour dans le palais sud-ouest. De nombreuses tablettes cunéiformes ont également été exhumées.
Après avoir été reconstruit par les autorités irakiennes à partir des années 1950, le site a subi de nombreuses dégradations, à la suite de la déstabilisation de la situation politique du Nord de l'Irak dans les années 1990 et 2000. Il a ensuite été l'une des cibles de la campagne de destruction du patrimoine culturel par l’État islamique en mars 2015. Les principaux monuments et œuvres d'art qui étaient demeurés sur le site de Nimroud ont été détruits au bulldozer et à l'explosif à cette occasion.

## Le site de Nimroud à l'époque contemporaine: redécouverte, restaurations et destructions
Le site de Nimroud fut mentionné pour la première fois sous ce nom dans les sources modernes par le Danois Carsten Niebuhr, alors qu'il séjournait à Mossoul en 1776. Il avait alors reçu le nom du chasseur et fondateur de cités Nimrod, un personnage légendaire mentionné dans la Genèse (X, 11-12) et repris dans les traditions juive et islamique en relation avec le patriarche Abraham. Du fait de son caractère de fondateur de cités, les habitants de l'Irak avaient nommé plusieurs sites de ruines antiques d'après son nom car ils lui en attribuaient la fondation (c'est également le cas de Birs Nimroud dans le Sud où se trouvent les ruines de l'antique Borsippa). Le site fut exploré à partir des années 1840, période de la redécouverte des capitales assyriennes par des diplomates anglais et français, qui s'improvisaient archéologues avec des méthodes encore peu abouties, plus orientées vers la recherche d’œuvres d'art à rapporter dans leur pays.

### Les fouilles britanniques duXIXesiècle
| |  |  |
| Illustrations des ouvrages relatant les découvertes de Layard à Nimroud : découverte d'une statue colossale, et déplacement d'une autre en vue de son transfert. |  |  |

Le site de Nimroud attira d'abord l'attention de l'Anglais G. P. Badger en 1844. L'année suivante, son compatriote Austen Henry Layard entama les premières fouilles, croyant alors avoir trouvé Ninive. Seulement aidé dans la direction des fouilles par le chrétien irakien Hormuzd Rassam, et financé d'abord par l'ambassadeur britannique dans l'empire ottoman, Stratford Canning, puis par les Trustees du British Museum, il conduisit ses travaux de 1845 à 1847 puis de 1849 à 1851. Ses campagnes marquèrent un tournant dans l'essor de l'archéologie mésopotamienne, en raison de l'ampleur des découvertes, contemporaines de celles des consuls français à Khorsabad. Layard put dégager une partie du Palais nord-ouest, ainsi que les temples de Ninurta et d'Ishtar, la ziggurat, les palais central, sud-est et sud-ouest, et aussi le Fort Salmanazar. Il exhuma surtout les bas-reliefs du palais principal et les statues colossales gardant les portes des édifices, ainsi que d'autres œuvres remarquables comme l'obélisque noir de Salmanazar III.
Le British Museum, qui récupéra les sculptures et autres œuvres remarquables trouvées sur le site pour les exposer dans ses collections (mais un certain nombre fut vendu à diverses institutions et personnes privées, ce qui explique leur éparpillement actuel), poursuivit le financement de fouilles après le départ de Layard : Henry Rawlinson en 1852 avec l'aide de Felix Jones, capitaine de l'Indian Navy qui dressa un plan du site, puis Rassam en 1852–54, et William K. Loftus et William Boutcher en 1854–55, qui dégagèrent les palais central, sud-est et nord ouest ainsi que le temple de Nabû. À la lecture des inscriptions du site, Rawlinson avait alors compris qu'il ne s'agissait pas de Ninive comme le pensait Layard, mais d'une autre capitale assyrienne, Kalkhu (Calah dans la Bible).
Le site fut ensuite visité par des représentants d'autres pays, à la recherche de bas-reliefs à acquérir : le Français Pacifique-Henri Delaporte en 1862, et le Suisse Julius Weber en 1864. Les fouilles reprirent brièvement sous la direction du britannique George Smith en 1873, puis à nouveau de Hormuzd Rassam en 1878-1879, qui explora à son tour les palais sud-est et central, le temple de Nabû, et découvrit le temple de Kidmuru.

### Les fouilles de l'après-guerre et les restaurations

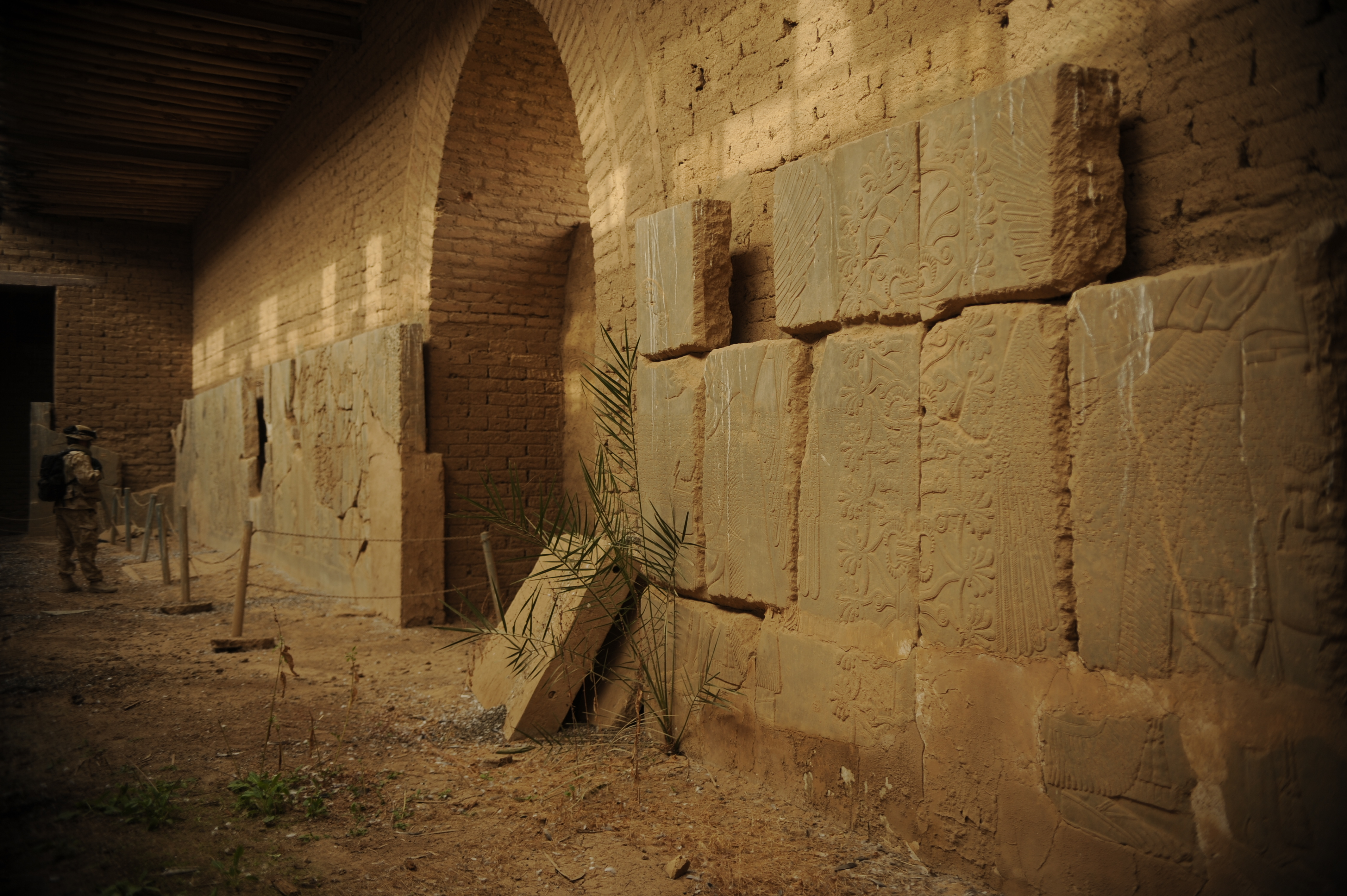
L'intérieur d'une salle du Palais nord-ouest après les restaurations des services archéologiques irakiens (photographie de 2008).

Les campagnes de fouilles reprirent à Nimroud en 1949, à l'initiative de l’École britannique d'archéologie en Irak (British School of Archaeology in Iraq, BSAI, aujourd'hui British Institute for the Study of Iraq, BISI). Treize campagnes furent conduites, sous la direction de Max Mallowan jusqu'en 1957 (accompagné de son épouse Agatha Christie, qui a laissé des témoignages de ces fouilles dans son Autobiographie). Elles se poursuivirent sous la conduite de David Oates qui avait accompagné Mallowan depuis ses débuts, et enfin en 1963 sous celle de Jeffrey Orchard. Ces campagnes furent en particulier l'occasion de dégager la partie privée du Palais nord-ouest, où furent mis au jour de nombreux objets en ivoire, et de poursuivre l'exploration des autres monuments de l'acropole (les temples de Ninurta et de Nabû, le Palais brûlé, le Palais du Gouverneur, le Palais sud-est, le Bâtiment de 1950, les résidences situées contre l'enceinte) et de Fort Salmanazar. La BSAI/BISI entreprit également la publication des tablettes cunéiformes retrouvées à Nimroud dans la série d'ouvrages Cuneiform Texts from Nimrud (CTN).
Parallèlement, le Département des Antiquités irakien conduisit des fouilles dans le Palais nord-ouest sous la direction de Behnam Abu es-Soof, entre 1956 et 1959, avec le projet de restaurer les salles de l'édifice pour le préserver et l'ouvrir au tourisme, en commençant par la salle du trône. À partir de 1969, les équipes irakiennes reprirent leurs campagnes de fouilles et de restaurations des édifices de Nimroud essentiellement dans le Palais nord-ouest. Une partie des œuvres dégagées fut transférée au Musée de Mossoul, qui ouvrit ses portes en 1974. Parmi les découvertes marquantes, de nouveaux ivoires furent découverts en 1975 dans une pièce du sud du Palais nord-ouest. Parallèlement, de 1974 à 1976, une équipe d'archéologues polonais dirigée par Janusz Meuszynski fouilla les bâtiments du centre du tell (Bâtiment central, Palais central). Entre 1987 et 1989, ce furent des équipes italiennes qui rejoignent le site, effectuant une prospection de surface et poursuivant les fouilles du Fort Salmanazar. En 1989, une équipe du British Museum revint pour fouiller le même édifice.
La trouvaille la plus spectaculaire des dernières campagnes de fouilles de Nimroud fut celle, entre 1988 et 1991, des tombes souterraines de plusieurs reines assyriennes, situées dans la partie sud du Palais nord-ouest, qui livrèrent une impressionnante quantité d'objets de luxe. Les travaux de fouilles et de restauration, interrompus par la Première guerre du Golfe, reprirent brièvement à partir de 2001, en particulier dans le secteur du temple d'Ishtar.

### Les destructions
Dans les semaines qui suivirent la chute du régime de Saddam Hussein, dès 2003, le site de Nimroud fit l'objet des premières dégradations. Les pilleurs tentèrent d'enlever des bas-reliefs et d'en fracturer plusieurs, et se livrèrent également au pillage du musée national d'Irak et du musée de Mossoul qui contenaient une partie des œuvres provenant de Nimroud. Le trésor des tombes des reines fut épargné, mis à l'abri dans la Banque centrale irakienne. Le site fut ensuite placé sous la protection de l'armée américaine, jusqu'au retrait de celle-ci du pays.
Lorsque l'État islamique s'empara de la région en 2014, les sites archéologiques antiques devinrent leur cible préférentielle. En raison de leur caractère non islamique et de la présence de représentations relevant de religions antiques polythéistes, ils furent considérés comme « idolâtres » et voués à la destruction. Le 5 mars 2015, l'État Islamique annonça avoir entrepris la destruction du site de Nimroud. Mais cette entreprise d'anéantissement toucha également d'autres sites antiques renommés tels que Ninive, Hatra et Khorsabad, ainsi que le musée de Mossoul. Des vidéos de propagande montrent la destruction de plusieurs bas-reliefs et statues du Palais nord-ouest de Nimroud par des djihadistes, ainsi que des remparts de la cité. La destruction se poursuivit au bulldozer, puis à la dynamite. La salle du trône fut endommagée à l'explosif le 7 avril 2015, la ziggourat fut rasée entre le 31 août et le 2 octobre 2016. L'ampleur des dégâts matériels, encore difficilement estimable faute de témoignages, est de toute évidence considérable et irréparable. Cette destruction des lieux prestigieux, qui s'accompagne d'un commerce illicite des œuvres d'art provenant des sites détruits, a été dénoncée par l'UNESCO comme étant un « crime de guerre ». Quelque 500 bas-reliefs et dalles de toutes tailles ont été détruits par l'État islamique, ainsi que plusieurs lamassu, qui ornaient le palais du roi assyrien Assurnasirpal II.
Le site de Nimroud a été repris par l'armée irakienne le 13 novembre 2016, lors de la bataille de Mossoul,,,. 
Les travaux de réhabilitation du site débutent en 2018, mais sont interrompus par la pandémie de coronavirus, avant de reprendre en 2023. Les archéologues procèdent à un processus de collecte, de classification et d'identification des morceaux retrouvés. En janvier 2025, plus de 35 000 fragments ont déjà été collectés.

## Historique

### Origines
Le tell de Nimroud a été occupé depuis au moins la fin de l'époque protohistorique : les plus vieux objets retrouvés sur le site, lors d'un sondage effectué par Max Mallowan, datent de la période de Ninive V (v. 3000 av. J.-C.). Mais le site a fourni peu de documentation pour ses périodes anciennes, puisque seule une tombe datée du milieu du XVIIIe siècle av. J.-C. retrouvée sous le temple de Nabû indique une occupation avant l'époque assyrienne. Autre indice d'un peuplement notable du site à cette période, la ville apparaît dans la documentation écrite contemporaine exhumée à Mari en Syrie (années 1810-1760 av. J.-C.), sous le nom de Kawalkhum. Elle y apparaît notamment comme le principal port marchand pour le trafic fluvial sur le cours supérieur du Tigre. Par la suite, la ville intégra le royaume assyrien, sans doute au moment des conquêtes effectuées dans sa région à partir du règne d'Assur-uballit Ier (1366-1330 av. J.-C.), qui marquent l'essor du royaume « médio-assyrien » (v. 1400-1000 av. J.-C.). Kalkhu est mentionnée dans quelques textes de cette période, mais celle-ci est pauvrement documentée par l'archéologie (des traces éparses de décoration dans un temple), ce qui ne permet pas d'en savoir plus sur son développement à cette époque.

### La construction d'une nouvelle capitale

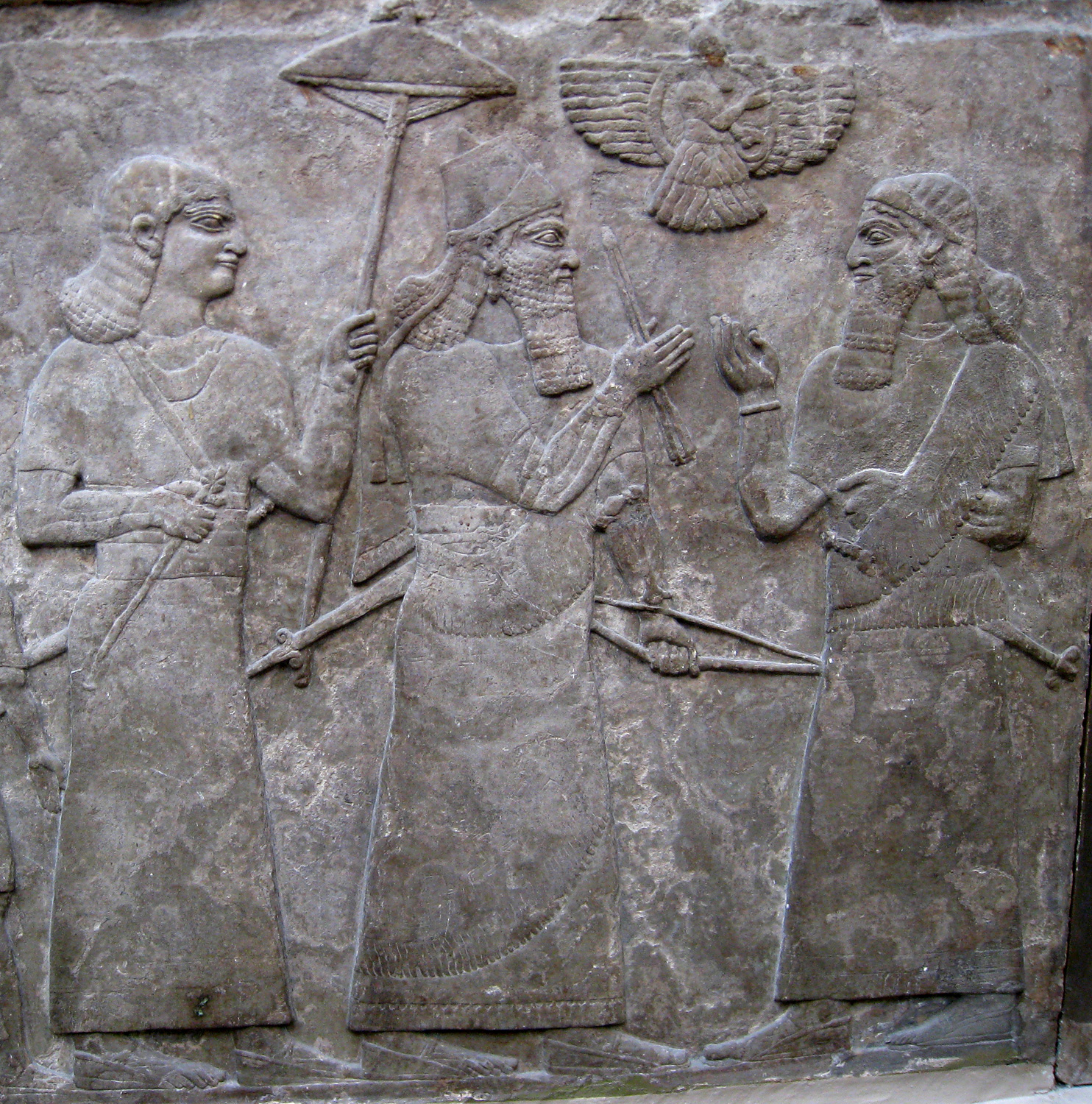
Bas-relief du Palais nord-ouest représentant le roi Assurnasirpal II et des dignitaires, surplombés par le disque solaire ailé symbolisant le dieu Assur ou Shamash. British Museum.

Au milieu du IXe siècle av. J.-C., Kalkhu était donc un centre provincial du puissant royaume assyrien, proche de la capitale politique et religieuse traditionnelle de celui-ci, Assur, et sur l'axe entre celle-ci et Ninive, autre métropole assyrienne. Assurnasirpal II (883-859 av. J.-C.), après avoir conduit de nombreuses campagnes consolidant son royaume en Syrie et été le premier souverain assyrien à parvenir au rivage de la Méditerranée depuis le temps du glorieux Teglath-Phalasar Ier (1114-1076 av. J.-C.), prit la décision de construire une nouvelle capitale à Kalkhu. Ses motivations, jamais explicités dans ses inscriptions commémoratives, sont obscures. Le fait qu'Assur soit à la merci d'une attaque venant de l'ouest (elle était située sur la rive ouest du Tigre), où résidaient les dangereux Araméens, alors que Kalkhu était mieux protégée (sur la rive est, avec le Grand Zab à proximité), a pu peser dans cette décision. Un autre élément qui a pu jouer dans le choix de l'emplacement est le fait que la nouvelle capitale était située à des distances raisonnables des grandes villes historiques et sacrées d'Assyrie que sont Assur, Ninive et Arbèles, amorçant un déplacement du centre de gravité du royaume vers le Nord, tout en le tenant à l'écart des élites de ces anciennes métropoles potentiellement turbulentes. Assurnasirpal II crée ainsi un nouveau centre politique dont il sélectionne les résidents, où il peut renforcer sa prééminence et celle de l'administration impériale. Il confie la supervision de la construction de la ville à un de ses plus proches serviteurs, l'eunuque Nergal-apil-kumu'a.

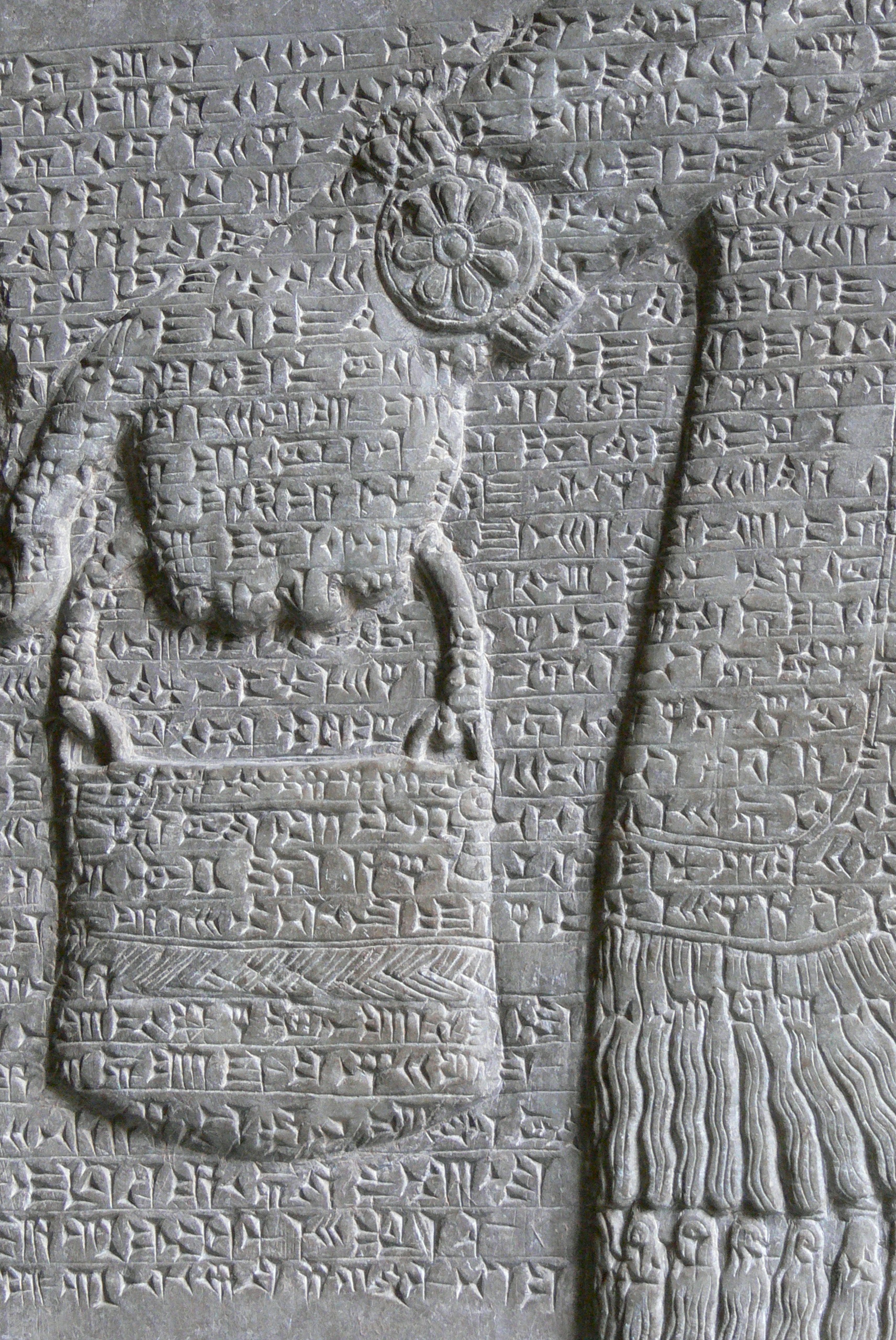
Détail d'un passage de l’Inscription standard sur un bas-relief du palais nord-ouest. Musée de Pergame.

Le chantier de construction de Kalkhu, qui fut une véritable refondation de la ville, est célébré dans plusieurs inscriptions royales d'Assurnasirpal II retrouvées dans les édifices principaux de la ville. C'est en particulier le cas de l'« Inscription standard », un texte court (une vingtaine de lignes) commémorant les conquêtes du souverain et la construction de la nouvelle capitale. Elle doit son nom au fait qu'elle fut reproduite sans grande variation des dizaines de fois sur les bas-reliefs du Palais nord-ouest d'Assurnasirpal II, en position centrale. D'autres inscriptions du souverain reprennent par ailleurs en partie ce texte. Un autre texte primordial pour connaître la construction de Kalkhu est la « Stèle du banquet », texte nettement plus long débutant par une version abrégée du précédent puis développant la description de la construction des palais et temples de la ville, les différentes essences d'arbres implantées dans les jardins de la ville, et enfin le formidable banquet que le monarque donna pour célébrer la fin de la construction, passage final auquel le texte doit son nom moderne. Ces textes présentent une vision idéalisée de la construction de la ville, mettant en valeur la personne du roi, sa puissance et sa capacité à maîtriser les ressources de son royaume et à y assurer l'ordre du monde suivant les volontés des grands dieux qui lui ont confié ses destinées en assurant ses triomphes militaires, afin de réaliser une ville grandiose et des monuments sans égal. Cette entreprise créatrice fait écho à celle des divinités dans les mythes de création. Ces récits servirent de modèle aux récits de construction des rois assyriens suivants, en particulier ceux relatant la construction des capitales suivantes (Dur-Sharrukin par Sargon II et surtout Ninive par Sennacherib).
La reconstruction de Kalkhu mobilisa les ressources de l'empire, accumulées au cours des différentes campagnes militaires, qui se soldaient par des pillages, la perception de tributs, et des déportations de populations vaincues, souvent établies en Assyrie depuis le Moyen-Euphrate et la Syrie intérieure :

« La vieille cité de Kalkhu que Salmanazar, roi d'Assyrie, un prince qui me précéda, avait construite - cette cité était en ruines, restait en sommeil. Je reconstruisis cette ville. Je pris les peuples que j'avais conquis, depuis les pays que j'avais dominés, du pays de Suhu, du pays de Laqe dans sa totalité, de la ville de Sirqu qui est sur le gué de l'Euphrate, du pays de Zamua, du Bit-Adini et du pays du Hatti, et de Lubarna et du Patinu. Je les installai au cœur (de la ville). »

— Inscription Standard, l. 14b)-17b).
Ces populations furent manifestement mobilisées pour le chantier de la ville (artisans, ouvriers sur les chantiers) puis pour la peupler. Les récits officiels d'Assurnasipal, qui ne sont pas complétés par des lettres permettant de suivre le déroulement du chantier (comme c'est le cas pour Dur-Sharrukin), s'attardent surtout sur les formidables réalisations du chantier, en premier lieu le palais royal (le « Palais nord-ouest ») :

« Je dégageai les ruines anciennes et je creusai jusqu'au niveau de la nappe d'eau, atteignant une profondeur de 120 niveaux de briques. À l'intérieur (de la ville) je fondai pour toute éternité, en guise de résidence royale et pour mon plaisir souverain, un palais de cèdre, un palais de cyprès, un palais de genévrier, un palais de buis, un palais de meskannu (essence inconnue), un palais de térébinthe et de tamaris. Je fis (des répliques) en calcaire blanc et en albâtre des créatures des montagnes et de la mer parûtu et je les postai à ses portes. Je le décorai somptueusement. Je l'entourai de clous de bronze à large tête. Je fixai à ses portes des vantaux en bois de cèdre, de cyprès, de genévrier et de meskannu. Je réunis et déposai à l'intérieur de grandes quantités d'argent, d'or, d'étain, de bronze et de fer, butin provenant des pays sur lesquels j'avais étendu ma domination. »

— Inscription Standard, l. 17b)-22.
La Stèle du banquet évoque également la construction de temples pour les grands dieux du royaume, aussi somptueusement décorés que le palais : en tout neuf temples dédiés à Enlil et Ninurta, Ea-le-roi et sa parèdre Damkina, Adad et sa parèdre Shala, Gula, Sîn, Nabû, Ishtar sous son aspect šarrat nipḫi, les Sibitti et Kidmuru (apparemment un autre aspect d'Ishtar, inconnu par ailleurs). La même inscription s'attarde longuement la réalisation des jardins situés aux alentours de Kalkhu. On creusa d'abord un canal dérivé du Zab supérieur, appelé Patti-ḫegalli (« Canal qui apporte l'abondance »), qui servit à l'irrigation de la plaine, où furent plantés des jardins comprenant une grande variété d'arbres, issus des pays qu'avait soumis le roi, tout comme les populations déportées venues construire et habiter Kalkhu, symbolisant à une échelle réduite la domination du roi sur son empire. Ces jardins furent également érigés pour le plus grand plaisir de ses sens :

« Depuis les hauteurs, le canal coule avec vigueur en direction des vergers. Les allées sont embaumées de parfums. Les ruisseaux, aussi nombreux que les étoiles du ciel (?), coulent dans ce jardin d'agrément. »

— Stèle du banquet, l. 49-50.
Le chantier de construction s'acheva par une fête au cours de laquelle les dieux de l'Assyrie, le grand dieu national Assur en tête, furent conviés à venir admirer et bénir la réalisation d'Assurnasirpal II. La Stèle du banquet comprend une longue liste de tous les animaux, céréales, fruits, légumes et boissons qui furent servis aux convives : ainsi 100 bœufs gras, 500 oies, 10 000 pigeons, 10 000 œufs, autant de galettes de pain, 100 jarres de bière de qualité, autant de miel, de lait, de moutarde et de fromage, des dattes, des pistaches, des épices et divers condiments, etc.. Le texte conclut en énumérant les sujets du souverain qui furent « invités » à admirer sa nouvelle capitale et au banquet en son honneur :

« Quand je consacrai le palais de Kalkhu, 47 074 hommes et femmes invités de toutes les parties de mon royaume, 5 000 dignitaires et envoyés des peuples des pays de Suhu, Hindanu, Patinu, Hatti, Tyr, Sidon, Gurgum, Melid, Hubusku, Gilzanu, Kummuhu (et) Musasir, 16 000 gens de Kalkhu et 1 500 zariqu de mon palais (fonctionnaires assyriens), tous, en tout 69 574 personnes de tous les pays ainsi que les gens de Kalkhu, je les ai nourris pendant dix jours, je les ai abreuvés de vin, je les ai fait baigner, oindre. Ainsi je les honorai puis les renvoyai dans leurs contrées dans la paix et dans la joie. »

— Stèle du banquet, l. 141-154.
Ce récit met ainsi en exergue la puissance du royaume et les territoires qu'il domine, l'abondance qui y règne, la générosité du roi.

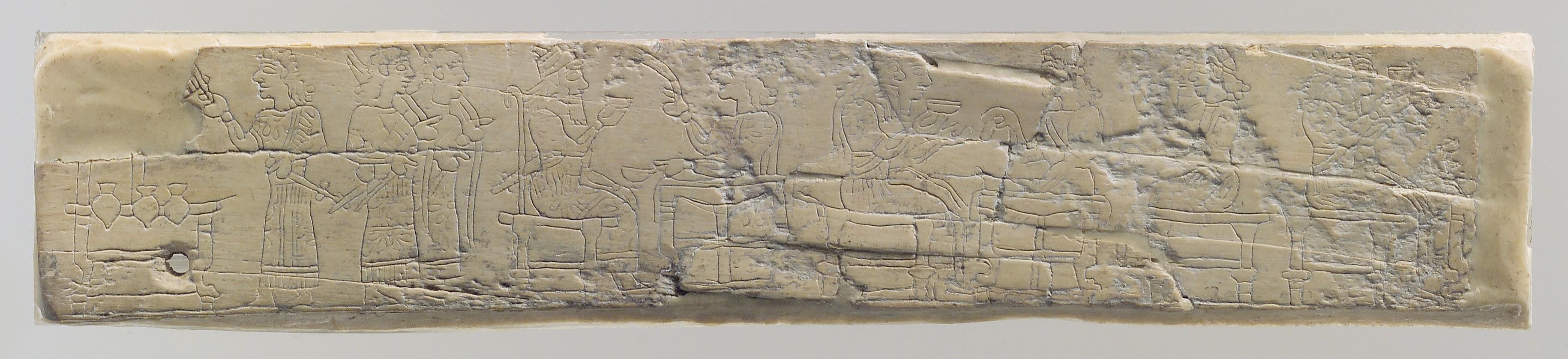
Plaque en ivoire de style assyrien mise au jour à Nimroud, représentant une scène de banquet à la cour du roi., Metropolitan Museum of Art.

Les inscriptions ne parlent pas d'une autre importante réalisation architecturale, la muraille qui protégeait la ville, ni l'urbanisme de celle-ci. Finalement, Assurnasirpal II mena un chantier d'une ampleur sans précédent dans l'histoire mésopotamienne, porteur de diverses innovations architecturales, en premier lieu son palais royal et ses statues et bas-reliefs qui devinrent alors caractéristiques de l'art assyrien. Ces innovations devaient manifestement beaucoup aux traditions syriennes (araméenne, néo-hittite), ce qui est logique vu que les artisans du chantier et les ressources de celui-ci venaient pour une bonne part de la moitié occidentale du royaume nouvellement soumise,. Assurnasirpal II fut ainsi l'un des plus grands bâtisseurs de l'histoire mésopotamienne, et servit de modèle à ses successeurs qui furent nombreux à chercher à égaler ou même surpasser ses réalisations.
Le règne de ce souverain ne suffit cependant pas à mener son œuvre jusqu'à son terme. Il revint en effet à son fils et successeur Salmanazar III (858-824 av. J.-C.) de conduire la finalisation de plusieurs chantiers, dont la ziggurat, et d'ériger sur le second tell de la cité un autre palais qui servirait de quartier général aux armées assyriennes, dénommé « Fort Salmanazar » par les archéologues qui l'ont exhumé.

### Kalkhu auxVIIIeetVIIesiècles: capitale puis métropole provinciale

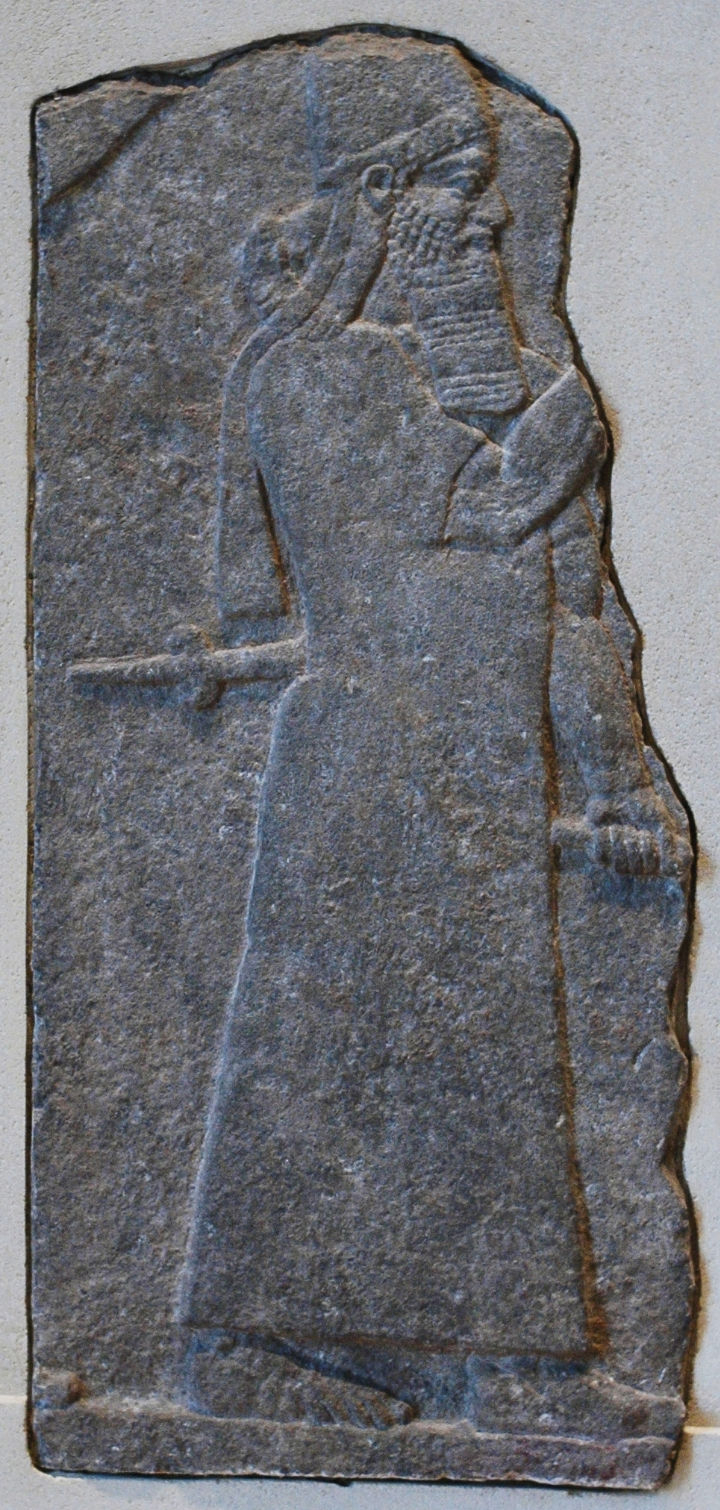
Bas-relief provenant du « Palais central » de Teglath-Phalasar III : représentation du souverain. Musée du Louvre.

Shamshi-Adad V (823-811 av. J.-C.) a laissé peu de traces de son activité à Nimroud, où seule une stèle le représentant fut mise au jour. Son successeur Adad-nerari III (810-783 av. J.-C.) entreprit la construction d'un nouveau palais sur ce site, dans la continuité méridionale de celui d'Assurnasirpal II, et fut peut-être à l'origine de la construction du « Palais brûlé » ainsi que de la reconstruction du temple de Nabû, et même de l'érection d'un nouveau palais dans la ville basse. Cette période vit un affaiblissement du pouvoir royal assyrien. La puissance du royaume ne fut rétablie que dans la seconde moitié du VIIIe siècle av. J.-C. par Teglath-Phalasar III (745-727 av. J.-C.). Ce souverain monta sur le trône à la suite d'une révolte initiée depuis Kalkhu, signe de la prise d'importance de cette ville, dont le gouverneur Bel-dan joua sans doute un rôle décisif dans les événements. Considéré comme le fondateur de l'« empire » assyrien, par ses conquêtes et son œuvre de réorganisation de l’État assyrien, Teglath-Phalasar III fit construire à Kalkhu un nouveau palais, le « Palais central », et une de ses inscriptions indique qu'il fit ériger un édifice de type bit-hilani. Plusieurs de ses lettres ont été retrouvées dans le Palais nord-ouest.
Le règne de Sargon II (722-705 av. J.-C.) marqua un tournant dans l'histoire de Kalkhu. S'il résida au début de son règne dans le Palais nord-ouest, où une partie de sa correspondance a été exhumée, et peut-être dans le Palais brûlé, il projeta à partir de 717 la construction d'une nouvelle capitale à son nom, Dur-Sharrukin, la « Forteresse de Sargon » (l'actuel site de Khorsabad). Construite ex nihilo, cette ville s'inspirait grandement du modèle fourni par Kalkhu (terrasse principale comprenant un palais royal décoré de bas-reliefs et de statues monumentales et des temples, un arsenal sur une terrasse séparée). La raison de ce changement de capitale est tout aussi énigmatique que la précédente.

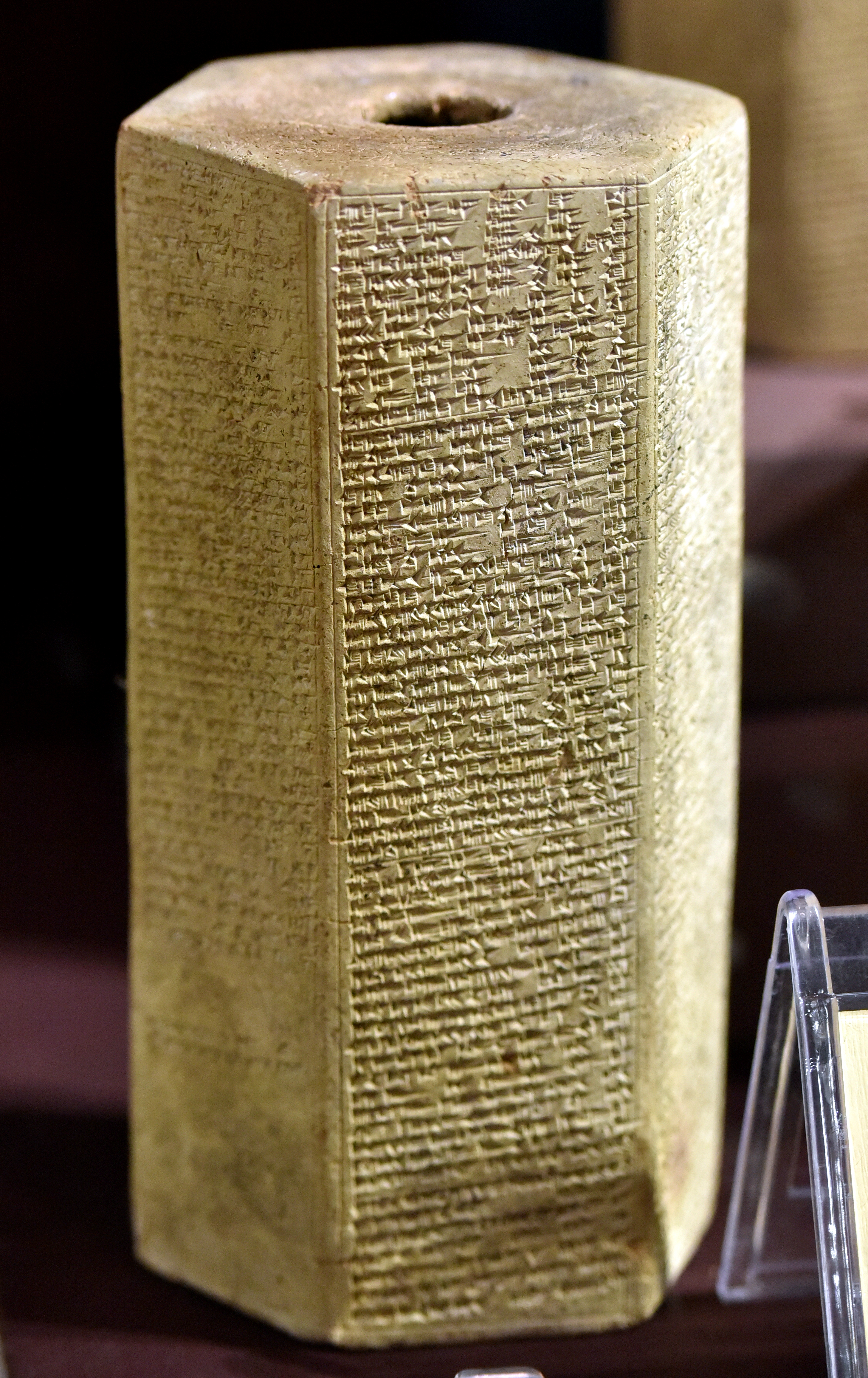
Prisme hexagonal comportant une inscription d'Assarhaddon, commémorant notamment ses travaux à Nimroud. Musée national d'Irak.

La mort brutale de Sargon en 705 fut suivie par l'abandon de sa nouvelle capitale par son fils et successeur Sennacherib (705-681 av. J.-C.), qui déplaça sa capitale à Ninive, cité au passé prestigieux qu'il reconstruisit de fond en comble, entreprenant un chantier qui dépassa par son ampleur ceux de ses prédécesseurs. Cela confirma la relégation de Kalkhu au rang de capitale secondaire de l'empire assyrien, même si elle gardait un prestige important, notamment dans le domaine intellectuel et religieux si on en juge par les tablettes retrouvées dans le temple de Nabû (dont certaines écrites par le grand scribe de Sargon II et Sennacherib, Nabû-zuqub-kena). Assarhaddon (680-669 av. J.-C.), s'il résida principalement dans la nouvelle capitale, ne délaissa pas Kalkhu pour autant, puisqu'il y restaura l'arsenal, y conclut peut-être des traités dont les versions écrites ont été mises au jour dans le temple de Nabû, et initia la construction d'un nouveau palais, le « Palais sud-ouest », qui ne fut jamais achevé. Cela fit penser qu'il avait envisagé de rétablir Kalkhu comme capitale, même si ce n'est pas assuré car il maintint une activité importante à Ninive. Son successeur Assurbanipal (669-626 av. J.-C.) n'a pas laissé de trace de son activité dans cette ville.
L'empire assyrien s'effondra entre 626 et 609 av. J.-C. à la suite d'une guerre civile liée à la succession d'Assurbanipal, dont profitèrent les Babyloniens puis leurs alliés de circonstance Mèdes pour abattre la puissance moribonde. Les principales villes assyriennes furent prises entre 616 et 612 av. J.-C. Kalkhu semble avoir été attaquée en 614 par les Mèdes (quand ils détruisirent Assur), mais avoir résisté au siège. Elle tomba finalement lors de la campagne conjointe des Babyloniens et des Mèdes de 612, qui emporta également Ninive. C'est de ce moment que doit dater une brèche repérée dans la muraille au niveau du Fort Salmanazar, creusée au moment de l'assaut final. Les édifices de la ville présentent des traces de destruction. Un des puits du Palais nord-ouest contenait de nombreux squelettes humains (peut-être jusqu'à 400), un certain nombre menottés aux bras et aux jambes. Il est tentant d'identifier ces derniers comme des prisonniers exécutés après la prise de la ville ; les autres corps pourraient être des restes humains dégagés des tombes voûtées voisines qui furent pillées au même moment.

### L'époque post-assyrienne
Après leur destruction en 612 av. J.-C., les monuments de la citadelle principale et de Fort Salmanazar furent réoccupés par ceux que les fouilleurs du site ont désigné comme des « squatters », vraisemblablement des habitants de la ville et de ses alentours ayant survécu aux attaques et ayant cherché refuge dans les bâtiments les plus solides. Ces occupations furent manifestement brèves, et terminèrent dans la violence.
Le tell principal fut réoccupé partiellement par la suite, apparemment à la période achéménide (539-330 av. J.-C.), au cours de laquelle le site est mentionné (sous le nom de Larissa) par l'historien grec Xénophon qui y passa lors de la retraite des Dix Mille en 401 av. J.-C., et que ses ruines servent de refuge à la population des alentours (il évoque un site inhabité). Le tell de Nimroud est habité plus durablement au cours de la période hellénistique, entre 250 et 150 av. J.-C. environ. Des petites habitations de cette époque, organisées autour d'une cour, ainsi que des sépultures ont été identifiées sur les niveaux situés au-dessus de ceux de l'époque néo-assyrienne. De nombreux objets de cette période ont été exhumés (bijoux, céramique, pièces de monnaie, statuettes en terre cuite). Le village, après une période relativement prospère, semble être abandonné après une destruction dans les années 140 av. J.-C., qui correspondent à la prise de contrôle de la région par les Parthes.

## Les monuments de Nimroud
| |  |  |
| Plan général du site de Nimroud/Kalkhu d'après les relevés de Felix Jones en 1852 (à gauche), et plan schématique localisant la citadelle des palais et des temples (tell de Nimroud) et l'arsenal (« Fort Salmanazar ») (à droite). |  |  |

Après les chantiers d'Assurnasirpal II et de Salmanazar III, Kalkhu était une imposante cité d'environ 360 hectares, protégée par une enceinte d'approximativement 7,5 kilomètres de long. Au sud-ouest, la citadelle comprenant les édifices officiels principaux est un tell de 400 × 600 mètres, le tell de Nimroud à proprement parler. C'est du reste la zone la plus anciennement occupée du site, autour de laquelle s'est développée la ville avant son élévation au statut de capitale de l'Assyrie. Il s'agit d'une véritable citadelle, isolée du reste de la ville par sa muraille, et comprenant des édifices associés au pouvoir royal (palais, temples, résidences des élites), suivant un modèle qui semble inspiré par l'urbanisme syro-anatolien (Karkemish, Tell Halaf). Au sud-est, le tell de Tulul al-Azar comprend les ruines de l'arsenal de la cité (« Fort Salmanazar »). Les deux tells, qui étaient isolés du reste de la ville par leur propre enceinte, ont concentré l'essentiel des efforts des archéologues. La ville basse devait comprendre l'essentiel de l'espace résidentiel, artisanal et commercial ; elle n'a que très peu été explorée. Les capitales assyriennes suivantes, Dur-Sharrukin (Khorsabad) et Ninive, reprirent cette même organisation spatiale.

### Les palais de l'acropole
L'acropole de la cité de Kalkhu comprenait de nombreux palais royaux (sept suivant les interprétations des équipes d'archéologues ayant fouillé le tell), érigés successivement par plusieurs souverains assyriens entre le IXe et le VIIe siècle av. J.-C. Le plus ancien et le plus vaste, le « Palais nord-ouest » construit sous Assurnasirpal II, est le mieux connu par les fouilles, encore qu'il n'ait pas été complètement dégagé. Les autres sont moins bien connus, et il est parfois malaisé d'interpréter le rôle des pièces fouillées, ou même les relations entre les différents édifices.

#### Le Palais nord-ouest

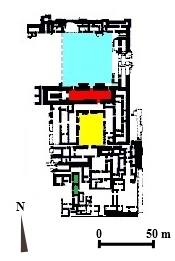
Plan du Palais nord-ouest. Rouge : salle du trône - Bleu : cour principale de la zone publique (babānu) - Jaune : cour principale de la zone privée (bitānu) - Vert : tombes des reines.

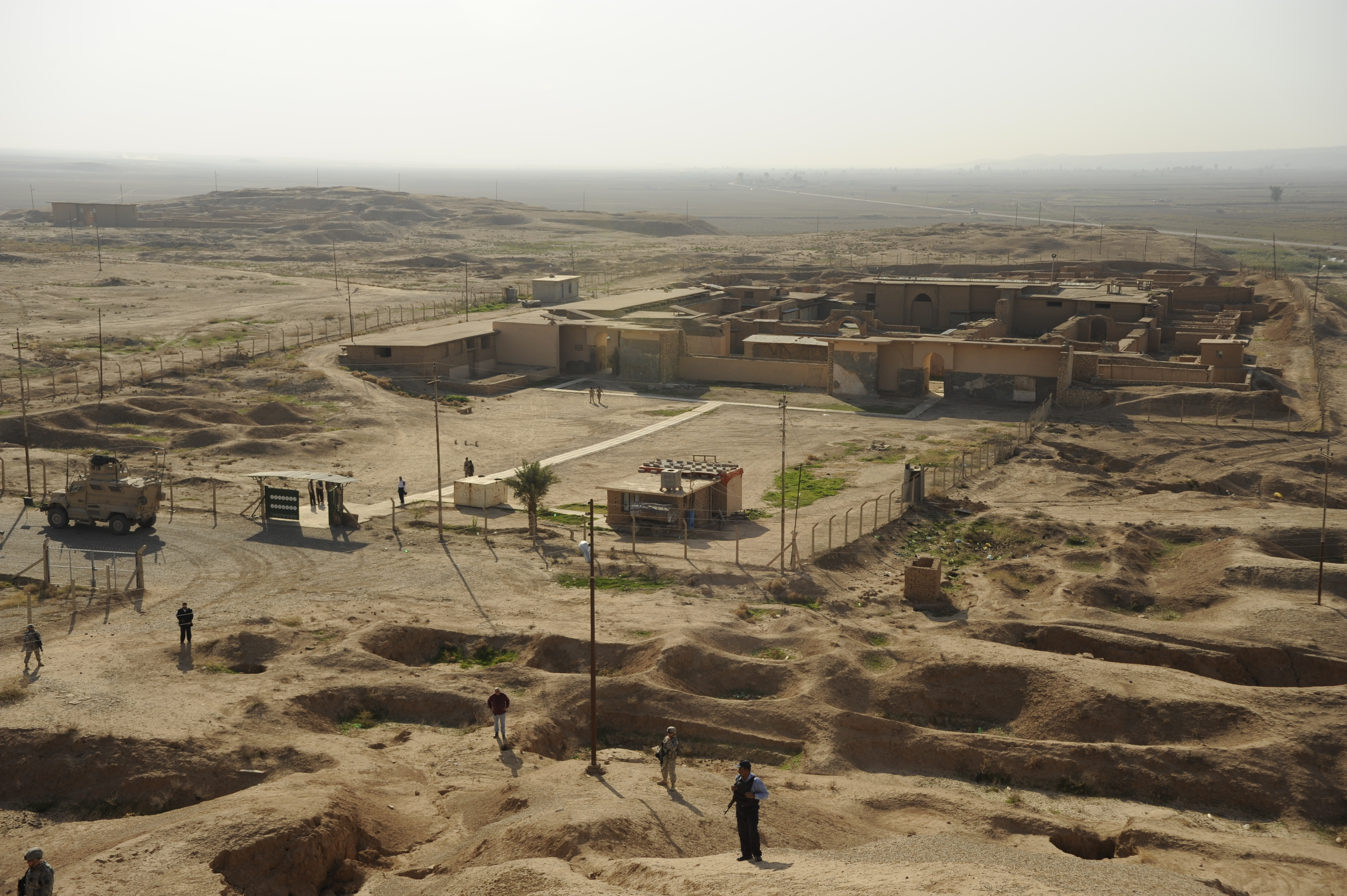
Les ruines du Palais nord-ouest en 2008, après leur restauration par les autorités irakiennes.

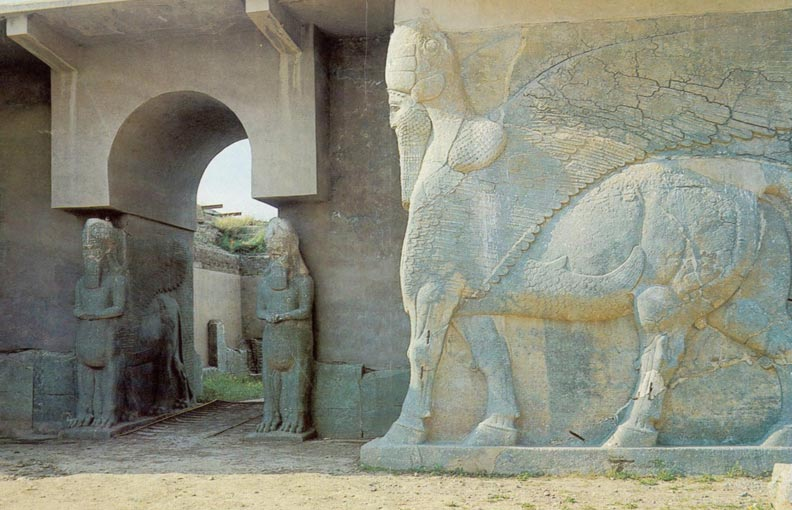
Une des portes du côté nord du Palais nord-ouest (en 2007), avec ses statues de taureaux ailés, après restauration.

Le « Palais nord-ouest » des archéologues fut bâti sous le règne d'Assurnasirpal II, puis été sans doute achevé par son fils Salmanazar III et occupé jusqu'au VIIe siècle av. J.-C. comme l'attestent les tombes royales qui y ont été trouvées. Ses dimensions étaient d'environ 200 mètres de long sur peut-être 120 mètres de large, et il devait couvrir environ 28 000 m2. On y repère l'organisation classique des palais royaux assyriens. Il s'étendait peut-être beaucoup plus à l'est, vers le centre du tell, dans une partie non fouillée.
La partie nord du palais était le babānu, la zone publique. Cette zone, mise au jour au XIXe siècle et très détériorée par l'érosion, était desservie par la porte principale du palais, située à l'est, et sans doute aussi par une entrée de service sur son côté nord,. Elle était organisée autour d'une vaste cour (environ 90 × 60 mètres) desservant plusieurs magasins et le secteur administratif, dont les bureaux de l'intendant du palais, sans doute situés au nord-est de la cour principale, ainsi que les archives, dont une partie était entreposée dans une pièce au nord-ouest de la cour (les « Lettres de Nimroud », environ 300 tablettes de la correspondance de Teglath-Phalasar III et Sargon II, seconde moitié du VIIIe siècle av. J.-C.).
La cour principale ouvrait par trois portes monumentales flanquées de taureaux ailés sur une salle du trône rectangulaire, mesurant 45 mètres de longueur sur 15 de largeur. De là, on accédait à un vestibule ouvrant sur la partie sud du palais, le bitānu, la zone privée, à laquelle l'accès était strictement limité. Autour d'une cour mesurant 32 mètres sur 27, on trouvait des pièces de réception à l'ouest, des pièces ayant pu avoir une fonction cérémonielle à l'est, et les appartements royaux (dont le harem) au sud, comprenant également des pièces d'eau et des cuisines. C'est dans cette partie méridionale, dégagée lors des fouilles britanniques et irakiennes du XXe siècle, que furent découvertes les chambres funéraires voûtées comprenant les sarcophages de plusieurs reines avec leur trésor (voir plus bas), trois autres chambres voûtées ayant manifestement servi de sépultures mais retrouvées vides, plusieurs puits ayant livré de nombreux ivoires, ainsi qu'un dans lequel furent retrouvés de nombreux restes humains devant avoir été jetés là lors de la prise de la ville (voir plus haut),.

#### Les autres palais

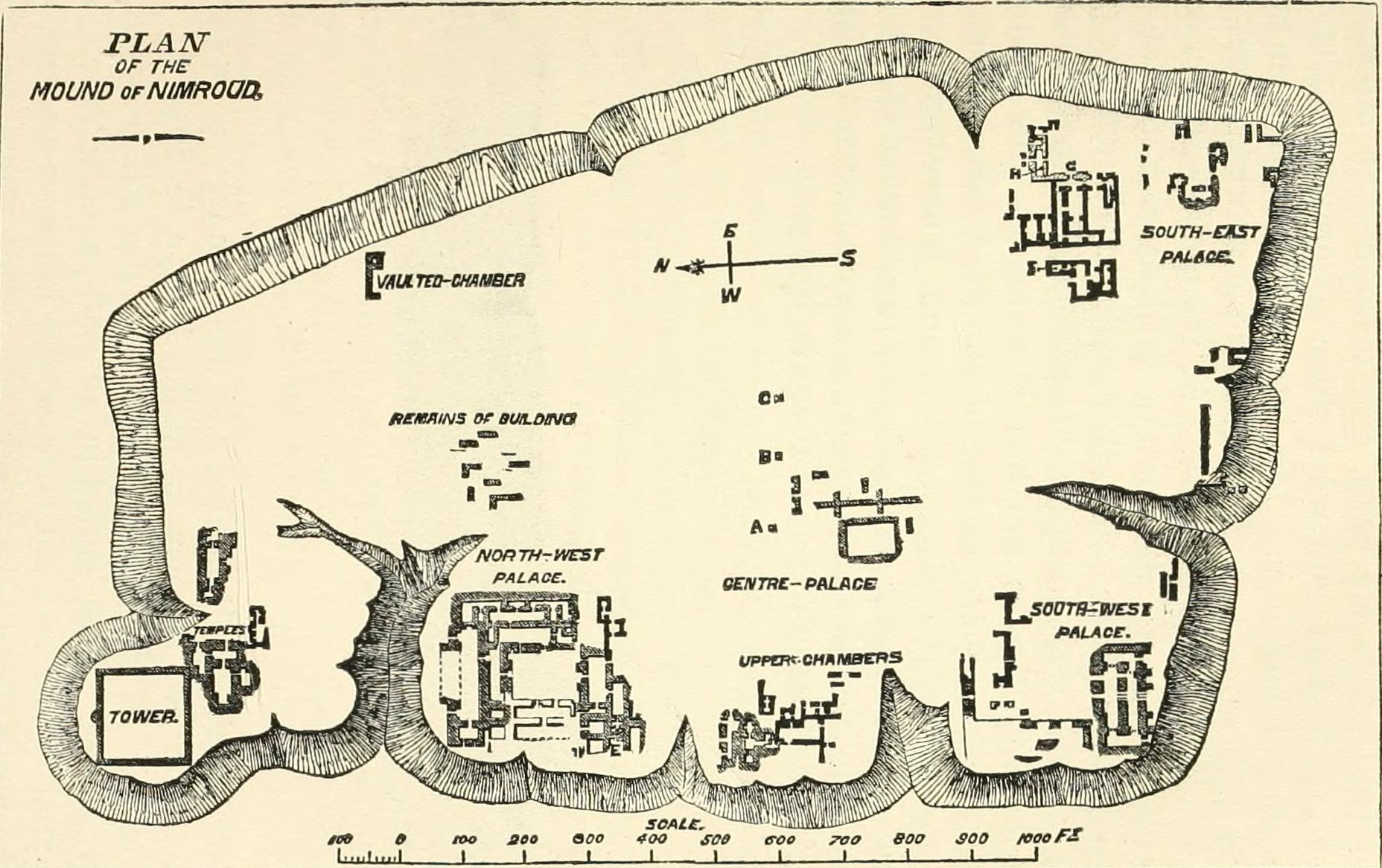
Localisation des principaux édifices fouillés sur le tell de Nimroud après les premières campagnes de Layard.

Plusieurs édifices palatiaux ont été repérés sur la partie ouest du tell, mais en raison de leur état de dégradation souvent avancé et du fait que toutes les zones n'ont pas été fouillées, il est assez difficile de comprendre les relations qui les unissent. Ils sont en général considérés comme des édifices séparés nommés en fonction de leur emplacement. D. Kertai, qui décrit cette situation comme un « cauchemar archéologique », a proposé des regroupements en distinguant deux grands ensembles palatiaux : des unités rattachées (au moins physiquement si ce n'est fonctionnellement) au Palais nord-ouest construit par Assurnasirpal, érigées sur sa partie sud sous Adad-nerari III ; un palais sud-ouest construit par Teglath-Phalasar III, puis reconstruit au même emplacement par Assarhaddon.
Adad-nerari III délaissa le Palais nord-ouest au profit d'un palais ou d'une extension ce celui-ci qu'il fit construire au sud de ce dernier. C'est dans cette zone que Layard avait dégagé un espace de réception et/ou de résidence richement orné et aujourd'hui érodé, qu'il avait qualifié de « chambres hautes ». Ce palais a fait l'objet de fouilles plus importantes conduites par les archéologues irakiens, qui y ont retrouvé des restes de peintures murales mais aucun bas-relief,.
Teglath-Phalasar III édifia à son tour un nouveau palais, le « Palais central », parce que des restes de son décor ont été localisés dans la partie centrale du tell, mais les inscriptions de ce roi indiquent qu'ils surplombaient le Tigre, ce qui a laissé penser qu'il s'étendait sur tout le sud-ouest du tell. Aucune trace de son architecture n'a été identifiée, mais les textes indiquent qu'on y trouvait des bâtiments à portiques d'inspiration syrienne, bit-hilani,. Cette absence de traces architecturales pourrait être liée aux travaux postérieurs d'Assarhaddon au même endroit, lorsqu'il voulut construire à son tour un palais à Nimroud. Il s'y servit en matériaux pour ériger le « Palais sud-ouest », y prenant des bas-reliefs ainsi que des dallages. D'autres bas-reliefs furent pris dans le Palais nord-ouest. Le palais d'Assarhaddon semble néanmoins n'avoir jamais été achevé : plusieurs bas-reliefs ont été retrouvés là où ils avaient été entassés à ce moment mais jamais réutilisés, tandis que d'autres furent déplacés dans le nouveau palais mais jamais accrochés aux murs. Une des particularités du Palais sud-ouest était la présence de pièces de réception avec deux passages, gardés par deux taureaux ailés colossaux suivant la formule classique, mais ici avec entre les deux une paire de colonnes dont la base avait la forme de sphinx ; des colonnes se trouvaient également aux extrémités des suites. Cette organisation est manifestement d'inspiration syrienne (bit-hilani).
Au sud-est se trouve le « Palais brûlé », qui doit son nom au fait qu'il fut dévasté par un incendie. Cet édifice a une histoire complexe : il semble avoir un antécédent dès la fin du IIe millénaire av. J.-C., puis il fut réoccupé à l'époque hellénistique, présentant la plus longue séquence archéologique parmi les édifices du tell. Il fut (re)construit sous Assurnasirpal II, puis plusieurs fois restauré, par Adad-nerari III semble-t-il, puis surtout sous Sargon II qui résida peut-être au moment de la construction de sa nouvelle capitale, Dur-Sharrukin. Le « palais brûlé » s'organisait autour d'une grande cour accessible depuis le nord par un vestibule ; une salle du trône a été repérée du côté sud. Le « Palais sud-est », situé plus au sud, est moins bien connu. On y a seulement repéré quelques pièces, qui semblent correspondre à une salle du trône et à ses annexes.
Enfin, le « Palais du gouverneur », situé vers le centre du tell, fut peut-être édifié sous Salmanazar III ou sous son petit-fils Adad-nerari III. Il fut dégagé sur une zone d'environ 50 × 50 mètres, ce qui permit de repérer un ensemble de pièces organisées autour d'une cour intérieure selon la formule classique des palais assyriens, et décorées de peintures. Cet édifice doit son nom aux tablettes (environ 230) qui y ont été exhumées, comprenant pour partie des archives des gouverneurs de la ville (notamment Bel-tarsi-ilumma, en fonction au début du VIIIe siècle av. J.-C.). Il a été mis au jour dans un édifice partiellement dégagé du tell principal, qui pourrait donc avoir été le palais des gouverneurs. Il s'agit de documents administratifs et aussi de lettres. On y apprend que les provinces sont gérées avec l'aide de plusieurs administrateurs subalternes, pour beaucoup des eunuques, qui comprend des personnes chargées de l'intendance du palais, des administrateurs implantés dans les villes et villages, et des officiers militaires. Les affaires militaires sont une part importante des fonctions des gouverneurs : ils doivent mobiliser hommes et ressources pour l'armée, et dirigent eux-mêmes des troupes lors des conflits de l'époque. Une partie des archives documente aussi les affaires privées des gouverneurs, qui font partie de l'élite du royaume et reçoivent du roi ou achètent des domaines agricoles importants, y compris dans d'autres provinces. Mais il n'est pas assuré que cet édifice ait pour autant servi de résidence aux gouverneurs de la ville, en raison de la nature aussi bien publique que privée des archives et du fait qu'elles ne forment pas un corpus homogène qui permettrait d'identifier la fonction des occupants du palais,.

### Les temples
La citadelle de Kalkhu comprenait plusieurs temples, ce qui témoigne de la volonté de ses rois d'en faire un centre religieux majeur de l'empire assyrien. Assurnasirpal II prétendit dans ses inscriptions en avoir restauré neuf, dont seuls quatre ou cinq d'entre eux ont été fouillés.

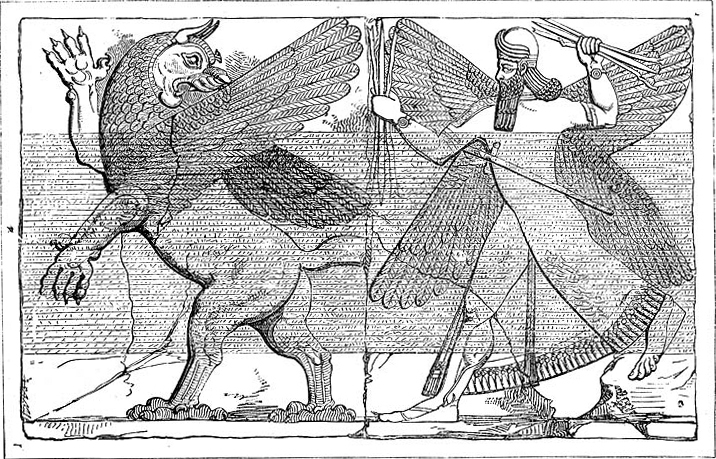
Copie d'un bas-relief du temple de Ninurta, peut-être une représentation du combat de ce dieu contre le démon Anzû/Asakku,

L'un des plus importants est le temple de Ninurta, un dieu guerrier qui symbolisait la victoire et qui était très vénéré par les souverains assyriens. Il est situé au nord-ouest de l'acropole, juste au nord du Palais nord-ouest, et peut-être même accolé à ce dernier, au point qu'il est difficile de déterminer à quel édifice appartiennent certaines pièces (des magasins) mises au jour lors de fouilles. On a exhumé à côté de son entrée nord une grande stèle portant une inscription commémorative d'Assurnasirpal II, ainsi que des restes de peintures murales. À cet édifice était accolée une ziggurat, dont la base carrée mesurait 60 mètres de côté et dont les ruines dominaient encore le site au moment des fouilles. Aucun escalier extérieur n'ayant été retrouvé, l'accès à son sommet devait se faire depuis le temple par un escalier intérieur qui a disparu depuis.

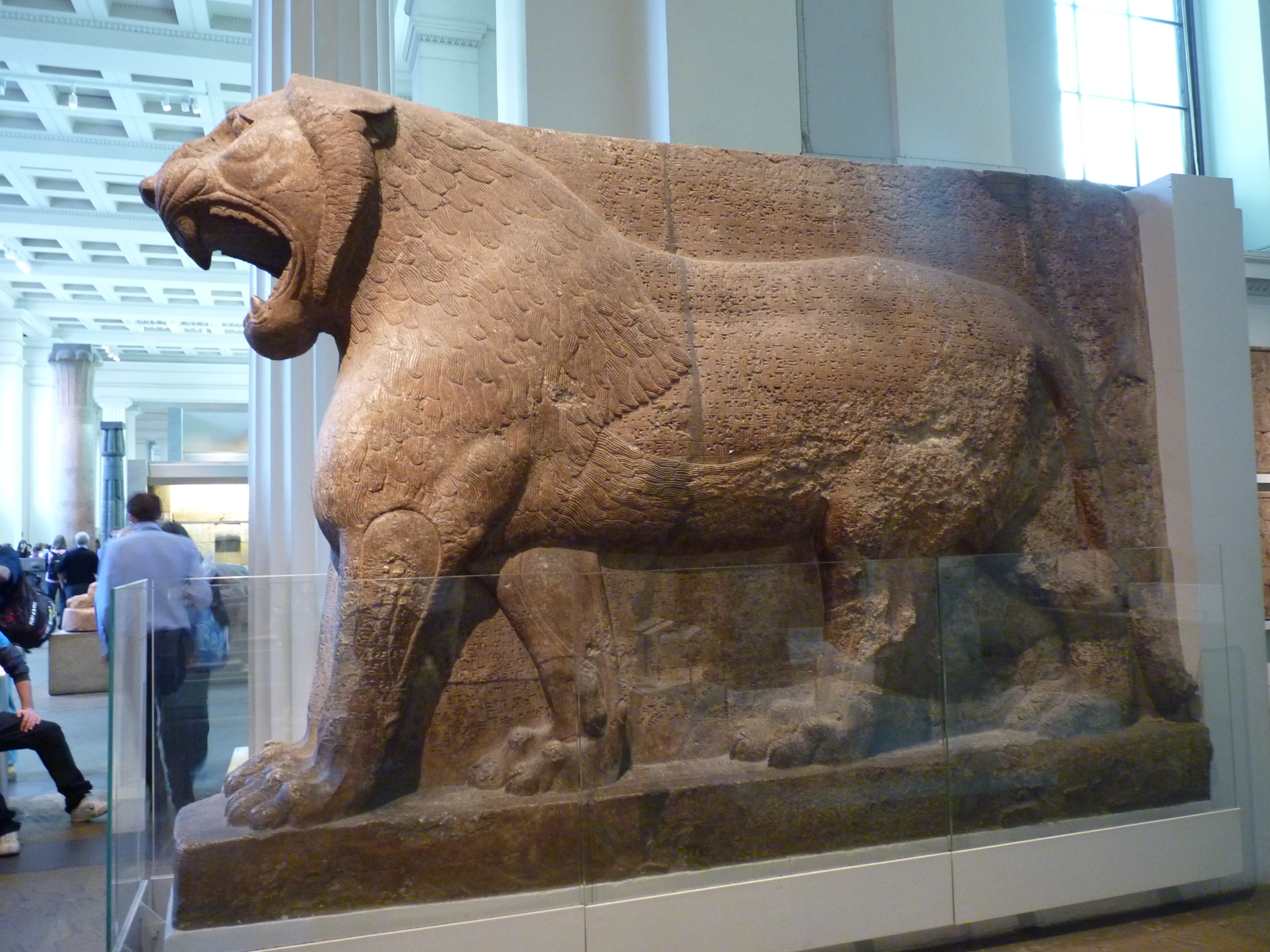
Un des lions colossaux gardant l'entrée du temple d'Ishtar šarrat nipḫi. British Museum.

À l'est du temple de Ninurta se trouvait un autre temple (ou une simple chapelle) dédié à la déesse Ishtar sous sa forme dite Šarrat nipḫi, la « Reine flamboyante ». Deux de ses entrées ont été identifiées et étaient gardées par des statues de lions colossales. Un temple dédié à la déesse Gula, non fouillé, devait se trouver à l'est de cet édifice.
Au sud-est de ces deux temples, à une centaine de mètres en direction du centre du tell, se trouvait un autre sanctuaire dédié à la « Maîtresse du Kidmuru », apparemment une autre forme de la déesse Ishtar. D'après les inscriptions d'Assurnasirpal II, ce temple existait déjà quand il fit de Kalkhu sa capitale, et il entreprit de le restaurer. L'édifice abritait une statue en or rouge de la déesse. On y a retrouvé un piédestal dédié au dieu Enlil, également vénéré dans ce temple à côté d'autres dieux (sans doute Shamash, et peut-être aussi Assur).
Dans la zone centrale du tell, un autre édifice, le « Bâtiment central » date du règne d'Assurnasirpal II et semble avoir également été un temple, même si l'on ignore à quel dieu il était attribué. Il n'a pas fait l'objet de fouilles importantes et n'est que très mal connu. Il a néanmoins livré des découvertes remarquables : des taureaux ailés gardant ses portes, des bas-reliefs associés, et surtout l'« obélisque noir » de Salmanazar III (voir plus bas).

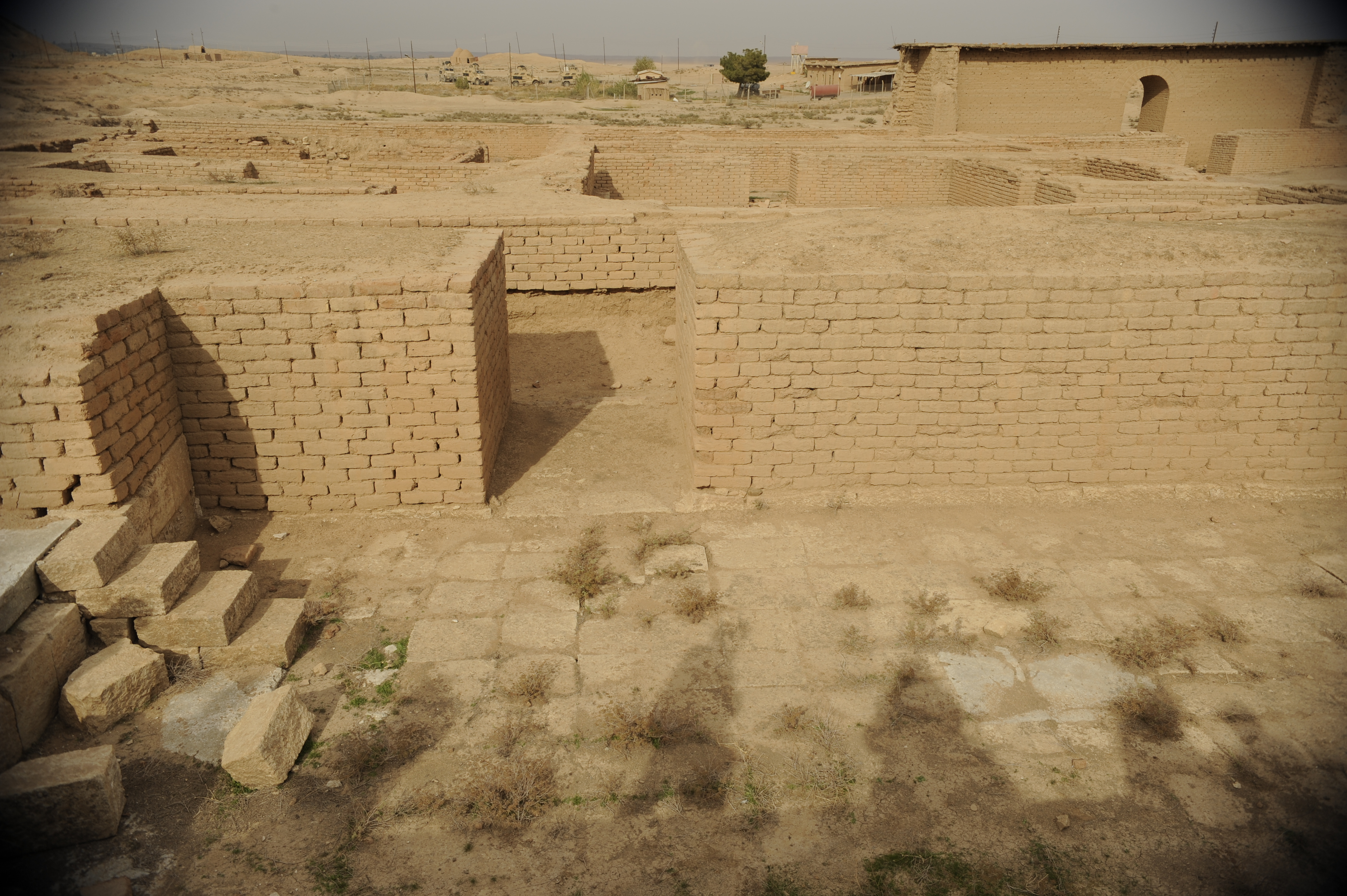
Les ruines du temple de Nabû, après restauration par les autorités irakiennes.

Le deuxième grand temple de Nimroud était celui de Nabû (nommé l'Ezida, le « temple pur » en sumérien), le dieu de la sagesse particulièrement vénéré en Assyrie. Il était localisé au sud-est du tell, près du palais du gouverneur. C'est le sanctuaire le mieux connu par les fouilles, et il a fait récemment l'objet de travaux de restauration. On y pénétrait depuis une porte située au nord-est, gardée par des statues de pierre (à l'origine recouvertes de feuilles d'or selon un texte exhumé dans le Fort Salmanazar), qui représentaient des sages primordiaux appelés apkallu, des hommes à corps de poissons. De là on accédait aux deux cours principales du temple, disposées sur son côté est. La seconde, au sud, ouvrait sur son côté sud sur deux vestibules conduisant à deux cellae jumelles dédiées à Nabû et à sa parèdre Tashmetu. La partie nord-ouest de l'édifice comprenait une cour secondaire ouvrant sur une sorte de salle du trône, ainsi que deux pièces qui semblent être des répliques des deux cellae. Celles-ci devaient servir pour des rituels majeurs, sans doute la fête akitu qui apparaît dans plusieurs tablettes relatives à ce sanctuaire et qui se conclut par un rituel de mariage sacré du couple divin. Plusieurs objets en ivoire et de nombreuses tablettes furent mis au jour dans le temple de Nabû. L'une des salles qui jouxte la grande cour sud est une véritable bibliothèque, contenant environ 300 tablettes datées du VIIe siècle av. J.-C. Celles-ci servaient aux prêtres exorcistes (āšipu) du temple, en majorité des textes d'exorcisme ou de divination, mais aussi des listes lexicales et des hymnes caractéristiques de la culture des lettrés assyriens. La « salle du trône » du nord-ouest livra quant à elle plusieurs tablettes contenant des traités politiques (adê) passés entre Assarhaddon et des chefs mèdes. Les dieux étant les garants de ce type de serment, il était courant d'en conserver des copies dans les temples. L'activité du sanctuaire est également documentée par des lettres adressées par ses responsables au roi Assarhaddon, mises au jour à Ninive, devenue capitale de l'empire, qui documentent son activité cultuelle, notamment la fête majeure du mariage sacré (hiérogamie) entre Nabû et Tashmetu. Quelques tablettes du VIIe siècle av. J.-C. documentent enfin la vie économique du sanctuaire : deux tablettes enregistrant la réception de dons d'esclaves et de terres, et quelques notes de dettes concernant des prêts en grain.

### Fort Salmanazar
À l'angle sud-est de la ville, sur le tell Tulul al-Azar, se trouvait un édifice palatial daté du règne de Salmanazar III, qui appartient à la catégorie des arsenaux (ekal mašarti, littéralement « palais de la revue (militaire) »). Il fut réaménagé plus tard par Assarhaddon. En raison de sa fonction militaire, les fouilleurs du site l'ont appelé « Fort Salmanazar », mais il avait également la fonction de palais royal. D'autres édifices militaires semblables ont également été identifiés à Dur-Sharrukin et à Ninive, situés eux aussi sur des terrasses à l'écart des acropoles de ces cités qui comprenaient les principaux temples et palais.
L'arsenal de Kalkhu est le mieux connu de ceux des capitales assyriennes. Il était intégré à l'intérieur d'une enceinte dont il occupait l'angle sud-est. Le reste de l'enceinte était une vaste esplanade, qui devait servir pour les rassemblements les plus importants qui précédaient les campagnes militaires. Le palais proprement dit mesurait 350 × 250 mètres environ, soit à peu près 7,5 hectares. Sa partie nord était organisée autour de trois grandes cours (la plus vaste mesurant 90 × 100 mètres), qui servaient sans doute pour les revues militaires (un podium servant pour le trône royal a été identifié dans l'une d'elles). La porte la mieux connue de l'édifice, située du côté ouest, était défendue par deux imposantes tours ; son passage était voûté, mesurant 4 mètres de large et sans doute autant de haut. Les pièces voisines des grandes cours de parade étaient des ateliers servant à fabriquer et réparer les armes et équipements militaires, des entrepôts servant à stocker ces mêmes objets ainsi que le tribut (ce qui explique que cet édifice ait été un important lieu de découvertes d'objets en ivoire), ainsi que des bureaux du secteur administratif dirigé par l'intendant de l'édifice, qui y disposait également d'appartements. La partie sud de l'édifice, qui s'ouvrait sur deux cours bordées par la muraille de la citadelle, était celle des appartements royaux. Elle comprenait tout comme le palais royal principal une salle du trône rectangulaire (à l'est, dans le secteur public) qui disposait sur un petit côté d'une estrade aux bords sculptés de bas-reliefs sur laquelle devait se trouver le trône royal. Une partie privée était également constituée de plusieurs salles et de petites cours intérieures (à l'ouest). Plusieurs pièces étaient décorées de bas-reliefs sur pierre, des peintures et des briques glaçurées. Les archives d'une reine assyrienne ont été mises au jour dans cette partie de l'édifice. Parmi les autres tablettes cunéiformes exhumées dans cet édifice se trouvent des listes de distribution de biens pour l'entretien de dignitaires de la cour et de pays étrangers (« Nimrud Wine Lists »), ainsi que d'autres concernant des chevaux et d'autres unités de l'armée assyrienne (« Nimrud Horse Lists »),.

### Les autres édifices fouillés
Plusieurs autres édifices ont été fouillés sur le tell de Nimroud et dans la ville basse.
Un « bâtiment de Salmanazar », construit par Salmanazar III, a été identifié au sud du palais nord-ouest, par deux taureaux ailés inscrits au nom de ce roi. La nature de l'édifice n'est pas connue. Plutôt qu'un palais, il pourrait s'agir d'un temple.
Le « Bâtiment de 1950 », du nom de l'année de sa découverte, situé à l'est du palais nord-ouest, a été partiellement dégagé, permettant l'identification de pièces de réception et de magasins, ainsi que des peintures murales, ce qui pourrait le faire ranger dans la catégorie des palais secondaires.
Plusieurs résidences adossées à l'enceinte intérieure ont été fouillées par Mallowan à l'extrémité nord-est du tell. Il y mit au jour une cinquantaine de pièces et identifia six résidences, organisées autour de cours intérieures selon un schéma courant dans les résidences assyriennes aisées. Il pourrait en fait n'y avoir eu que deux vastes résidences, au moins dans la dernière phase d'existence du site, sous Assurbanipal (VIIe siècle av. J.-C.). C'est en tout cas de cette époque que date le lot de tablettes privées d'un des occupants de ces résidences, Shamash-sharru-usur, un eunuque de la cour royale, et qui documentent les activités économiques (commerce, usure, gestion de terres).
Dans la ville basse, deux édifices palatiaux furent mis au jour dans les années 1950, à l'organisation interne classique : l'un qui date du règne d'Adad-nerari III et qui livra notamment des peintures murales, et un autre apparemment construit sous le règne d'Assurbanipal ou après (donc dans la seconde moitié du VIIe siècle av. J.-C.).

## Les découvertes artistiques
Les fouilles des palais et temples de Nimroud ont livré de nombreux objets d'une grande qualité artistique : œuvres taillées dans de l'ivoire ou de la nacre, vaisselle de luxe en métal, céramique fine destinée aux élites du royaume (« Palace Ware »), poterie peinte en matières vitreuses (glaçurée), figurines de terre cuite, etc.
Le site se distingue plus particulièrement par trois types de découvertes qui sont plus longuement présentées ici : les sculptures qui  ornaient les palais royaux (surtout le palais nord-ouest) et les temples, en particulier les statues colossales gardiennes de portes et les bas-reliefs sur dalles de pierre (orthostates) ; les centaines d'objets en ivoire finement taillés provenant des pays vassaux occidentaux du royaume assyrien ; la découverte plus récente, mais tout aussi marquante, de tombes de reines assyriennes, qui ont livré de nombreux objets en métaux précieux d'une qualité d'exécution remarquable.

### Le décor des palais royaux et des temples
Le décor des palais et des temples de Kalkhu bâtis sous le règne d'Assurnasirpal II marque un tournant dans l'histoire de l'art assyrien, avec l'apparition ou du moins le développement d'une statuaire monumentale et de longues séries de bas-reliefs sculptées sur des orthostates en pierre, caractéristiques des derniers temps de l'empire assyrien. Ils ont sans doute des précurseurs dans des palais des règnes antérieurs et surtout ceux réaménagés par le même roi au début de son règne, le Vieux Palais d'Assur et un palais mal connu de Ninive, qui comprenait des orthostates peints et non sculptés, des reliefs de briques glaçurées ainsi que, pour le premier, des fragments de statues de génies gardiens de portes. Ces formes d'art sont manifestement marquées par les traditions des contrées occidentales vaincues par Assurnasirpal II lors de ses campagnes en Syrie septentrionale et vers le littoral méditerranéen (et d'où il a dû déporter des sculpteurs). On a en effet exhumé des sculptures d'animaux hybrides, génies, divinités mais aussi humains sur des sites palatiaux et religieux datés des XIe – IXe siècle av. J.-C. et relevant des sphères culturelles néo-hittite et araméenne (Karkemish, Zincirli, Arslantepe, Karatepe, Tell Halaf, Alep, etc.). Ces influences rejoignent les traditions artistiques d'Assyrie et de Babylonie, pour former un résultat original, le projet artistique et architectural ambitieux du monarque assyrien, visant à exprimer sa puissance et la recherche de la protection divine, offrant des moyens importants aux artisans des palais de Kalkhu.
Les entrées et les passages intérieurs les plus importants des palais et des temples de Kalkhu étaient gardés par des paires de statues colossales de génies protecteurs. Les plus courants sont de loin les créatures quadrupèdes ailées à têtes humaines, hauts de plus de 3 mètres pour les plus imposants, ayant pour certains le corps d'un lion, et pour d'autres celui d'un taureau. Ils portent la tiare à cornes caractéristique des divinités. Ils représentent des esprits protecteurs, que les textes désignent sous les termes šēdu (sumérien dalad) et lamassu (sumérien dlamma). Dans le cas du temple d'Ishtar šarrat nipḫi, ce sont des statues (de plus de 2 mètres de haut) de lions, l'animal attribut de la déesse, qui gardent les portes. Ces statues ont la particularité de porter cinq pattes pour les animaux : de façon qu'on en voie quatre quand on les observe de côté (l'animal est alors vu marchant), et deux quand on les observe de face (l'animal est alors vu en posture d'attente). Dans le temple de Nabû, l'entrée est gardée par des statues de divinités de forme humaine, sans doute des génies associés au dieu principal.

Statues gardiennes des édifices de Nimroud.
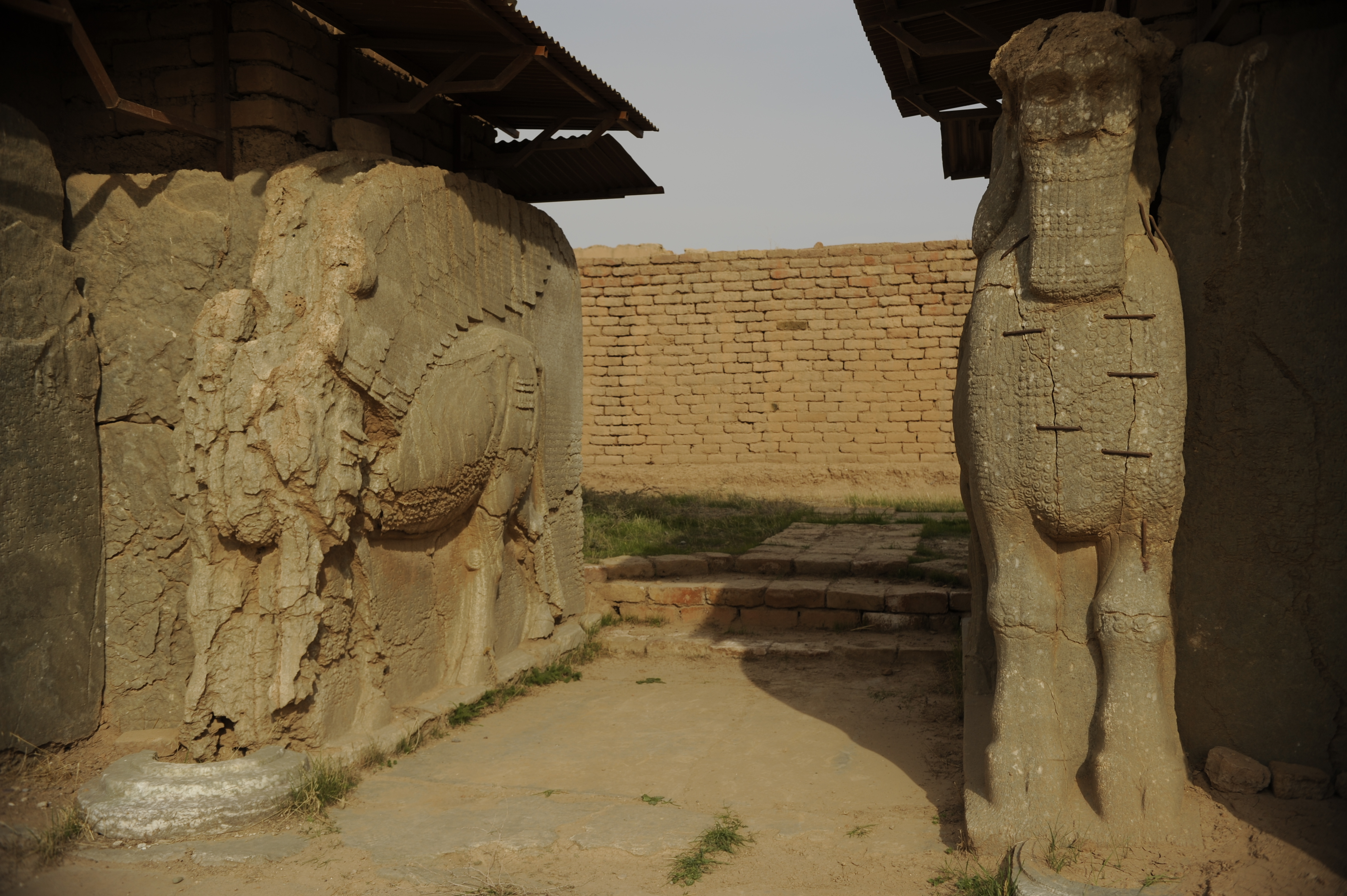
Ruines d'une des portes du Palais nord-ouest sur le site de Nimroud, après restauration (photographie de 2008).
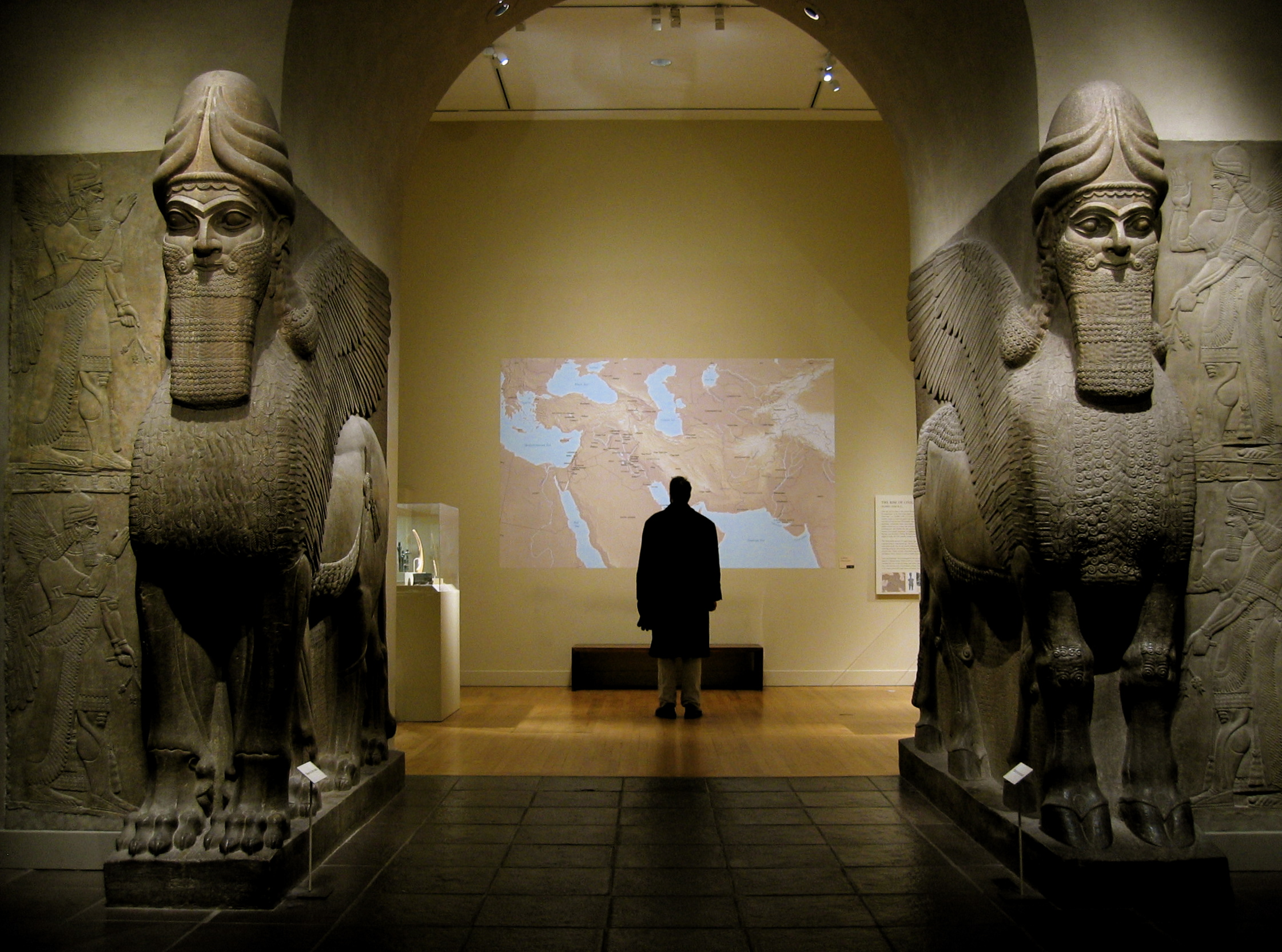
Paire de statues gardiennes d'une porte du Palais nord-ouest. Metropolitan Museum of Art.
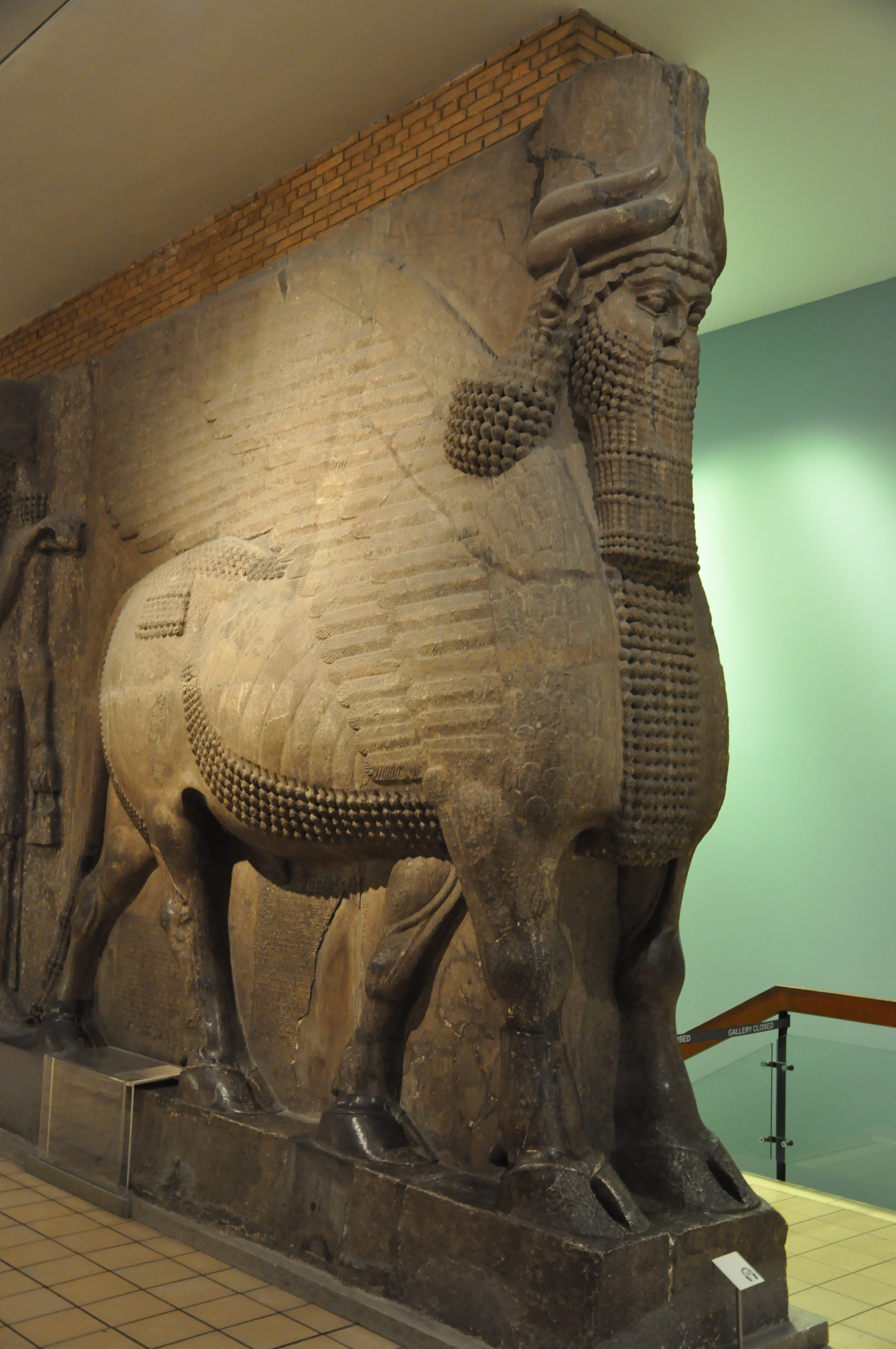
Taureau androcéphale ailé d'une porte du Palais nord-ouest. British Museum.
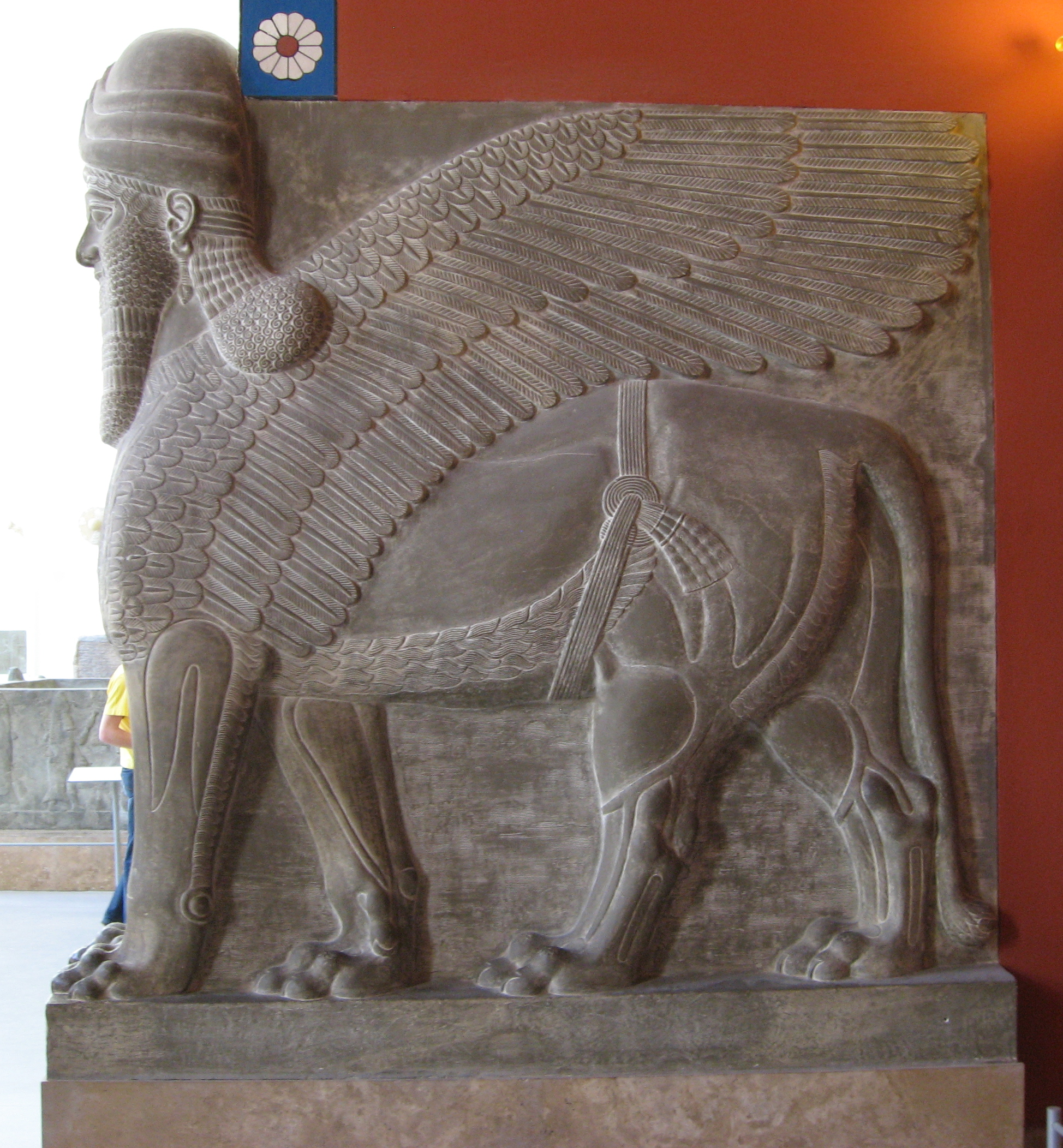
Lion androcéphale ailé d'une porte du Palais nord-ouest. Copie au musée de Pergame.
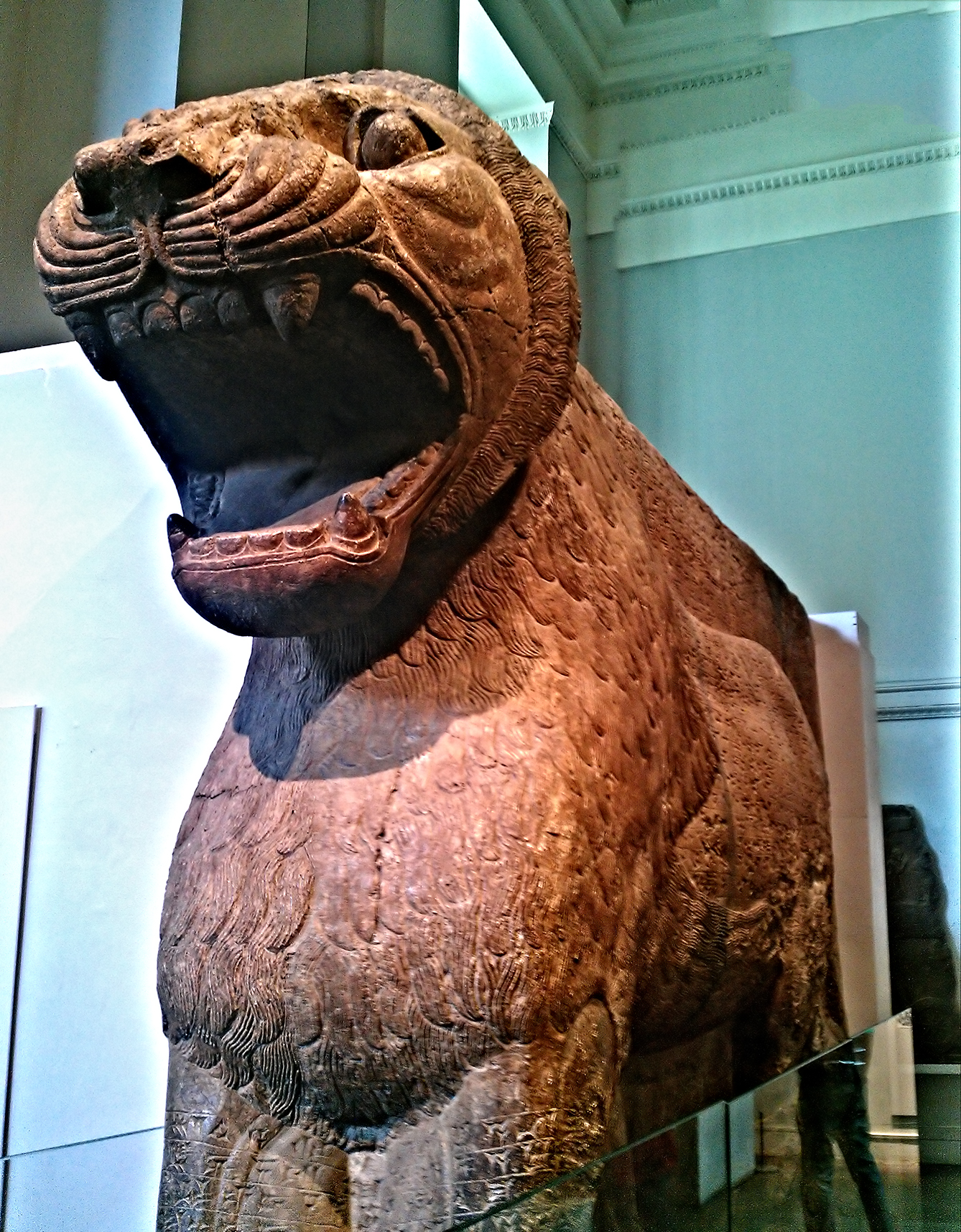
Lion du temple d'Ishtar šarrat nipḫi. British Museum.
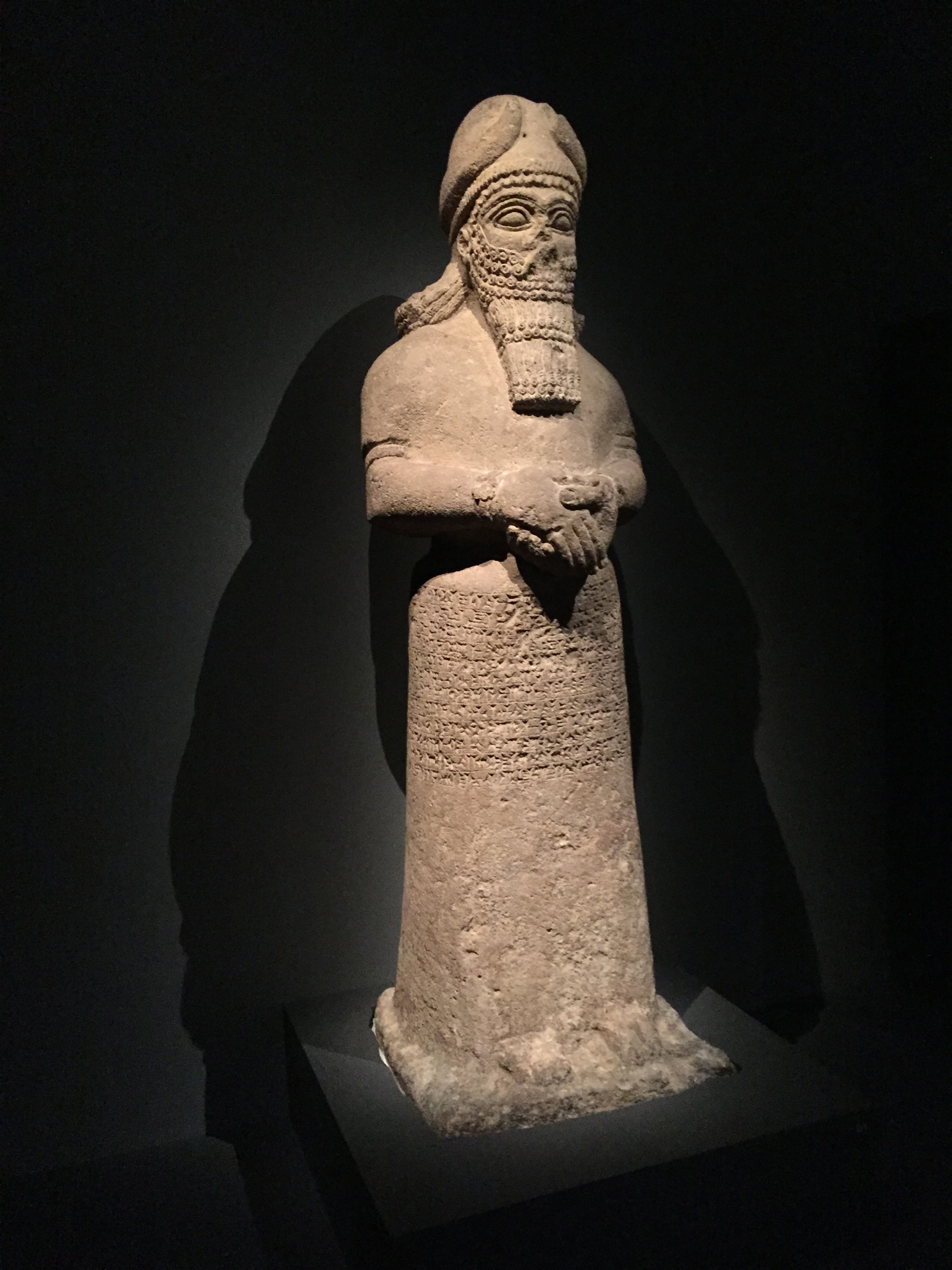
Divinité gardienne de la porte du temple de Nabû. British Museum.

La présence de ces statues et de celles d'autres esprits protecteurs qui ornaient l'édifice devait assurer sa défense magique, en le dotant de puluḫtu, la capacité à susciter la terreur chez les forces malfaisantes. Leur importance ressort bien dans une inscription commémorant la construction du palais central par Teglath-Phalasar III :

« Je plaçai à ses portes (du palais) des statues de lions colossaux, de šēdu et de lamassu, dont l'apparence est exécutée avec grand art et splendidement revêtus, et je les ai érigées aux entrées pour l'émerveillement (de tous). Je posai des dalles de gypse et d'albâtre à leurs pieds et ainsi je fis resplendir les issues (de l'édifice). Et je plaçai des images de pierre, gardiens des grands dieux, créatures de l'apsû, autour des murs de soutènement (du palais) et les rendis ainsi « terrifiques ». »

— Inscription de Teglath-Phalasar III.
L'autre type de sculptures qui ornaient les palais et les temples de Nimroud est l'ensemble des bas-reliefs réalisés sur des plaques en albâtre gypseux, appelées « orthostates », et fixées sur les murs de nombreuses pièces de ces édifices. Cette forme d'art offrait la possibilité de construire un programme décoratif complexe, introduisant en particulier des scènes narratives, même si cela était encore peu exploité dans le premier palais qui les emploie, et qui représentait à foison les figures apotropaïques que sont les génies ailés à têtes d'hommes ou de rapaces, souvent associés à des arbres sacrés, et qui intégraient parfois le souverain à la représentation.
Le programme de la salle du trône de l'édifice (ou salle B, dont la plupart des reliefs sont aujourd'hui au British Museum), de forme rectangulaire, a été étudié en détail. Ses entrées étaient gardées par des couples de statues de lions et de taureaux androcéphales ailés, accompagnés de bas-reliefs de génies protecteurs ailés. Le relief du petit côté est de la salle, qui surplombait le trône royal, représentait deux fois le roi suivi d'un génie protecteur, symétriquement de part et d'autre d'un arbre sacré, au-dessus duquel une divinité est représentée dans un disque ailé, identifiée comme étant soit le dieu national Assur, ou le dieu-soleil Shamash. La même scène est représentée sur le mur situé face à l'entrée de la pièce, soulignant son caractère remarquable. Elle est également reproduite sur un sceau-cylindre appartenant à un vassal du roi assyrien, le roi de Shadikanni, ce qui indique qu'elle avait été diffusée afin de glorifier Assurnasirpal II, le sceau étant probablement un présent du roi à son vassal,.

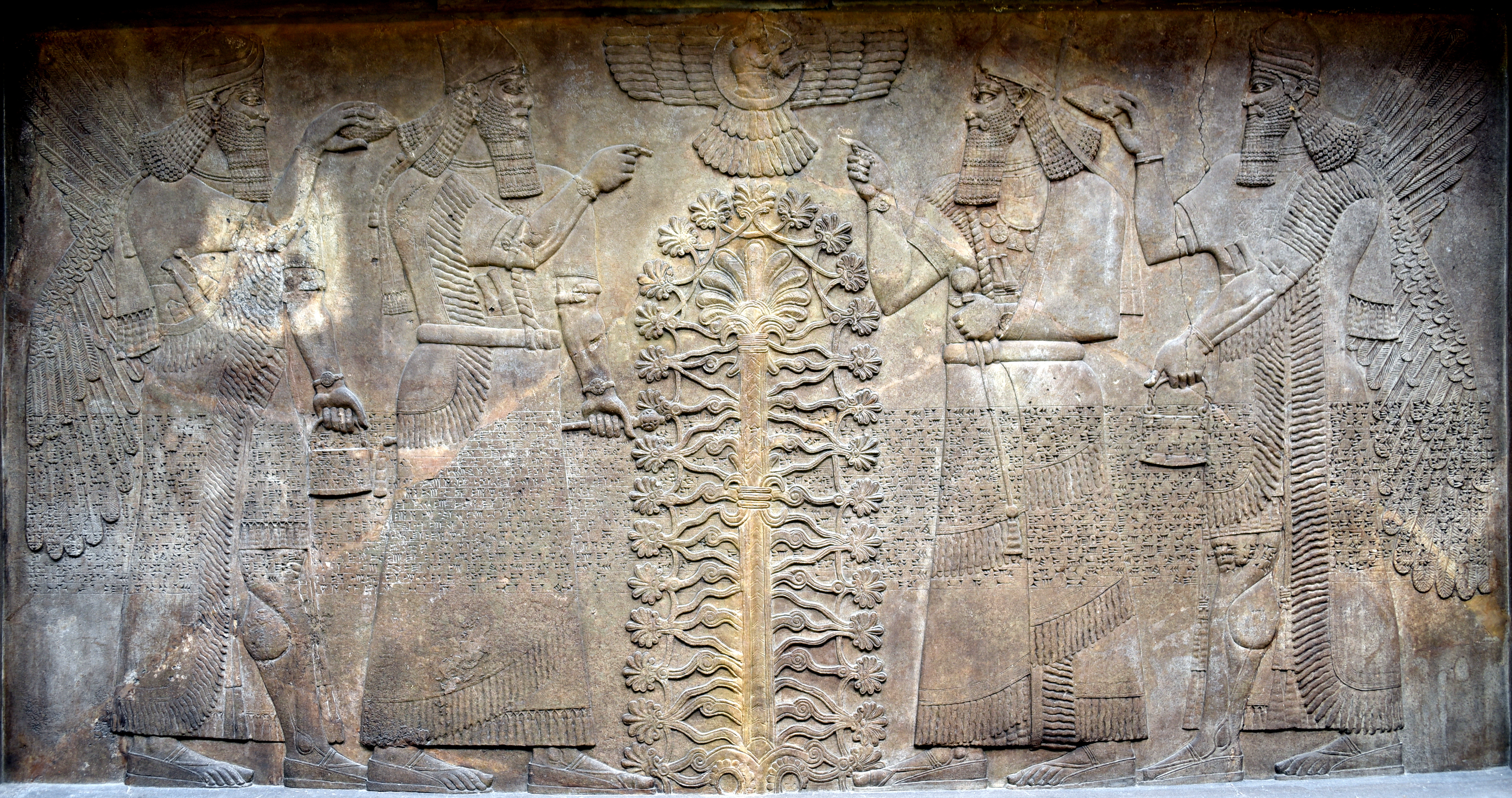
Bas-relief de la salle du trône surplombant le trône royal : le roi Assurnasirpal II est représenté deux fois, autour d'un arbre sacré, rendant hommage à un dieu représenté dans un disque ailé (Assur ou Shamash). British Museum.

Les deux côtés longs de la salle étaient couverts de bas-reliefs disposés en deux registres. Sur le mur sud, le mieux conservé, à proximité du trône, se trouvaient des scènes représentant le souverain chassant des lions et des taureaux, symbolisant sa capacité à triompher des forces de la nature. Les autres bas-reliefs représentaient essentiellement des scènes de combat, illustration des victoires remportées par les troupes assyriennes dans la région du Moyen-Euphrate et en Syrie. Le panneau 17 figure ainsi sur le registre supérieur des soldats assyriens nageant en direction d'une cité ennemie assiégée, sans doute sur l'Euphrate (au pays de Suhu ?) et le registre inférieur montre des prisonniers de guerre et le tribut. Des porteurs de tribut étaient également représentés sur les murs de la partie ouest de la pièce. Ces scènes visaient donc à donner l'image d'un royaume puissant et victorieux, et à signifier aux envoyés des pays étrangers venus rendre hommage au roi assyrien dans sa salle du trône ce qu'il en coûterait de se révolter contre lui.

Bas-reliefs de la salle du trône du Palais nord-ouest de Nimroud : scènes de combat et butin. British Museum.
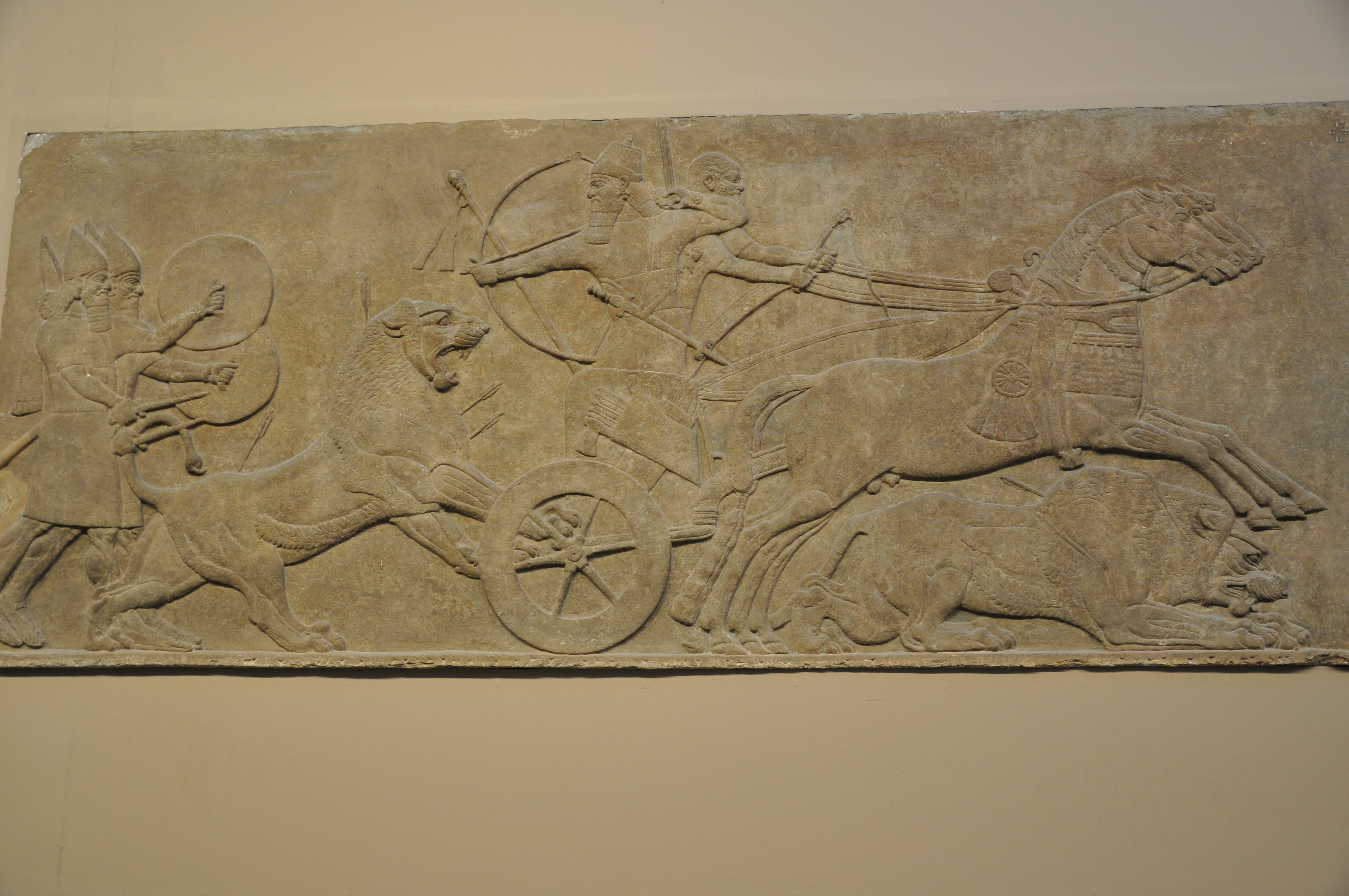
Scène de chasse royale.
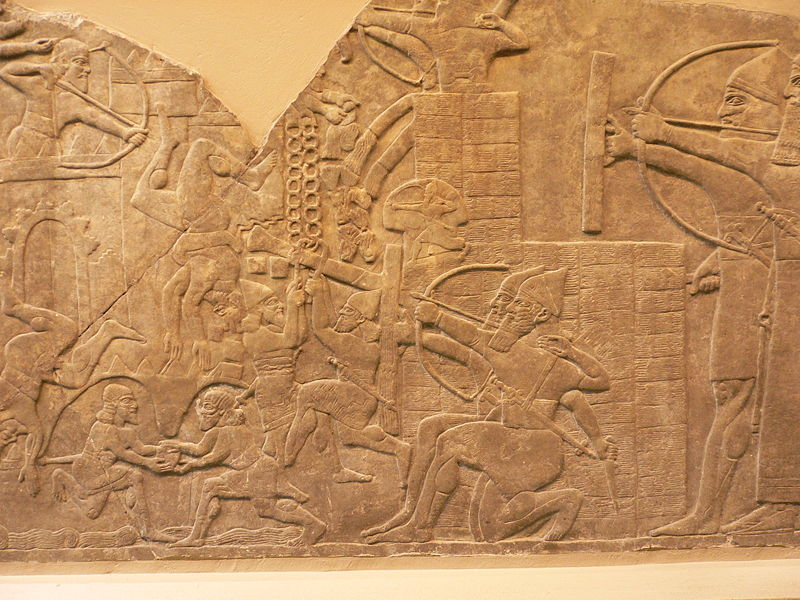
Assaut d'une ville avec des engins de siège.
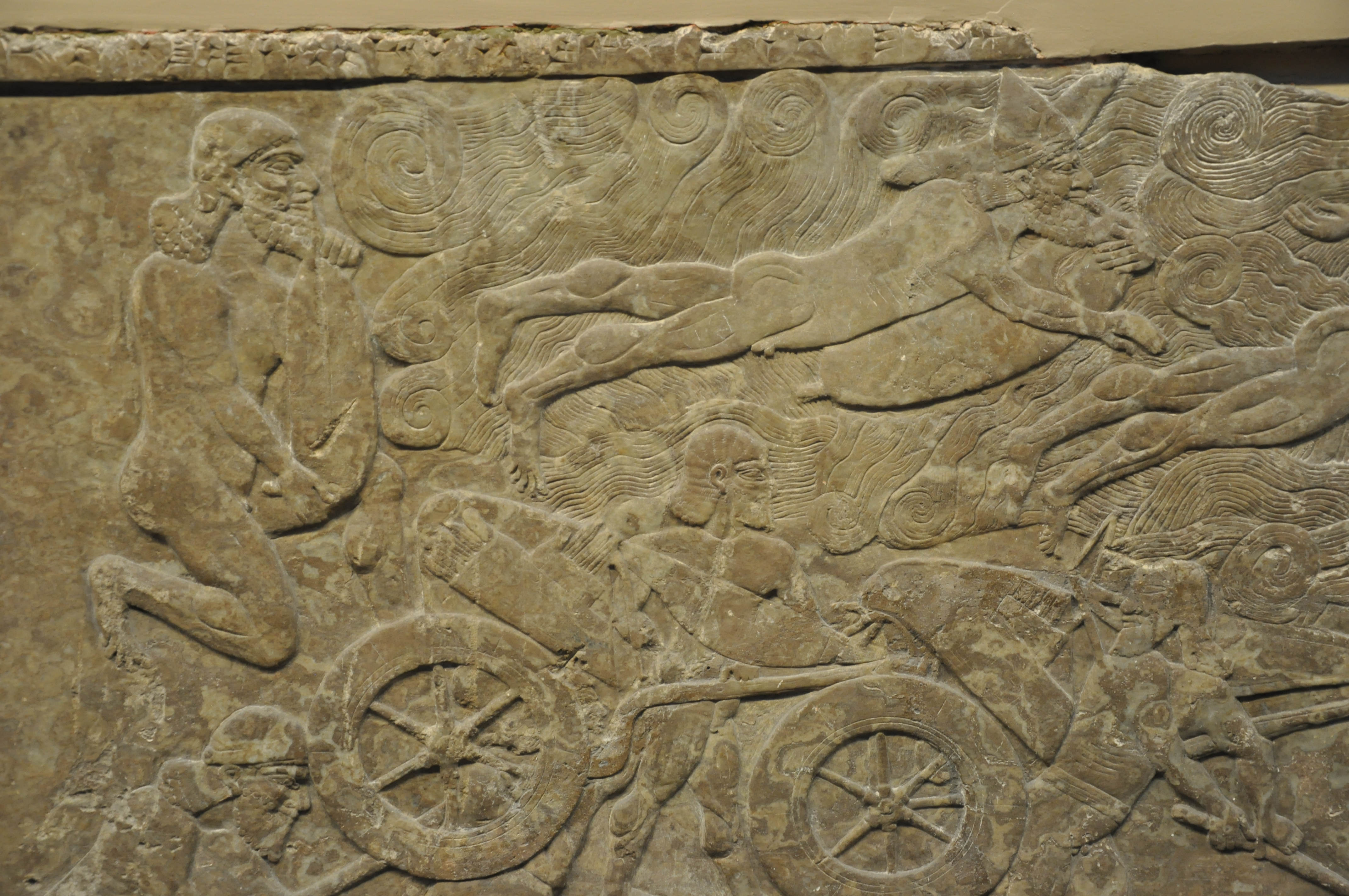
Soldats partant à la nage à l'assaut d'une cité ennemie.
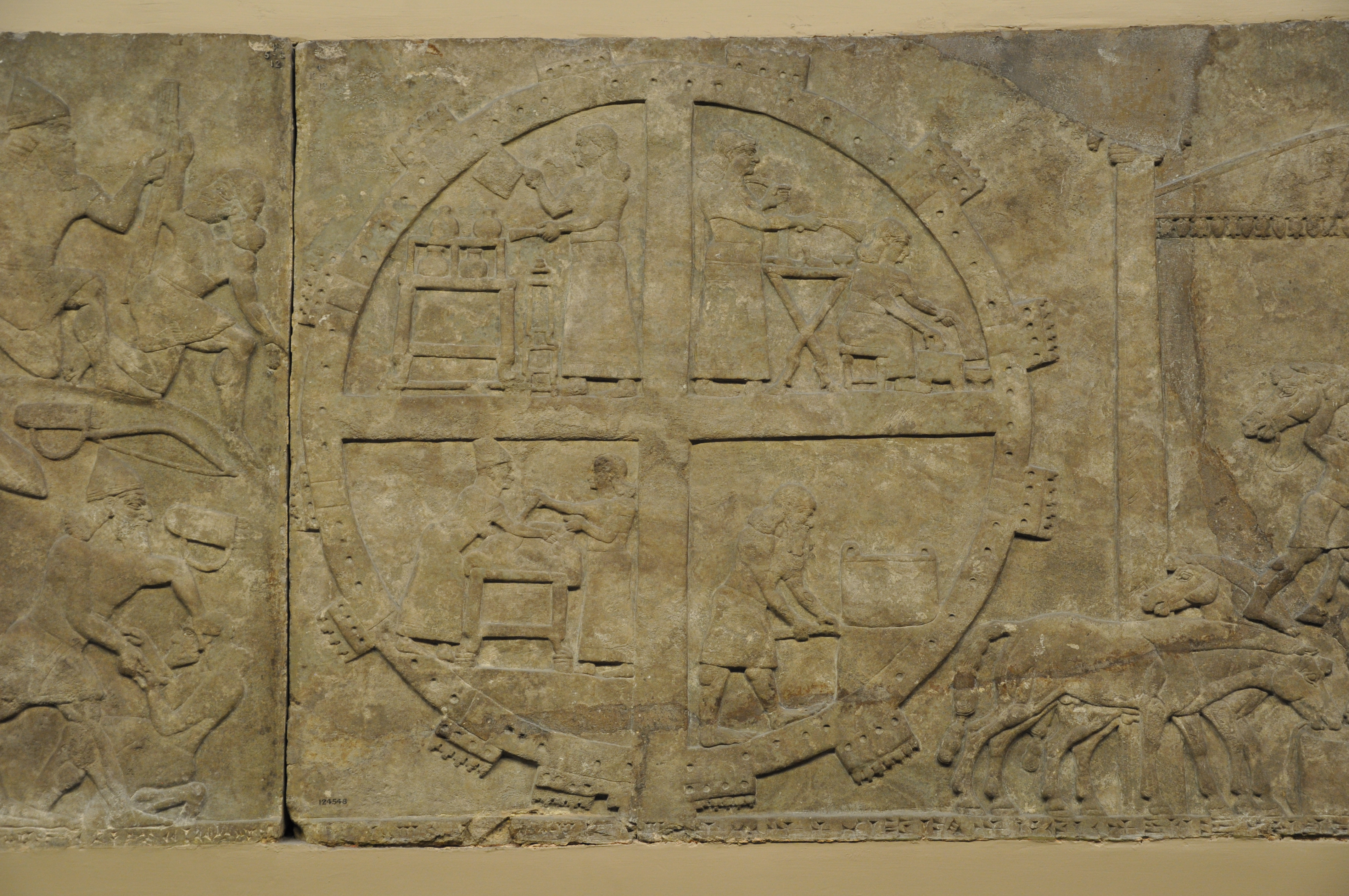
Campement.
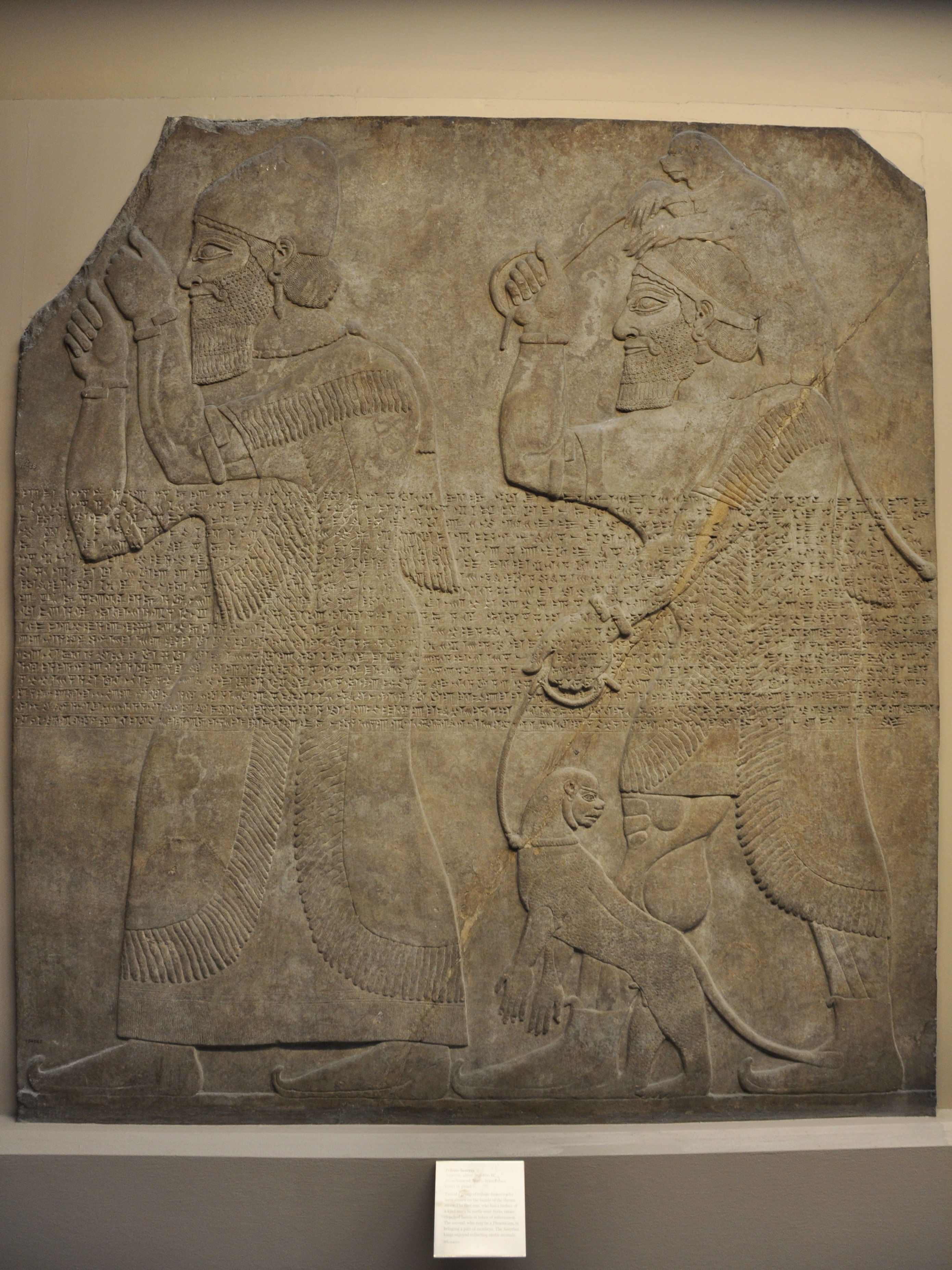
Fragments du défilé des tributaires.

Les sculptures des édifices assyriens étaient constamment associées à des textes royaux. Les bas-reliefs et les statues du palais nord-ouest sont ainsi tous traversés par une copie de l'Inscription Standard. Il a même été tenté de faire correspondre le programme iconographique de la salle du trône avec le contenu de cette inscription, qui évoque pareillement la puissance du roi, son respect des divinités, ses conquêtes militaires, et plus largement sa capacité à instaurer et à maintenir l'ordre dans le monde que lui ont confié les grands dieux. Le développement de bas-reliefs narratifs relatant des campagnes militaires ou des chasses royales a été mis en parallèle avec l'essor de la littérature annalistique assyrienne qui met en avant les mêmes faits. Cela ressort plus nettement dans les bas-reliefs du palais central de Teglath-Phalasar III, où les bas-reliefs représentant les triomphes militaires du souverain (en particulier la prise de la ville d'Astartu) étaient disposés sur deux registres séparés par des inscriptions de type annalistique relatant également des victoires assyriennes (mais non représentées).

Bas-reliefs représentant des génies dans le Palais nord-ouest de Nimroud.
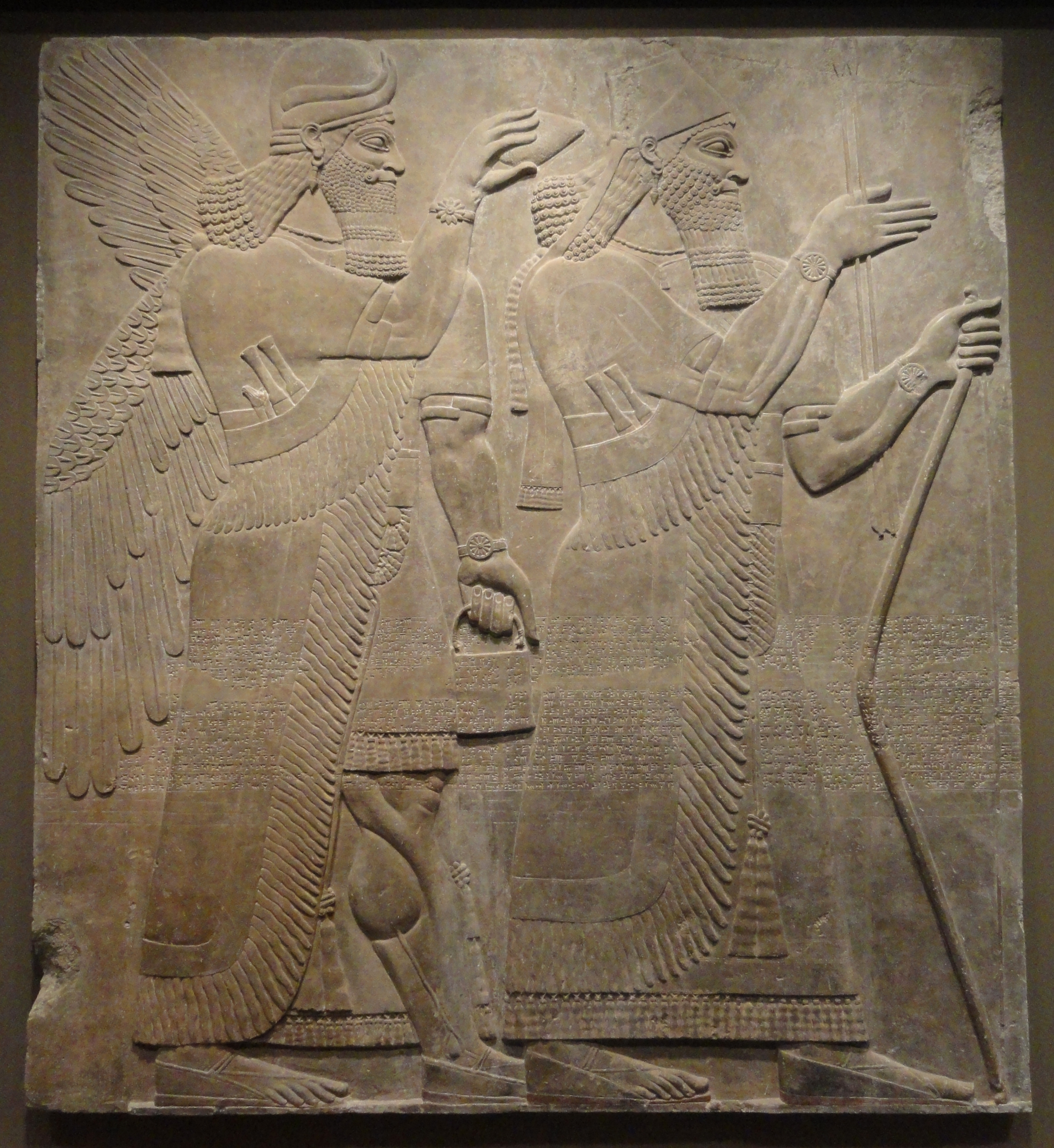
Assurnasirpal II et un génie ailé. Hood Museum of Art.
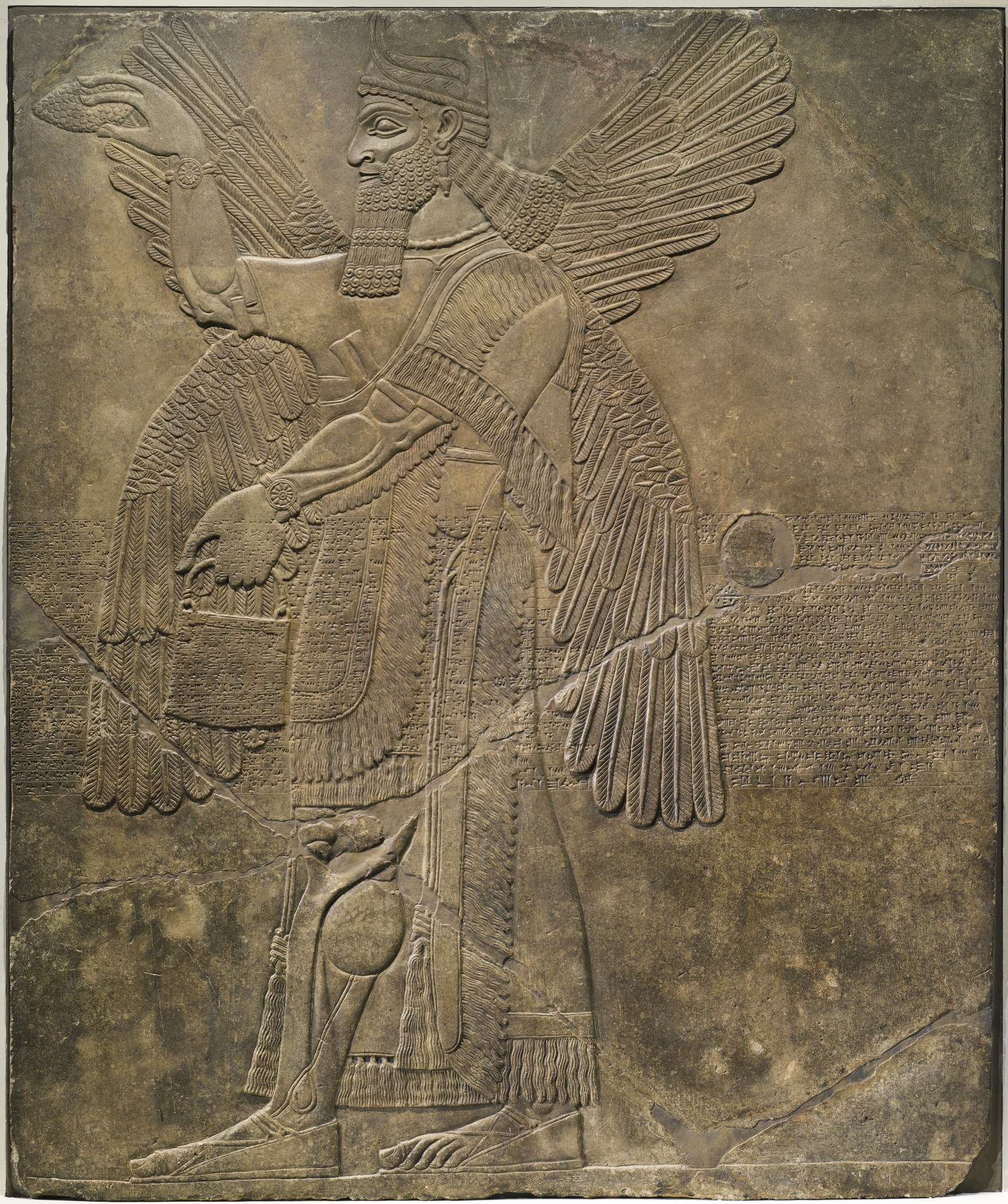
Génie ailé faisant des ablutions. Musée d'art du comté de Los Angeles.
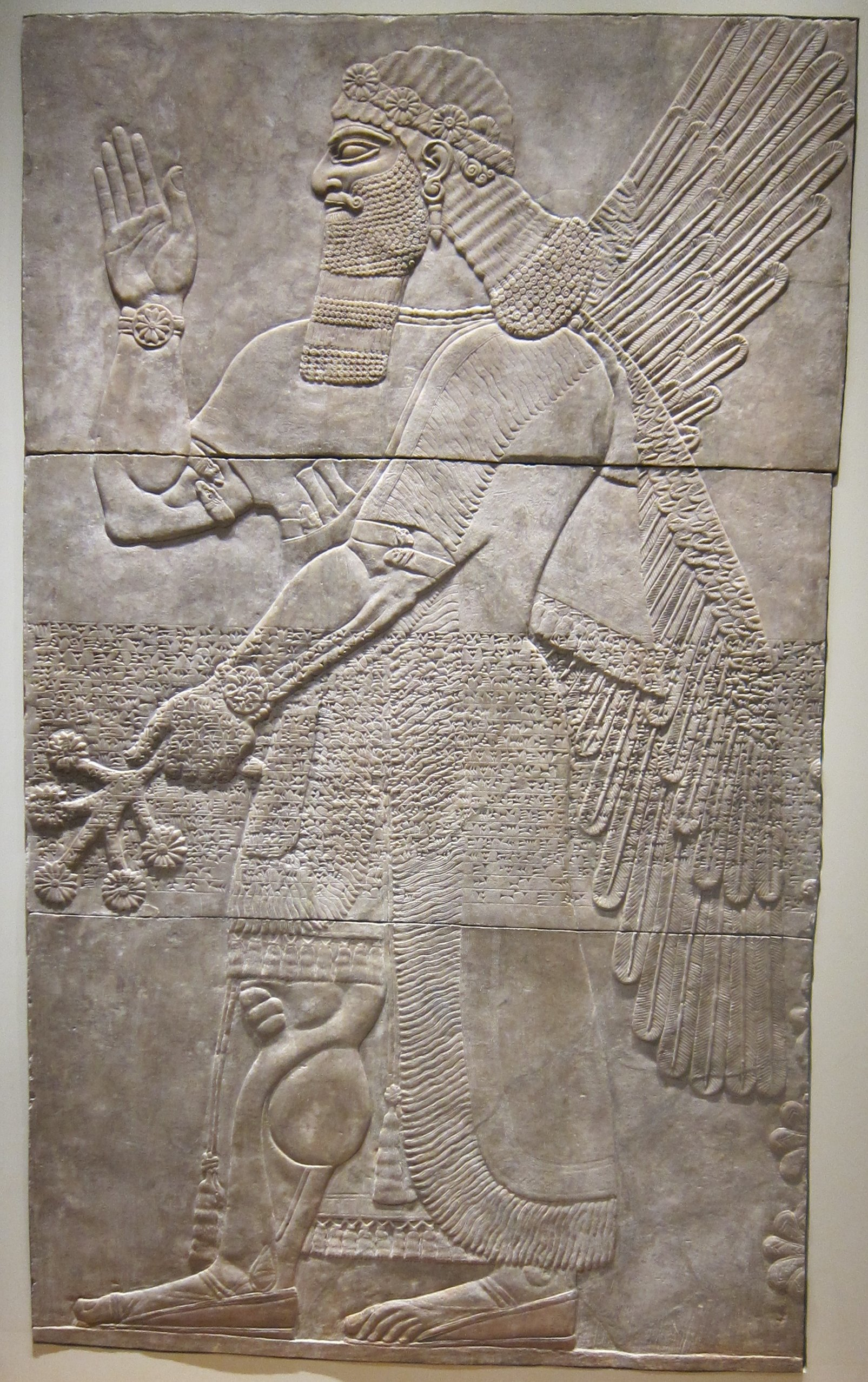
Génie ailé tenant un rameau d'arbre sacré. Cleveland Museum of Art.
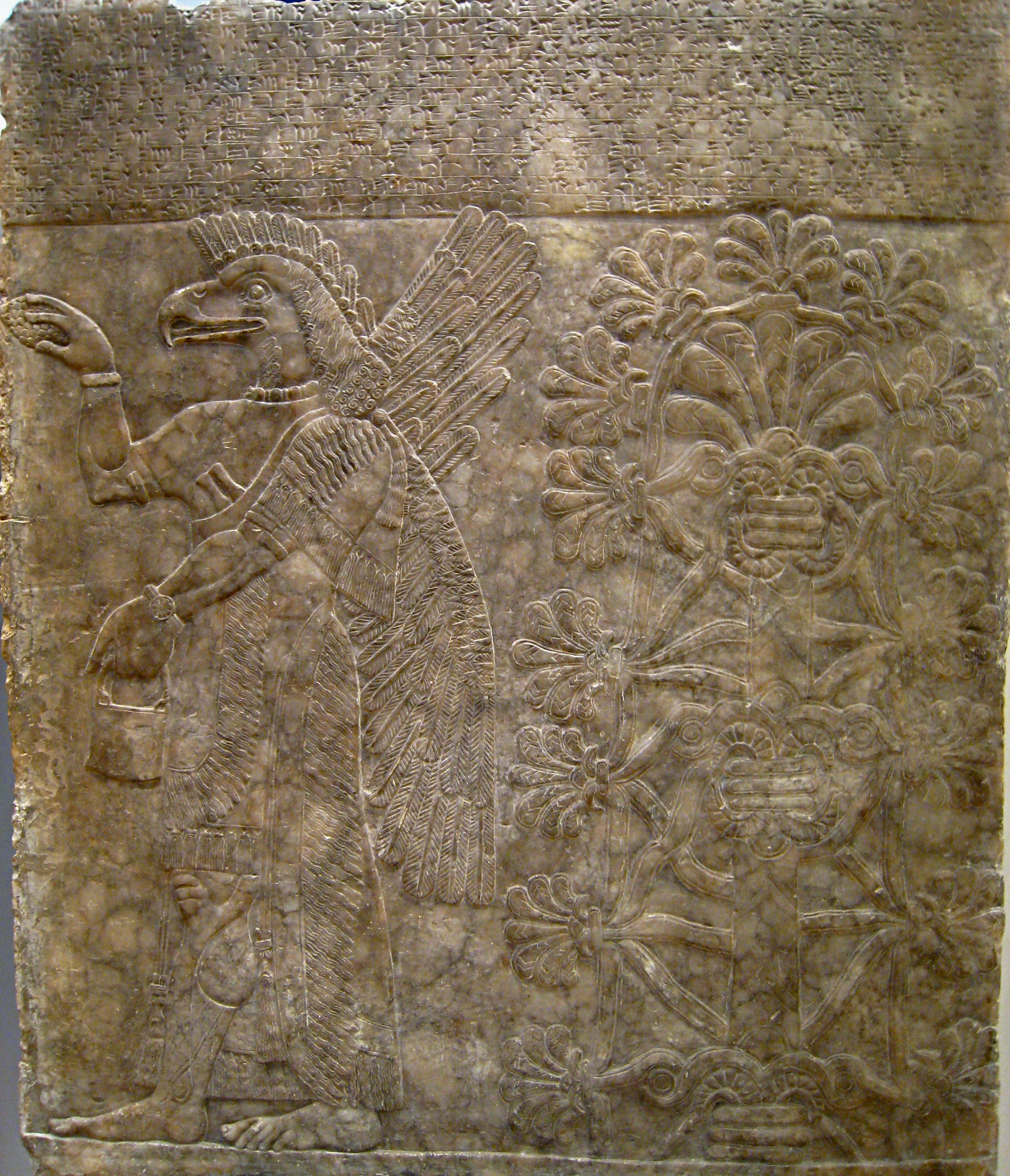
Génie ailé à tête de rapace et arbre sacré. Musée national du Danemark.
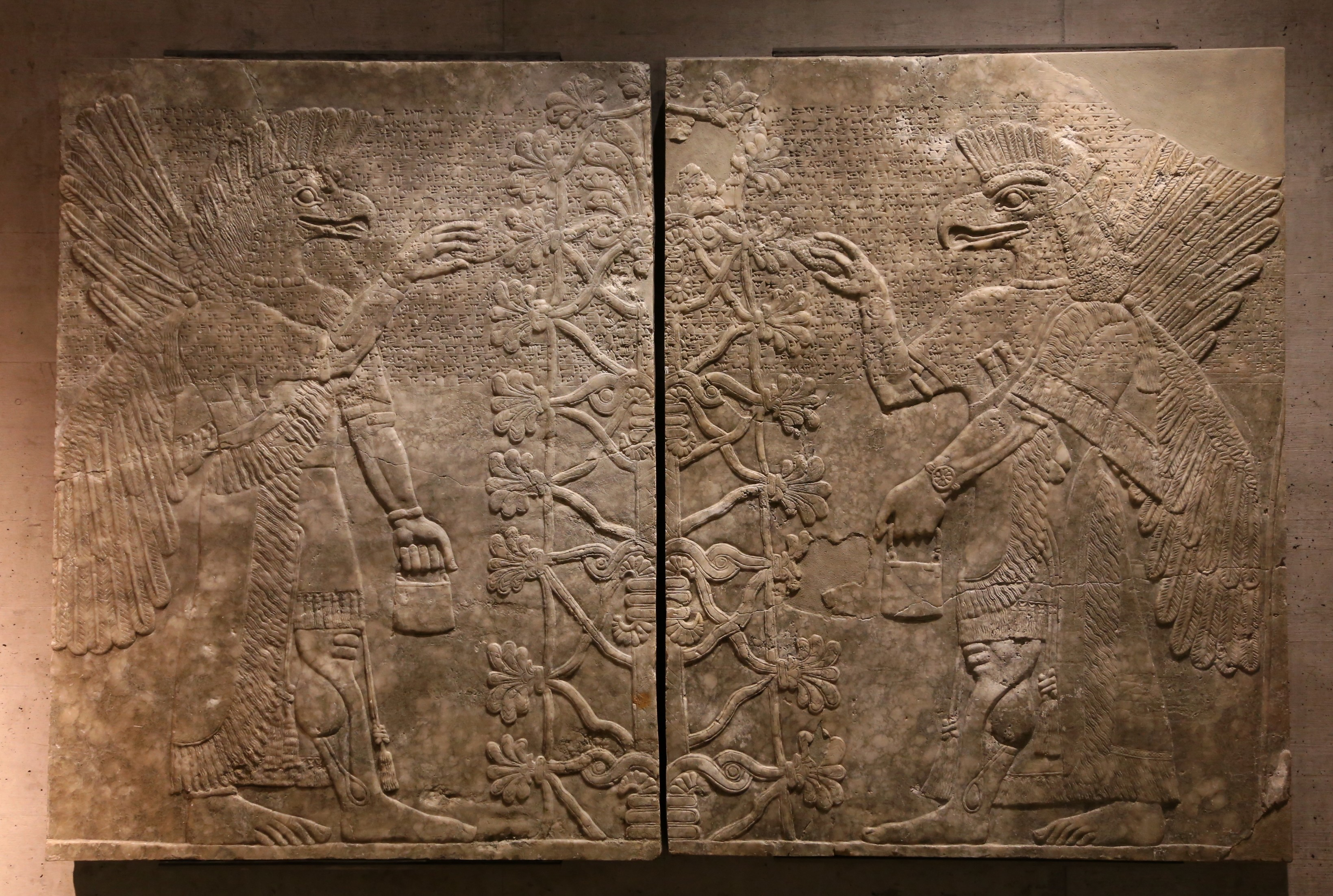
Génies ailés à tête de rapace autour d'un arbre sacré. Musée national d'art égyptien de Munich.

Bas-reliefs du Palais central de Nimroud. British Museum.
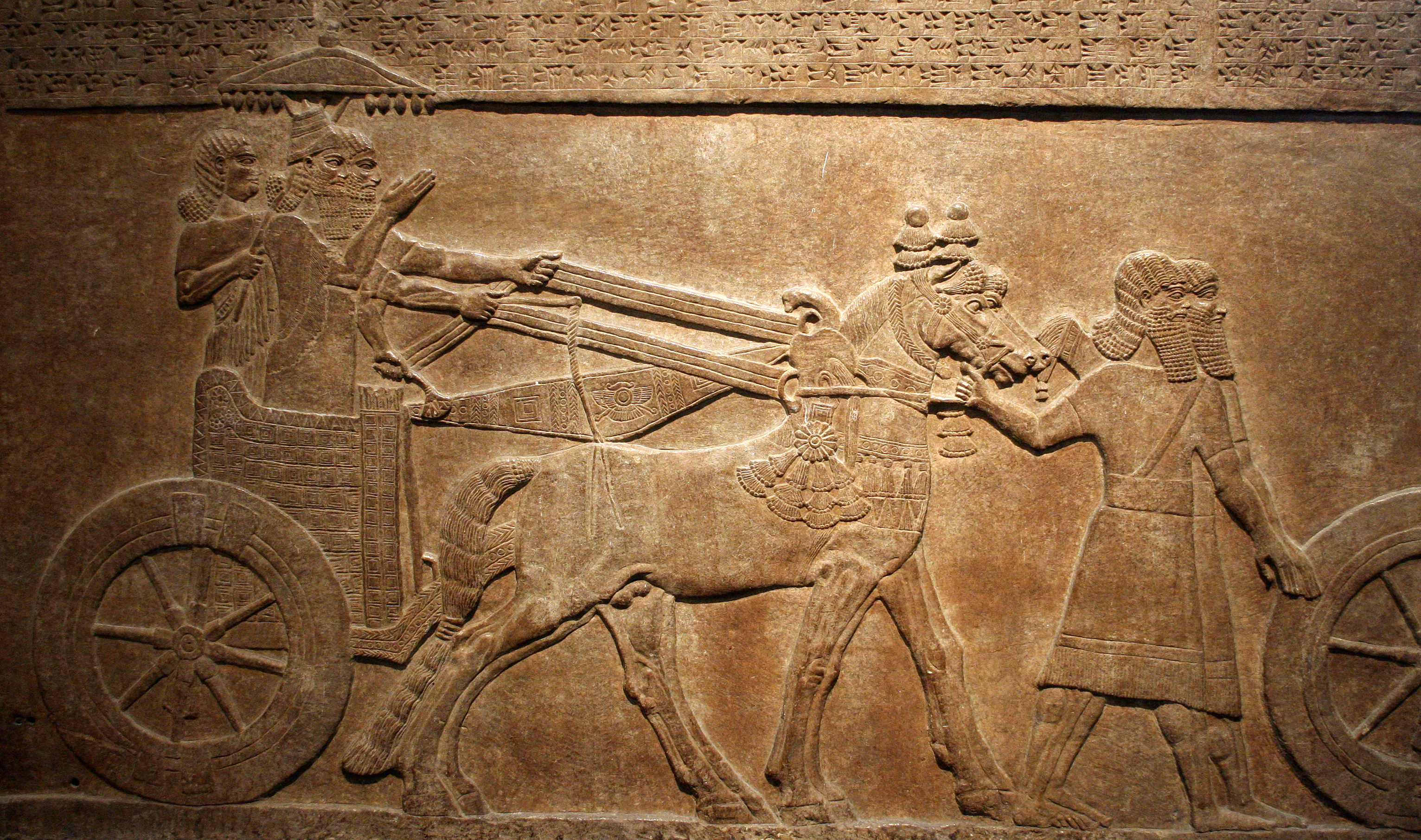
Bas-relief du Palais central représentant le roi Teglath-Phalasar III sur son char, au cours de la campagne contre la cité d'Astartu.
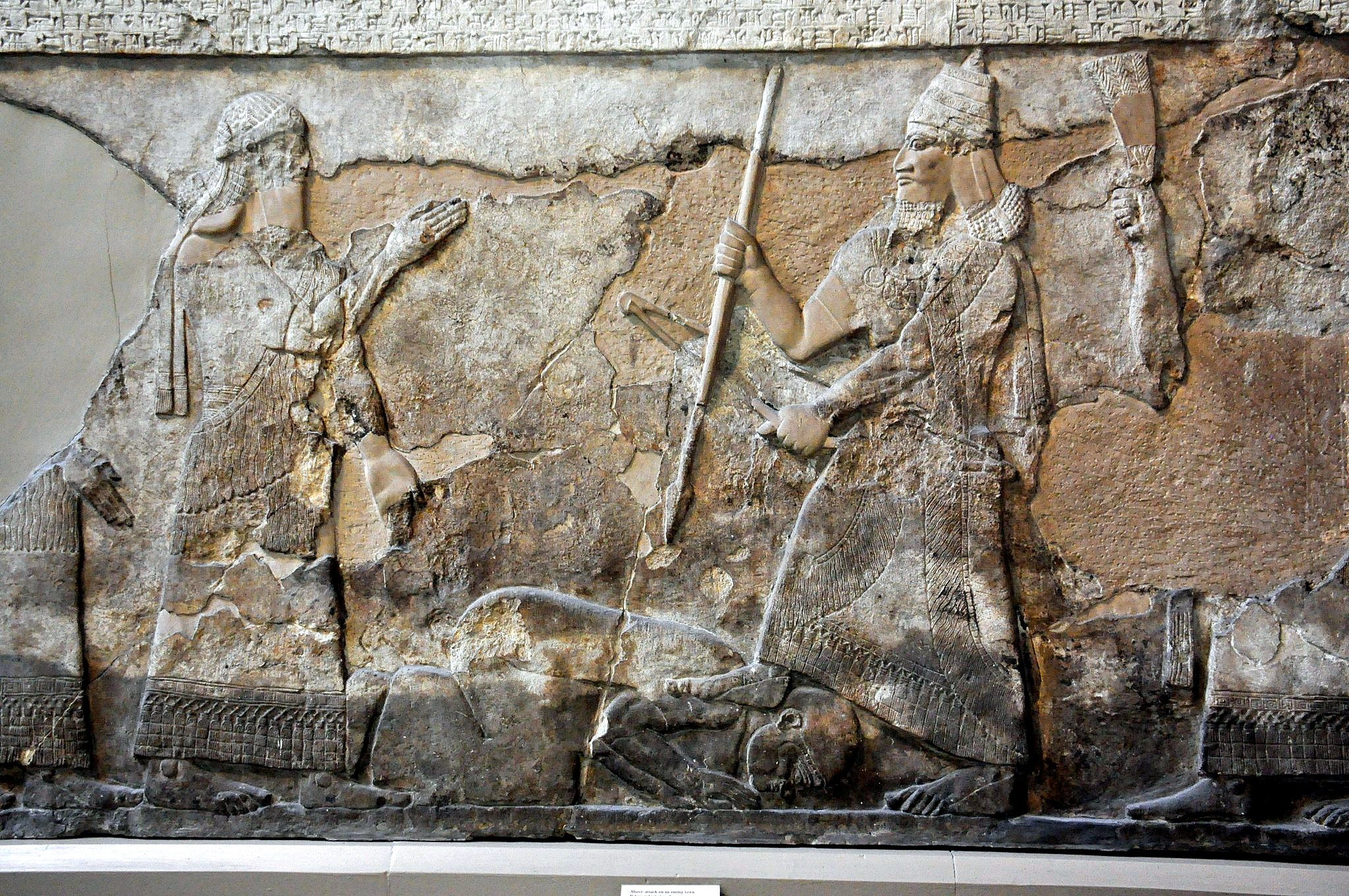
Le roi Teglath-Phalasar III posant le pied sur un ennemi prosterné.
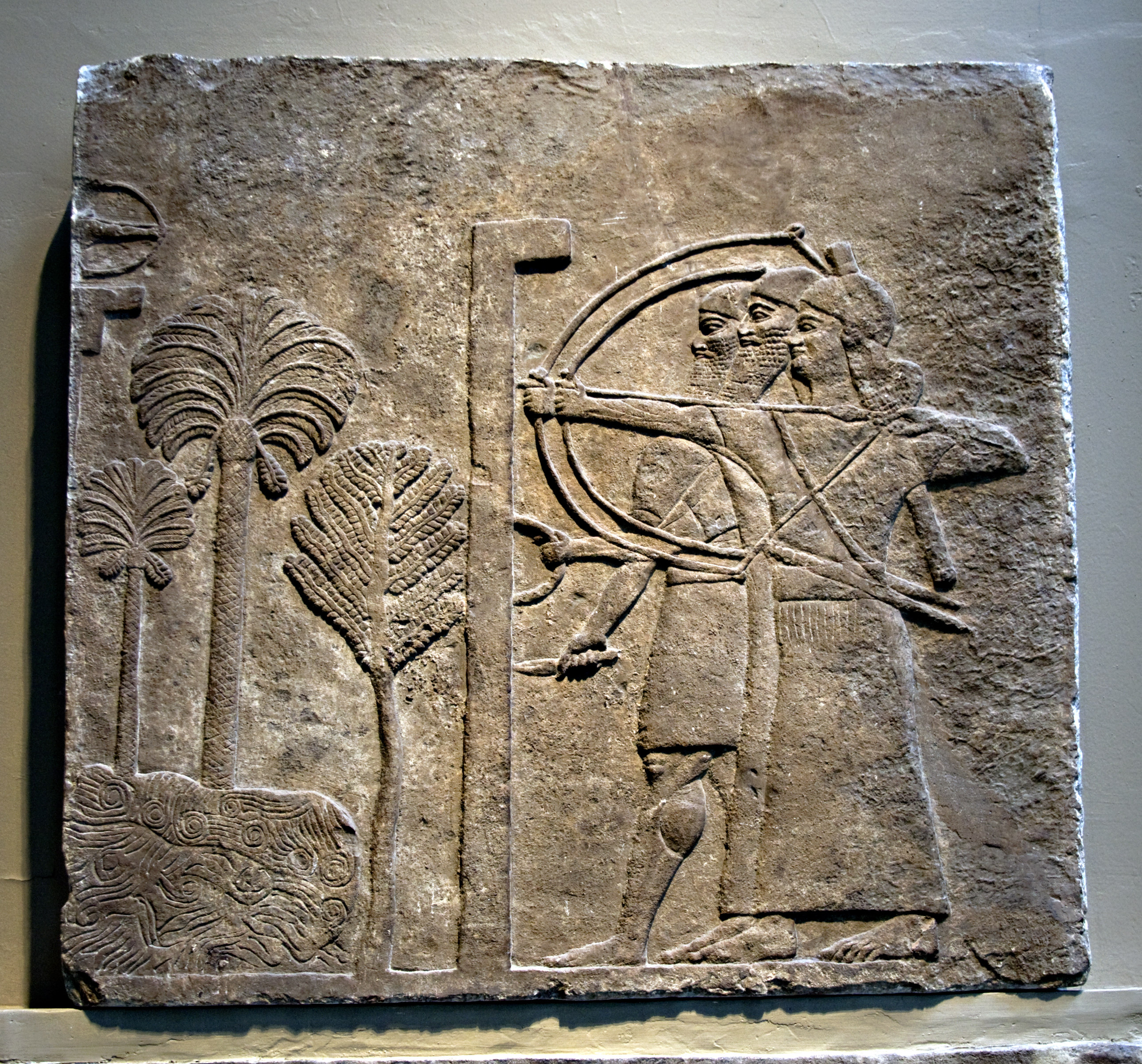
Archers assyriens.
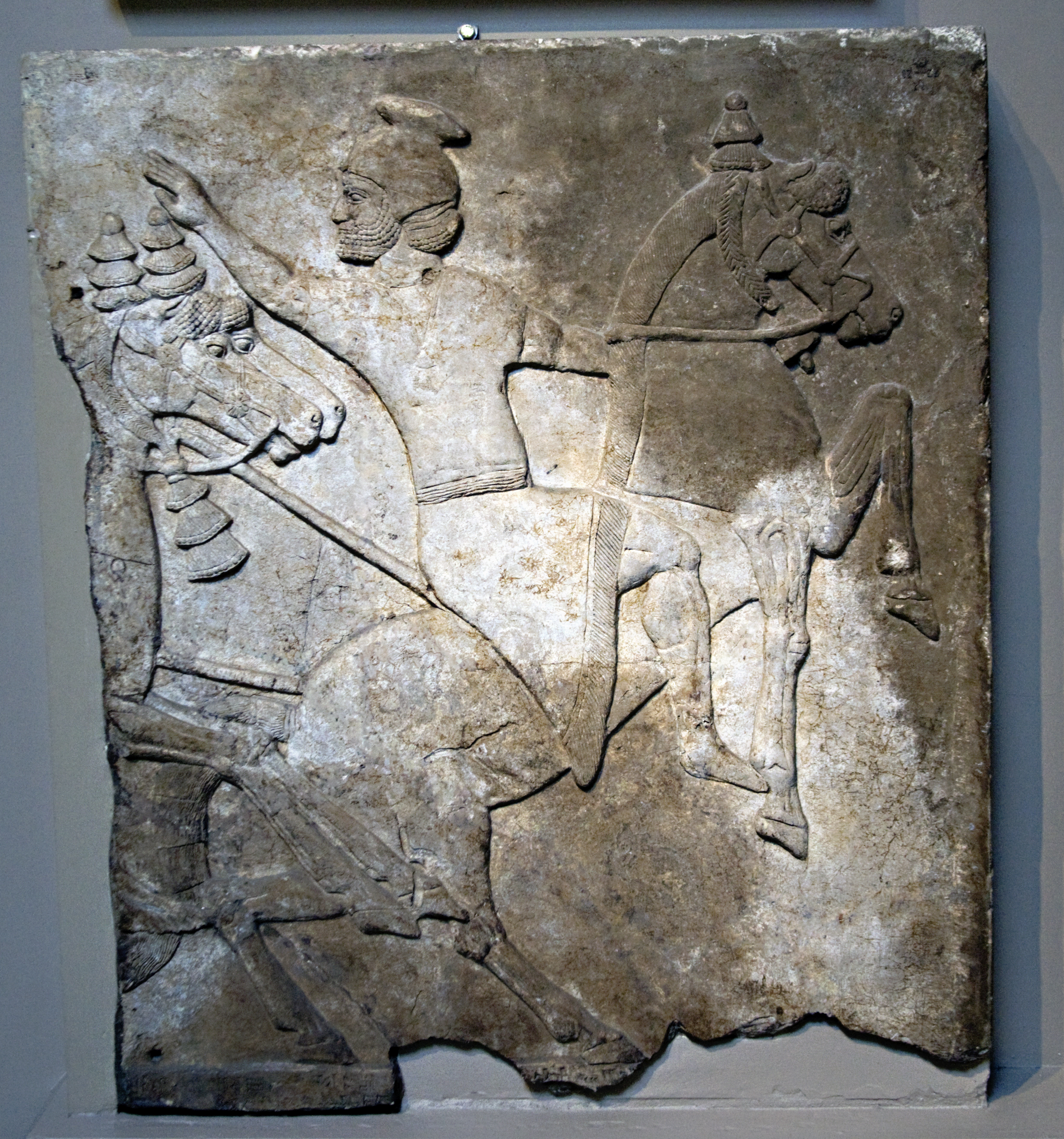
Cavalier ennemi assailli par des soldats assyriens.
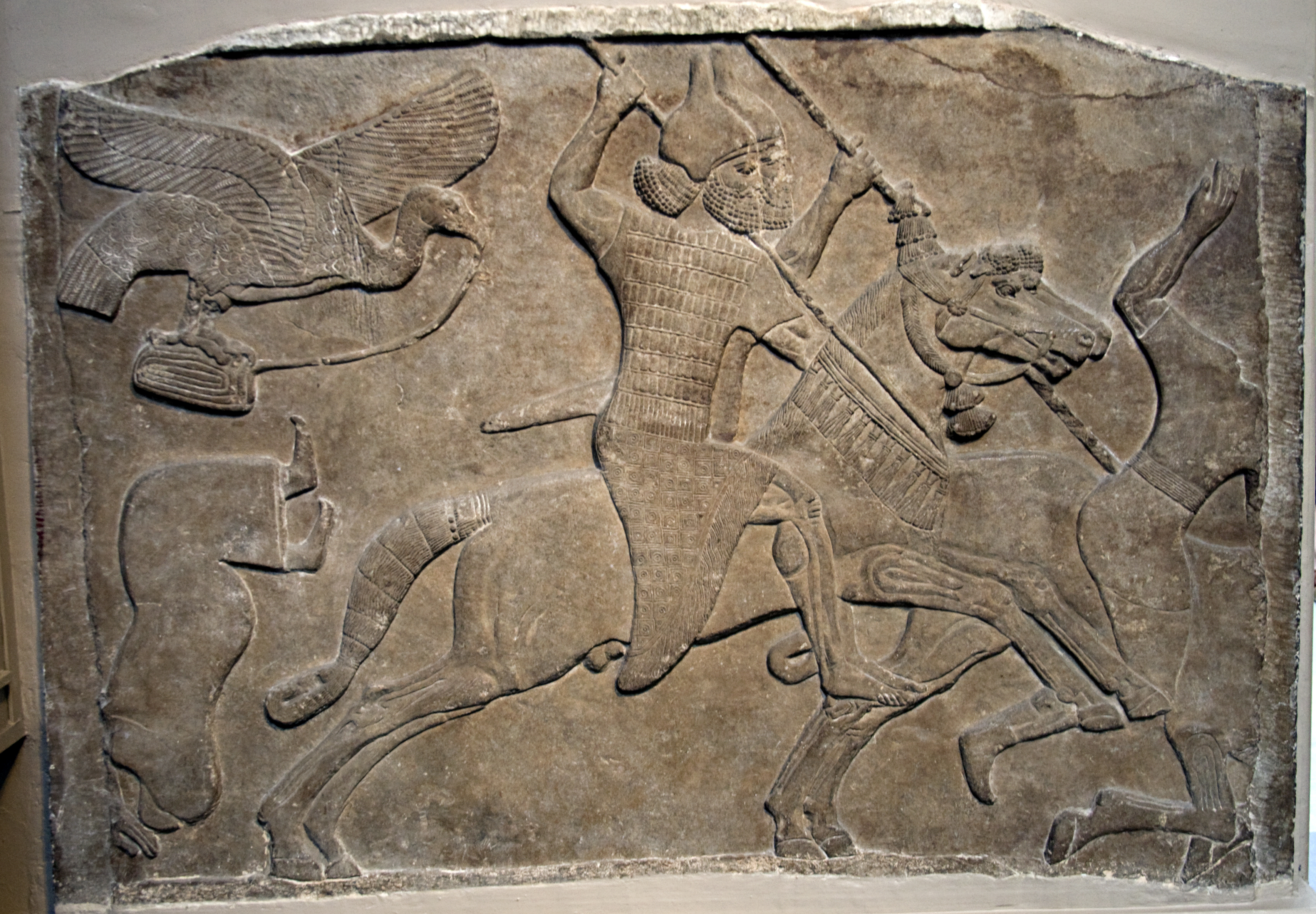
Cavaliers assyriens au combat.
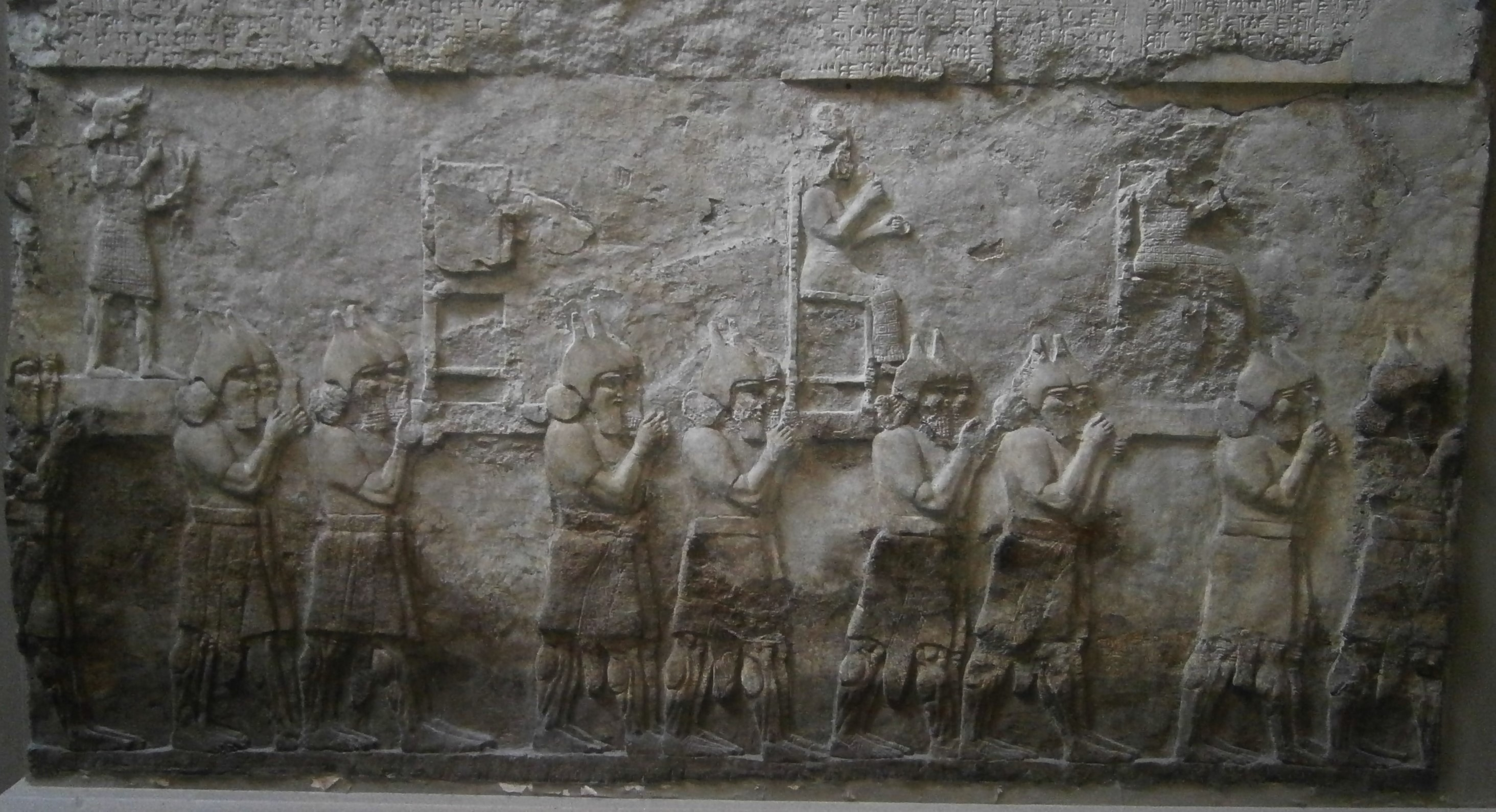
Soldats assyriens emportant des statues de divinités de vaincus.

Bas-reliefs de l'estrade de la salle du trône du Fort Salmanazar. Musée national d'Irak.
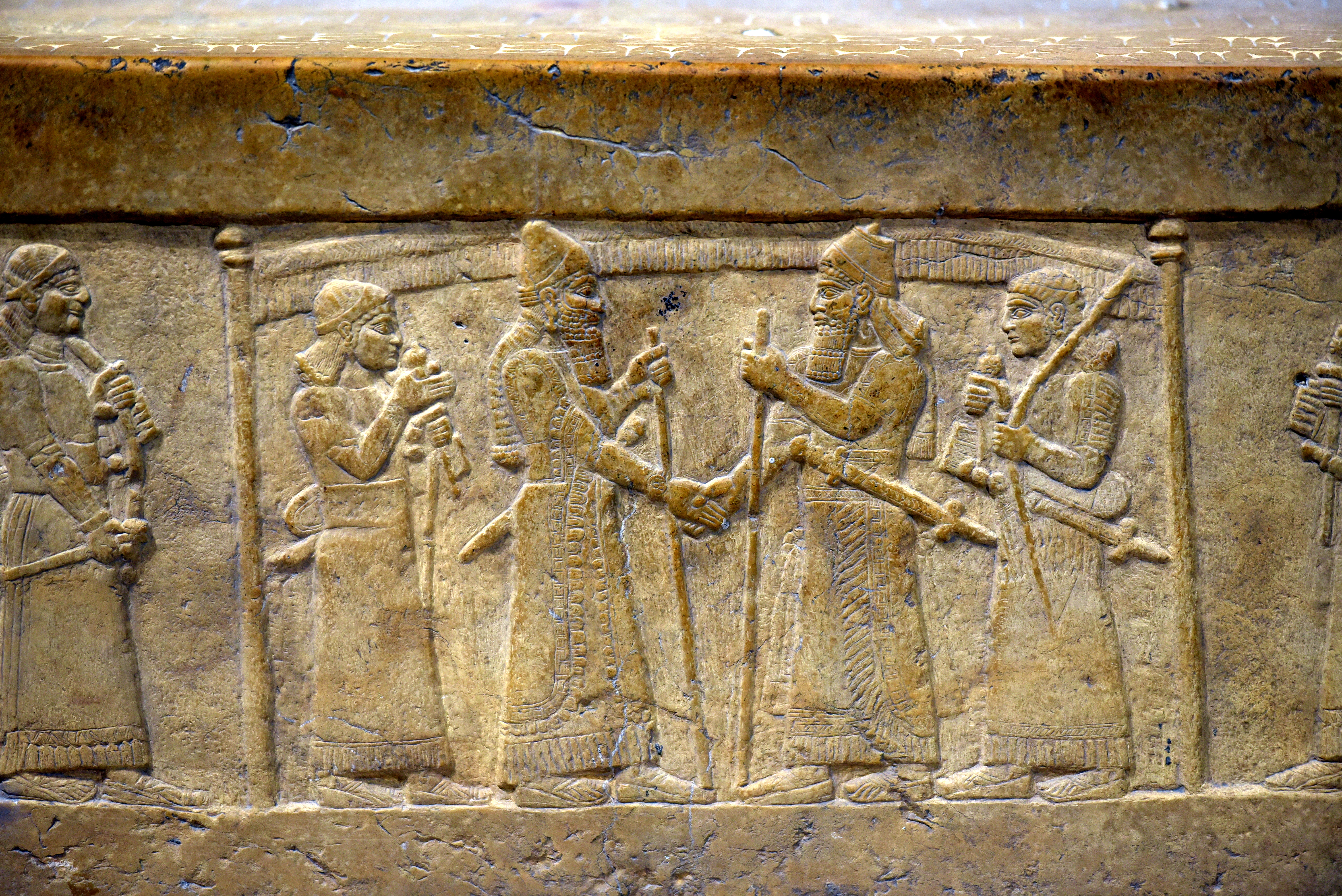
Panneau central : Salmanazar III salue le roi babylonien Marduk-zakir-shumi.
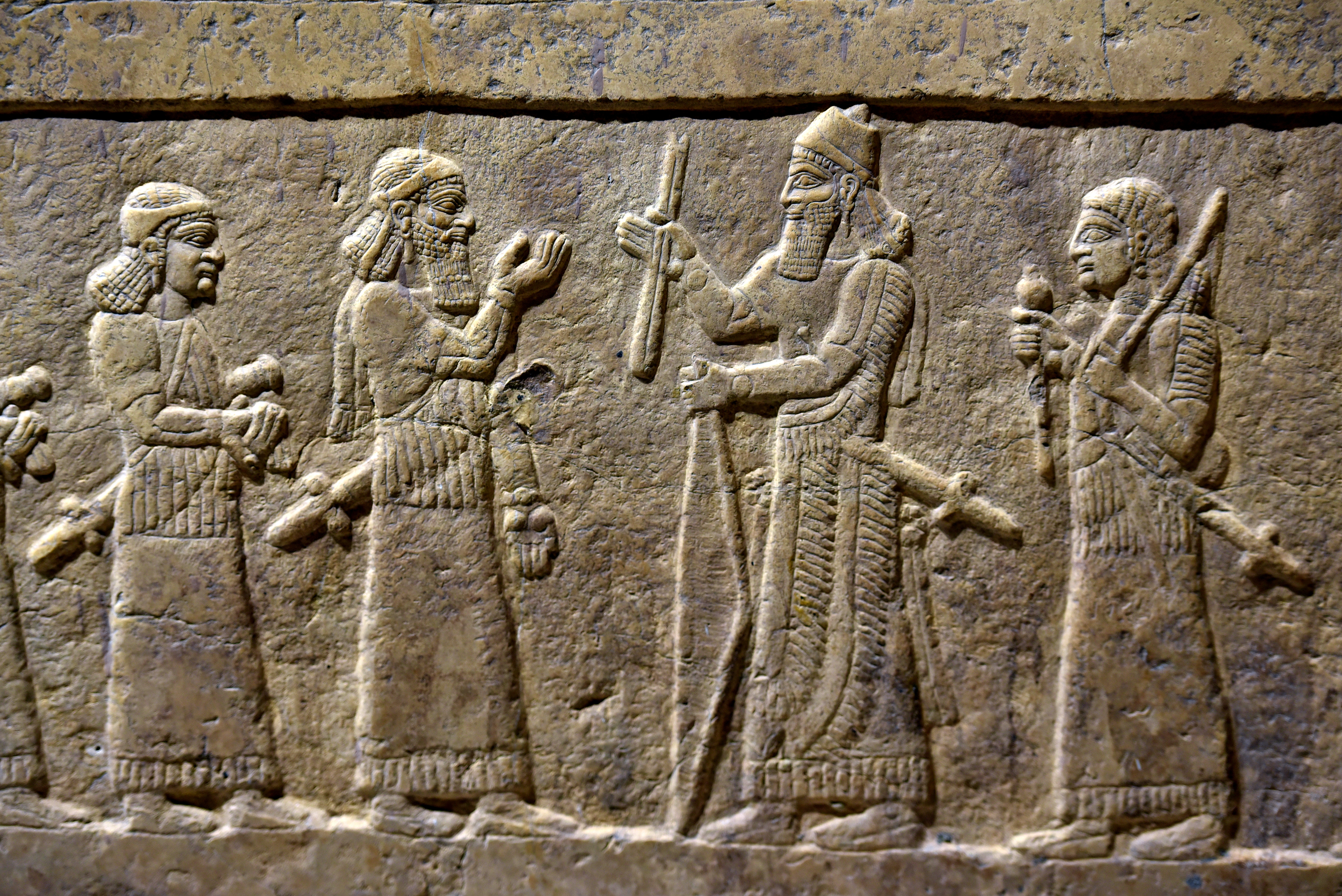
Face sud : Salmanazar III reçoit le tribut du chaldéen Musallim-Marduk du Bit-Amukkani.
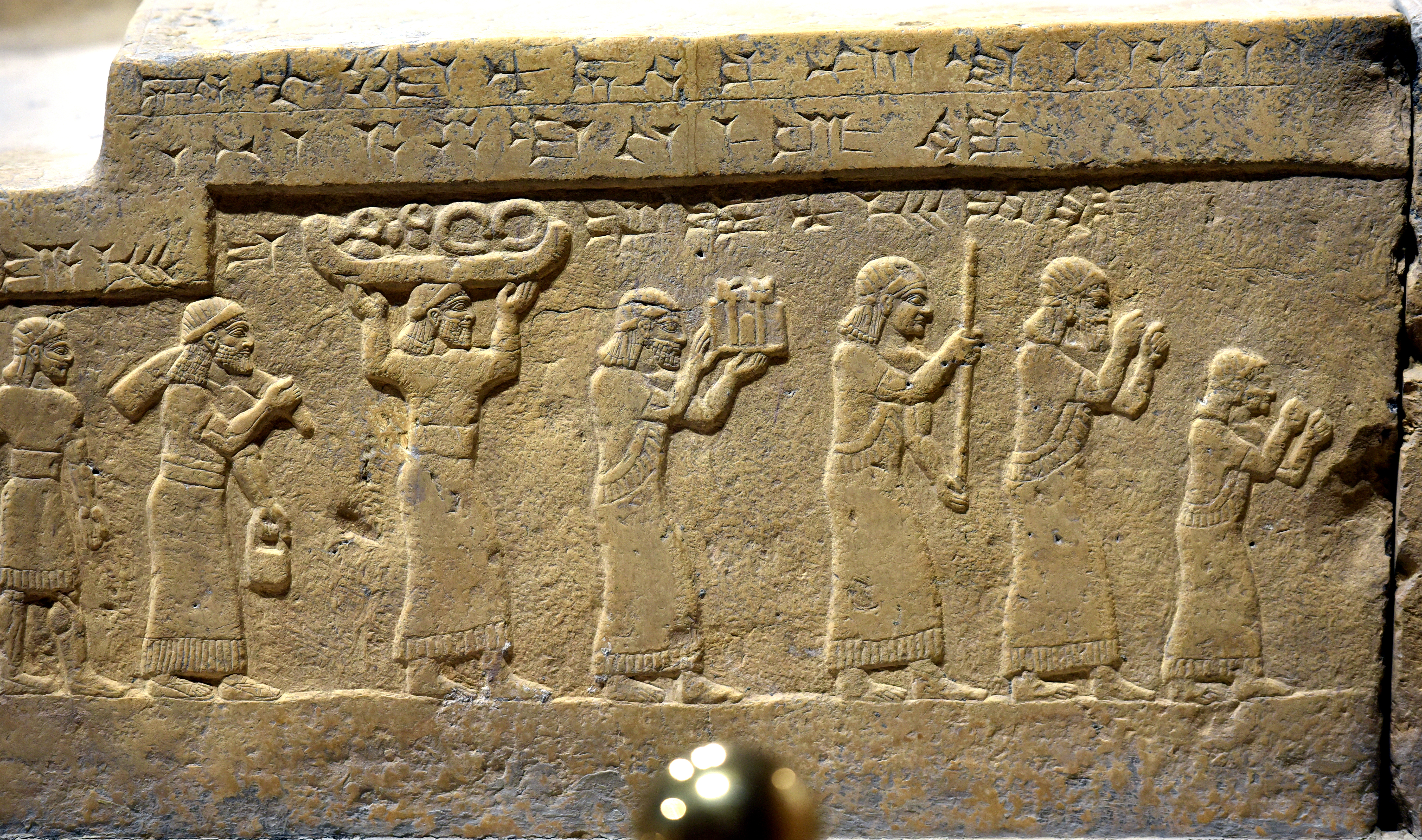
Face sud : porteurs de tribut du Bit Ammukani.
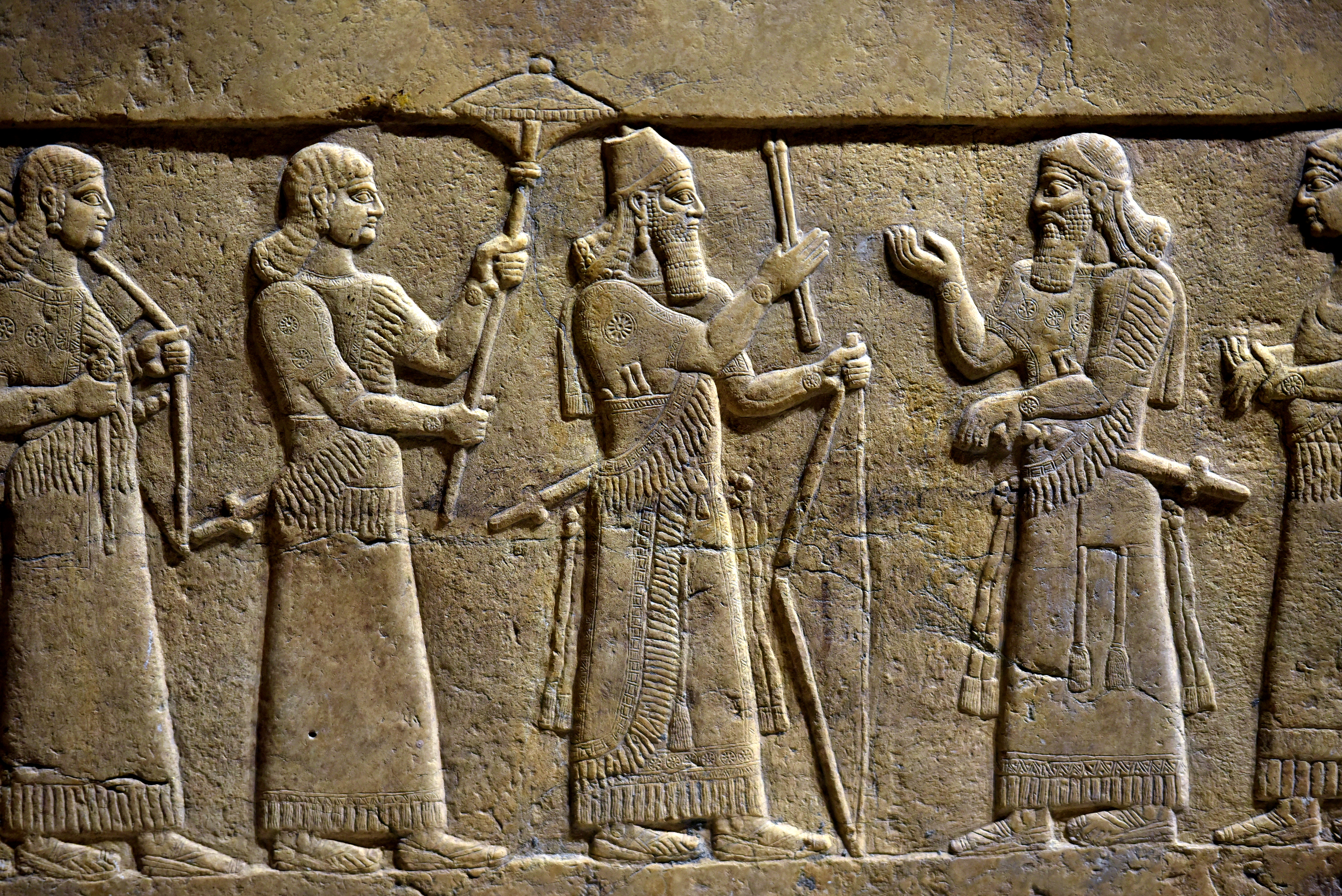
Face nord : Salmanazar III reçoit l'hommage de Qalparunda du pays d'Unqi (Pattina).
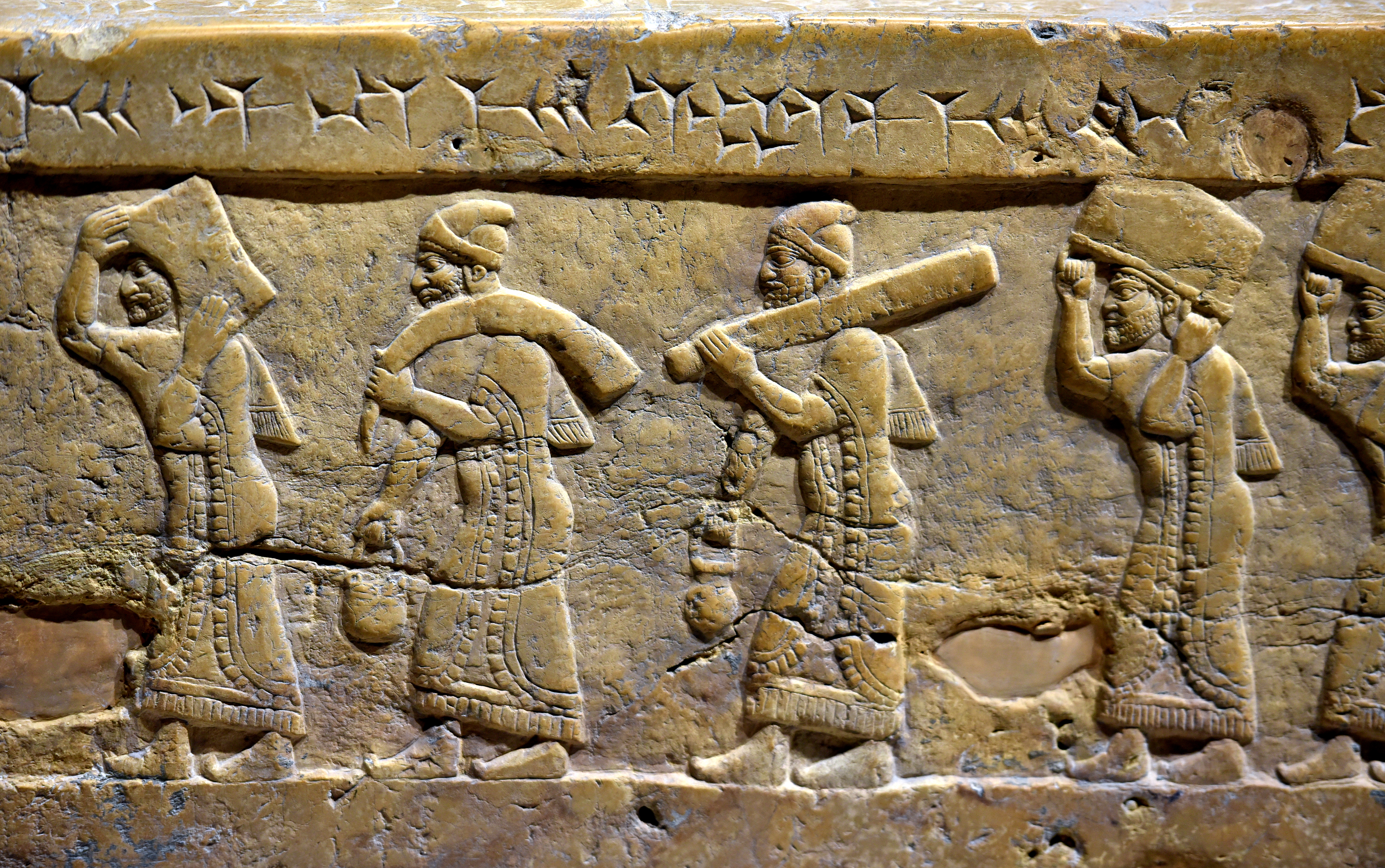
Face nord : porteurs de tribut du pays d'Unqi, livrant une défense d'éléphant, du bois et des chaudrons.
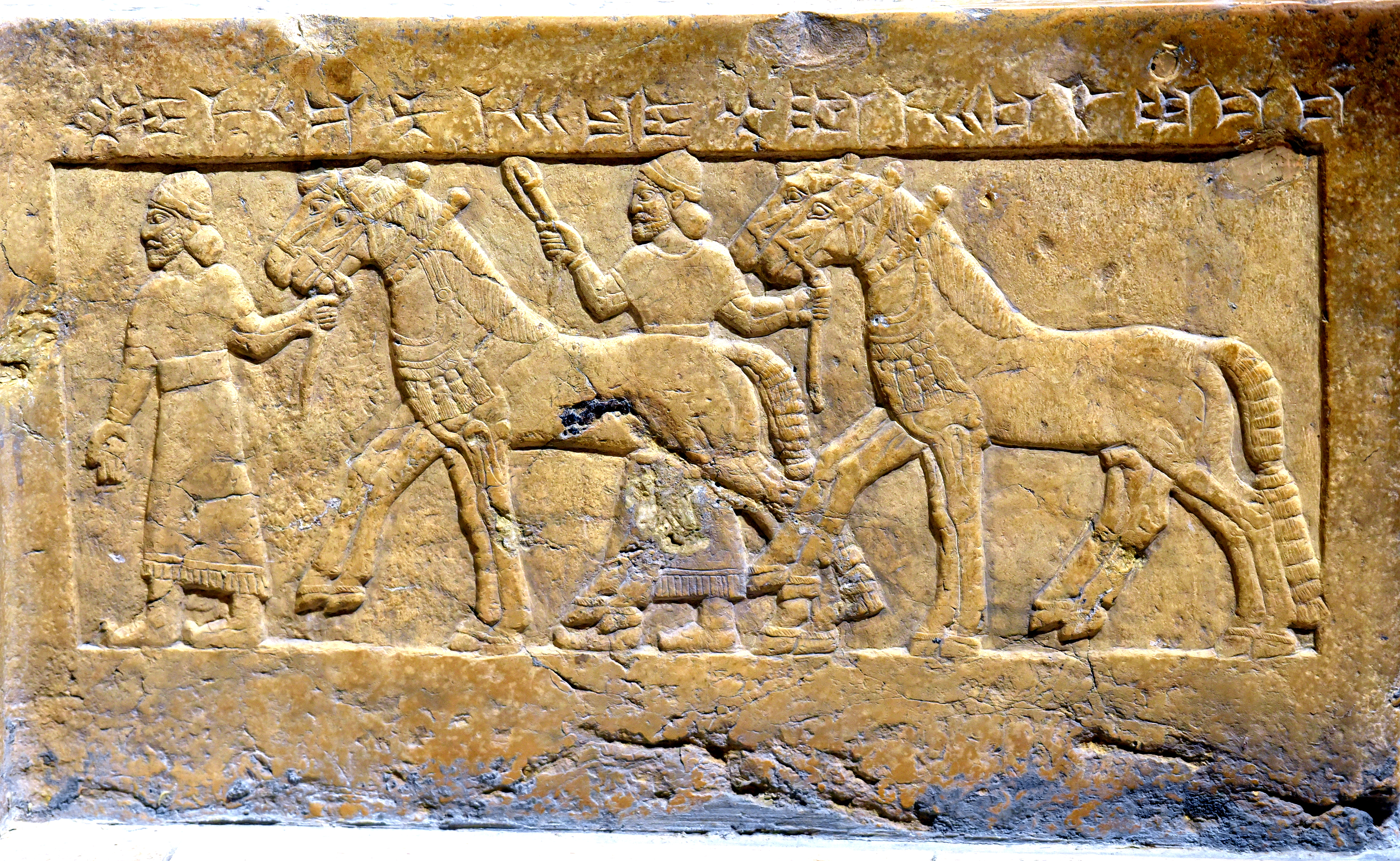
Face nord : hommes du pays d'Unqi livrant des chevaux.

Les statues les mieux conservées des monuments de Nimroud ont été pour la plupart expédiées au British Museum, où elles sont aujourd'hui exposées. La majeure partie des bas-reliefs exhumés dans le palais nord-ouest (environ 600 répertoriés) ont été extraits du site depuis leur découverte, et se trouvent en premier lieu au British Museum, qui dispose des œuvres les plus remarquables, mais sont aussi répartis dans des musées et institutions de plusieurs pays, ainsi que chez des personnes privées, Layard en ayant vendu un certain nombre afin de financer ses fouilles. Mais il en restait beaucoup sur le site au moment de sa destruction par l’État islamique (en particulier dans la salle S dont la destruction est attestée par des vidéos). Certains de ces bas-reliefs ont fait l'objet de transactions pour des montants élevés sur le marché des antiquités, ce qui ne manque pas de soulever des controverses dans un contexte de pillage des sites archéologiques irakiens.

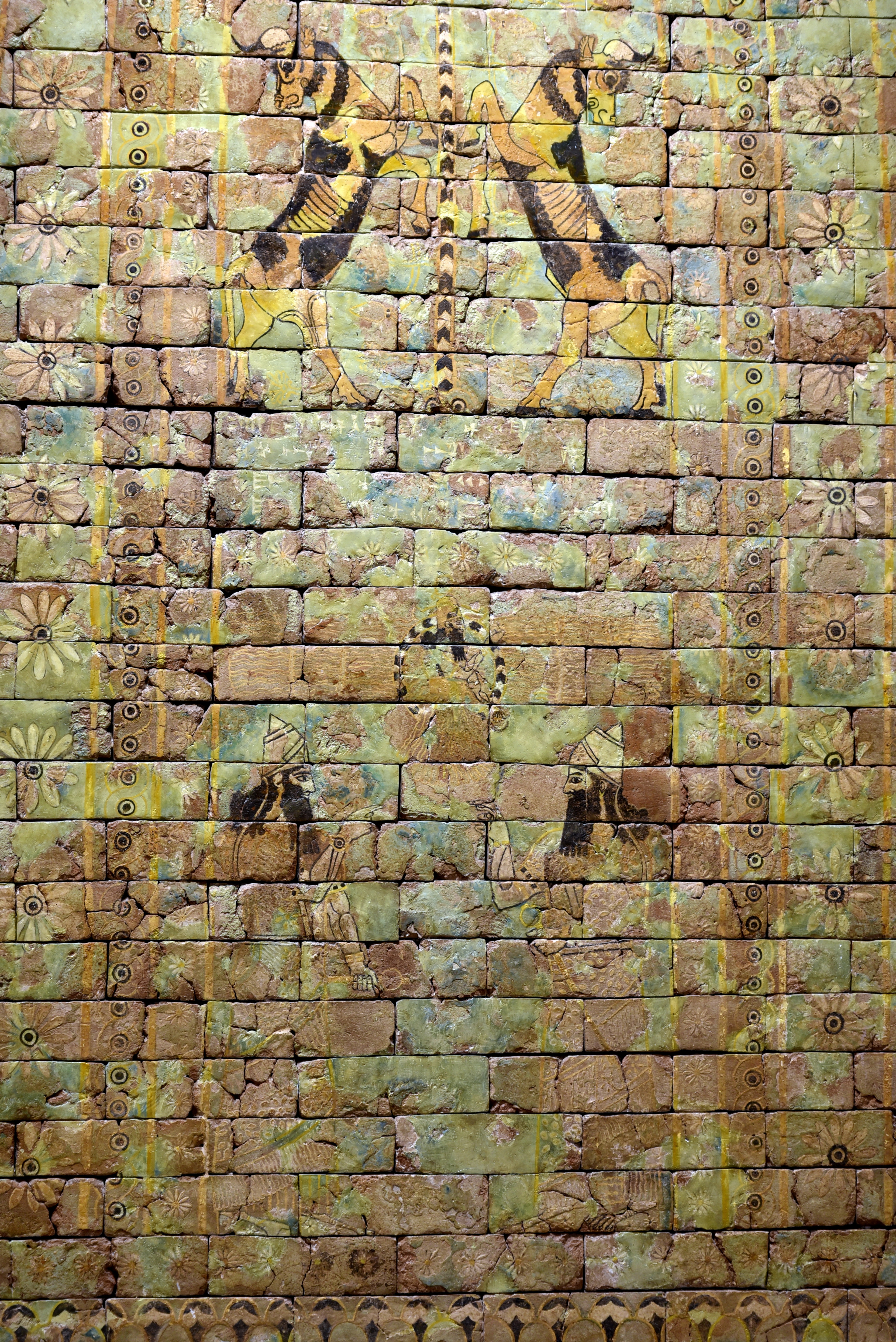
Panneau en briques glaçurées du Fort Salmanazar, représentant le roi Salmanazar III sous le disque solaire ailé, avec des caprins sur le registre supérieur, encadrés de motifs floraux, symbolisant l'abondance. Musée national d'Irak.

Les sculptures de pierre sont les réalisations artistiques des édifices de Nimroud qui ont le mieux résisté aux épreuves du temps, en raison de leur plus grande solidité. Les archéologues ont également mis au jour en plusieurs endroits des décorations murales qui complétaient ces sculptures, qui ne couvraient qu'une partie des murs de ces édifices. Il s'agit d'abord de peintures sur plâtre (essentiellement dans le Palais nord-ouest, le Fort Salmanazar et le palais de la ville basse), qui représentent notamment des motifs géométriques et floraux, mais aussi en certains endroits des personnages et des animaux. Cela renvoie manifestement à l'idée d'abondance, à la prospérité du royaume. Ont également été trouvées des briques émaillées, qui constituaient un décor particulièrement apprécié dans l'ancienne Mésopotamie. Un panneau remarquable, qui mesurait à l'origine environ 4 mètres de haut, a été exhumé dans les appartements royaux du Fort Salmanazar. Il portait une double représentation du souverain Salmanazar III sous un disque solaire ailé, encadré par plusieurs frises formant une arche qui le surplombait, et garnie de représentations florales et animales. Enfin, comme cela est évoqué dans les inscriptions de fondation de ces édifices, ils disposaient également de portes, de charpente et de colonnes en bois précieux importé des montagnes de Syrie et du Liban (cèdre et cyprès notamment), ainsi que des éléments de décoration en métal (cuivre, bronze, fer, argent, or) qui disparurent également lors du pillage de la cité.
Sans être pour autant des éléments intégrés dans le décor des palais et temples, plusieurs sculptures indépendantes ont été découvertes dans des édifices de Nimroud où elles avaient été placées et qui sont exposées au British Museum : une statue d'Assurnasirpal II (1,13 m de haut) trouvée dans le temple d'Ishtar šarrat nipḫi, une stèle représentant le même roi mise au jour dans le temple de Ninurta, une autre représentant Shamshi-Adad V exhumée dans le temple de Nabû, et enfin l'obélisque noir de Salmanazar III découvert dans le palais nord-ouest. Ce monolithe en calcaire noir haut de près de 2 mètres porte sur ses quatre faces des inscriptions et des bas-reliefs décrivant plusieurs campagnes conduites par les troupes de ce souverain et le butin qui en a résulté. L'obélisque noir est connu en particulier pour porter une représentation du roi d'Israël Jéhu prosterné devant le souverain assyrien.

Statues et stèles des temples de Nimroud. British Museum.
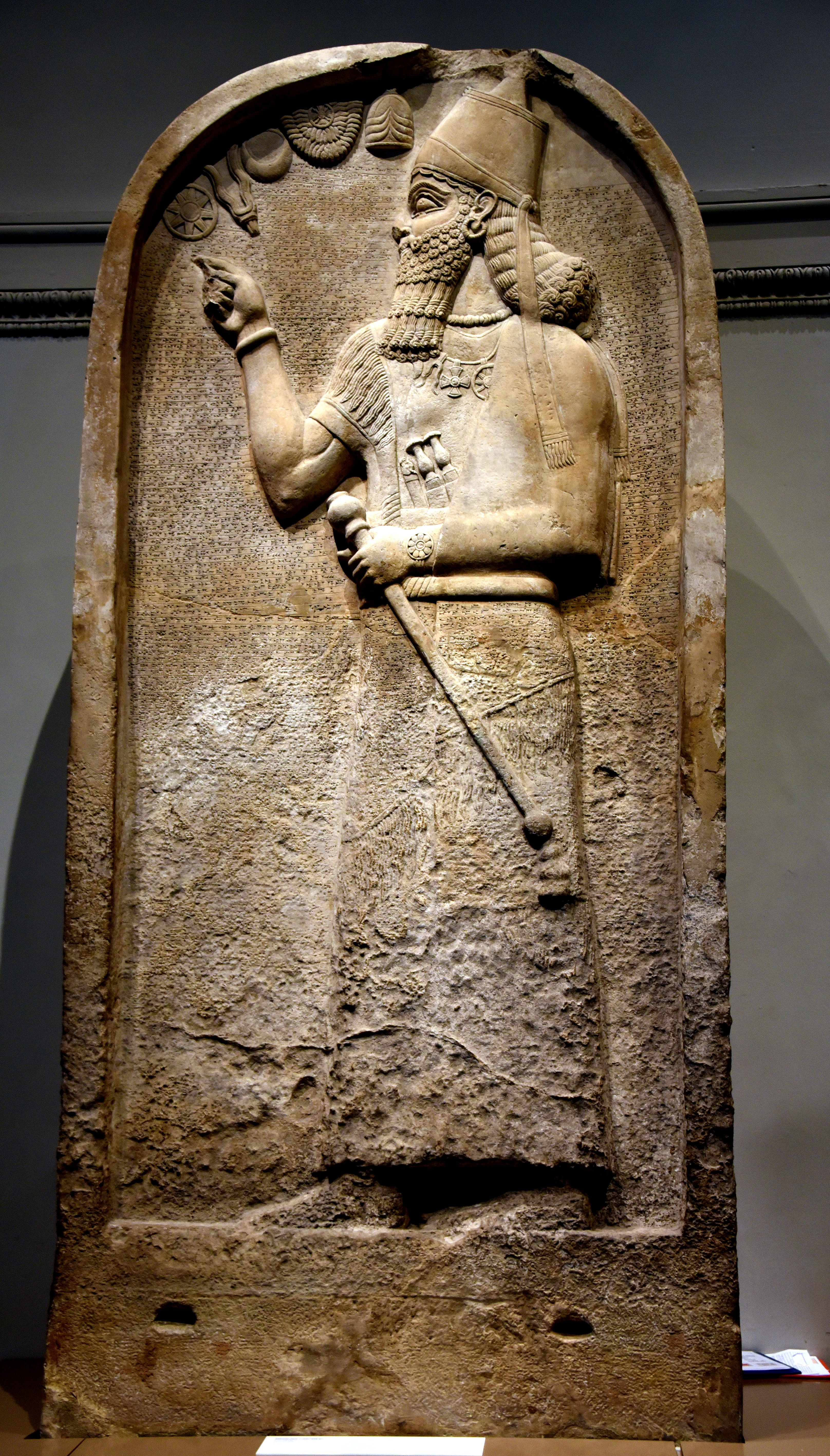
Stèle d'Assurnasirpal II.
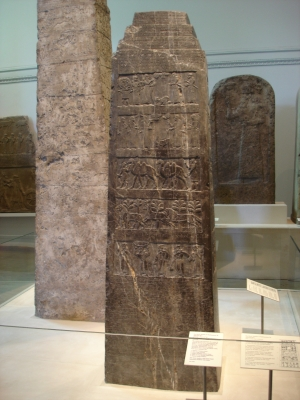
L'obélisque noir de Salmanazar III.
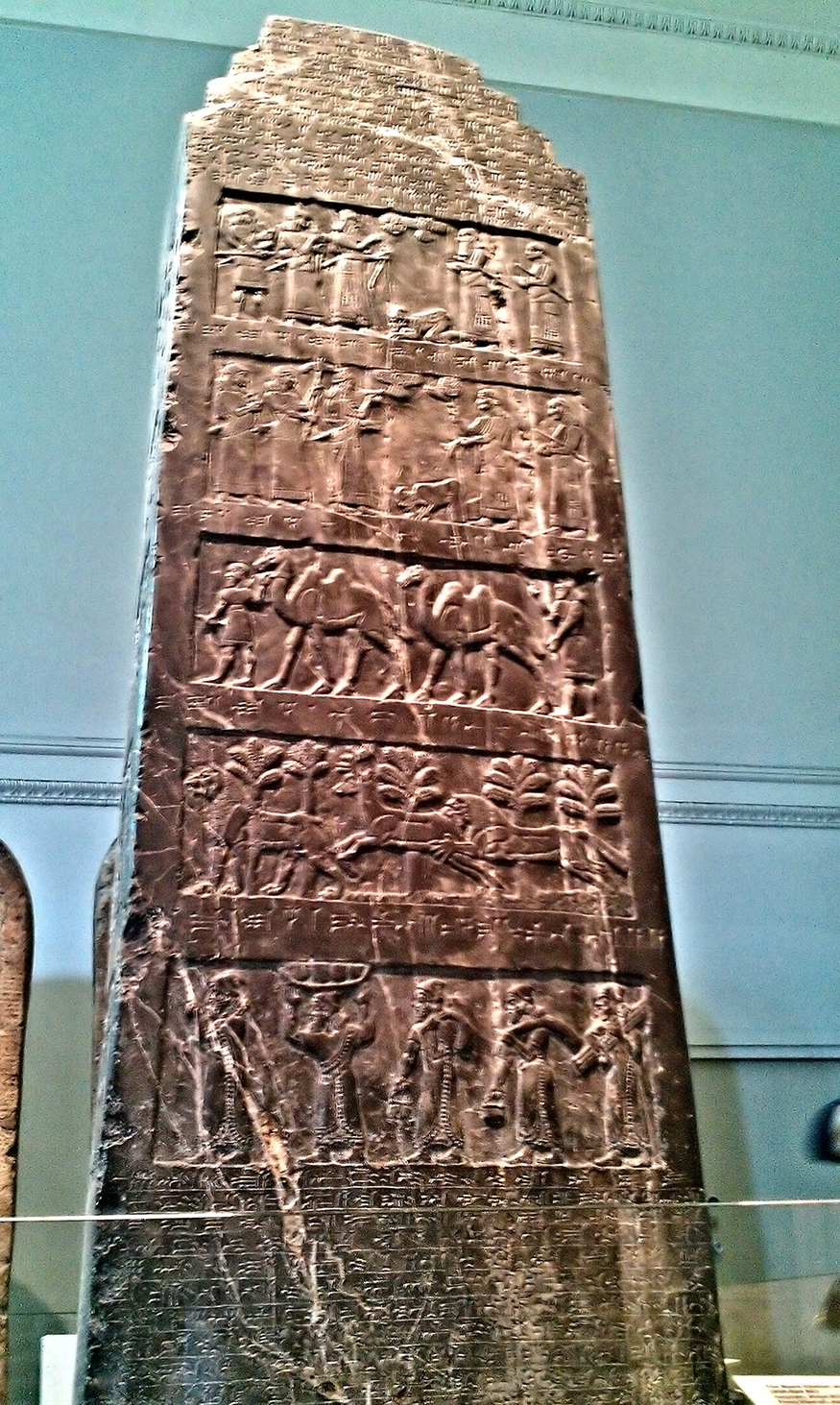
Reliefs de l'obélisque noir.
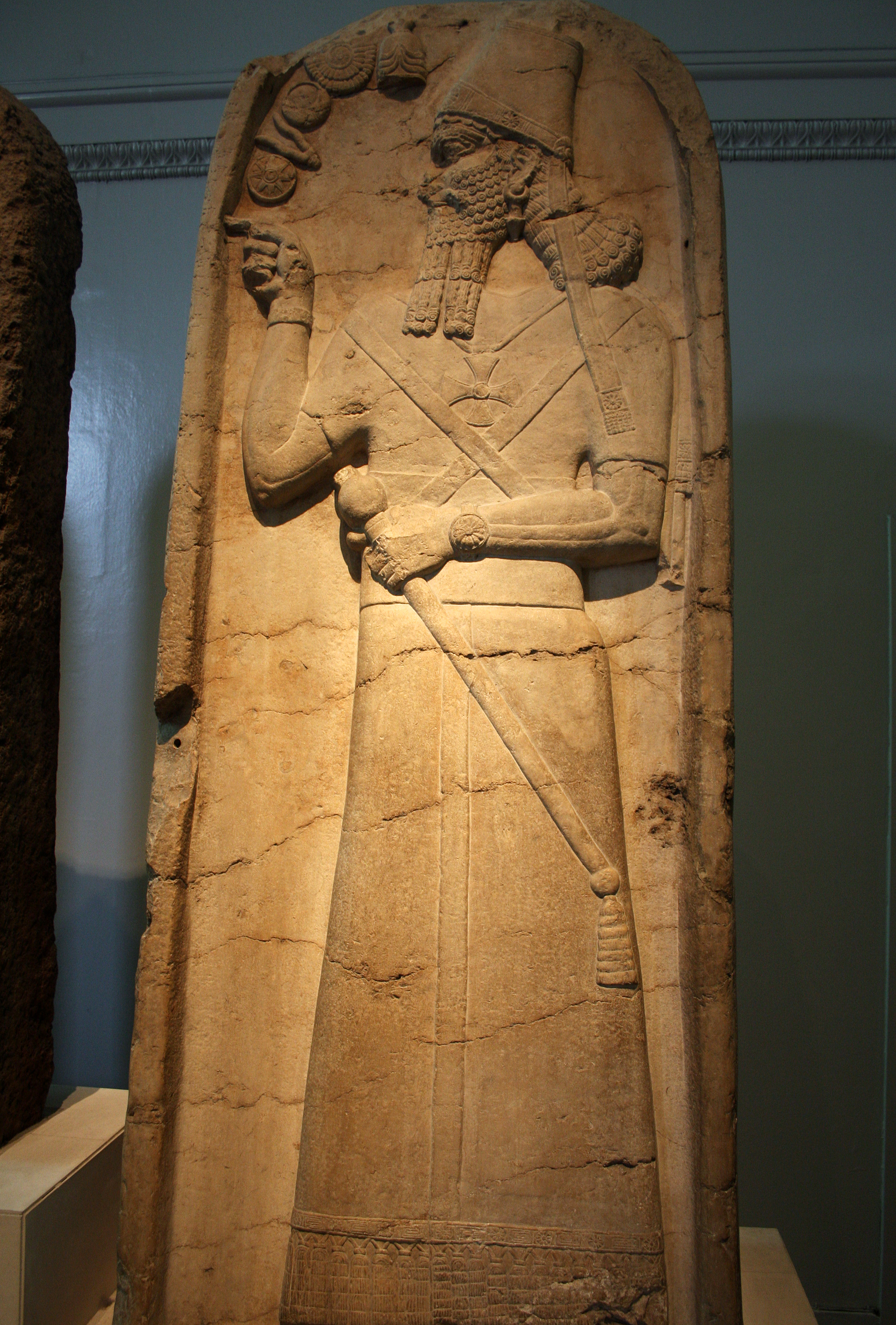
Stèle de Shamshi-Adad V.

### Les ivoires
Les bâtiments de Nimroud ont livré plus de 5 000 fragments et objets d'ivoire, une collection beaucoup plus importante que celles des autres sites contemporains de la période assyrienne. Les principaux lieux de leur découverte sont les puits du palais nord-ouest et les magasins de Fort Salmanazar. La plupart de ces objets étaient issus des ateliers des régions occidentales, d'où ils furent importés à la suite de pillages ou de la perception de tributs. De ce fait, on distingue plusieurs styles en fonction de leur provenance géographique : 
- un style phénicien, caractérisé par sa forte inspiration égyptienne (« pharaons », sphinx, griffons, lions, vaches, personnages d'apparence « africaine ») ;
- un style « nord-syrien », similaire à celui des bas-reliefs des cités néo-hittites (personnages héroïques face à des plantes, sphinx et autres créatures hybrides, arbres stylisés, etc.) ;
- un style « intermédiaire » syrien, marqué par l'influence égyptienne.

Quelques pièces présentent un style proprement assyrien (le roi, des dignitaires, une chasse royale) et ont été retrouvées à proximité des salles de réception royales. Ceci semble indiquer qu'il s'agissait d’éléments du mobilier d'apparat du souverain (le trône ?), l'art de l'ivoire étant très prisé à la cour assyrienne ; les objets des styles occidentaux étaient apparemment cantonnés aux espaces de stockage du butin et non exposés publiquement. La majorité des pièces retrouvées sont des fragments décorant des meubles, dont la structure en bois a disparu. Certains conservent encore des incrustations de pierres précieuses, comme celle représentant une lionne dévorant un Africain, de style phénicien, comportant encore une partie de ses incrustations en lapis-lazuli, cornaline, ainsi que des traces de feuilles d'or. Il ne s'agit donc pas du travail isolé d'artisans spécialisés dans l'ivoire, mais de celui de plusieurs spécialistes, dont des ébénistes et des orfèvres. D'autres objets en ivoire avaient un usage cosmétique (boîtes à fard de type pyxide, palettes). Ont également été retrouvées des tablettes en ivoire, qui étaient à l'origine couvertes de cire pour pouvoir être inscrites.

Ivoires de Nimroud.
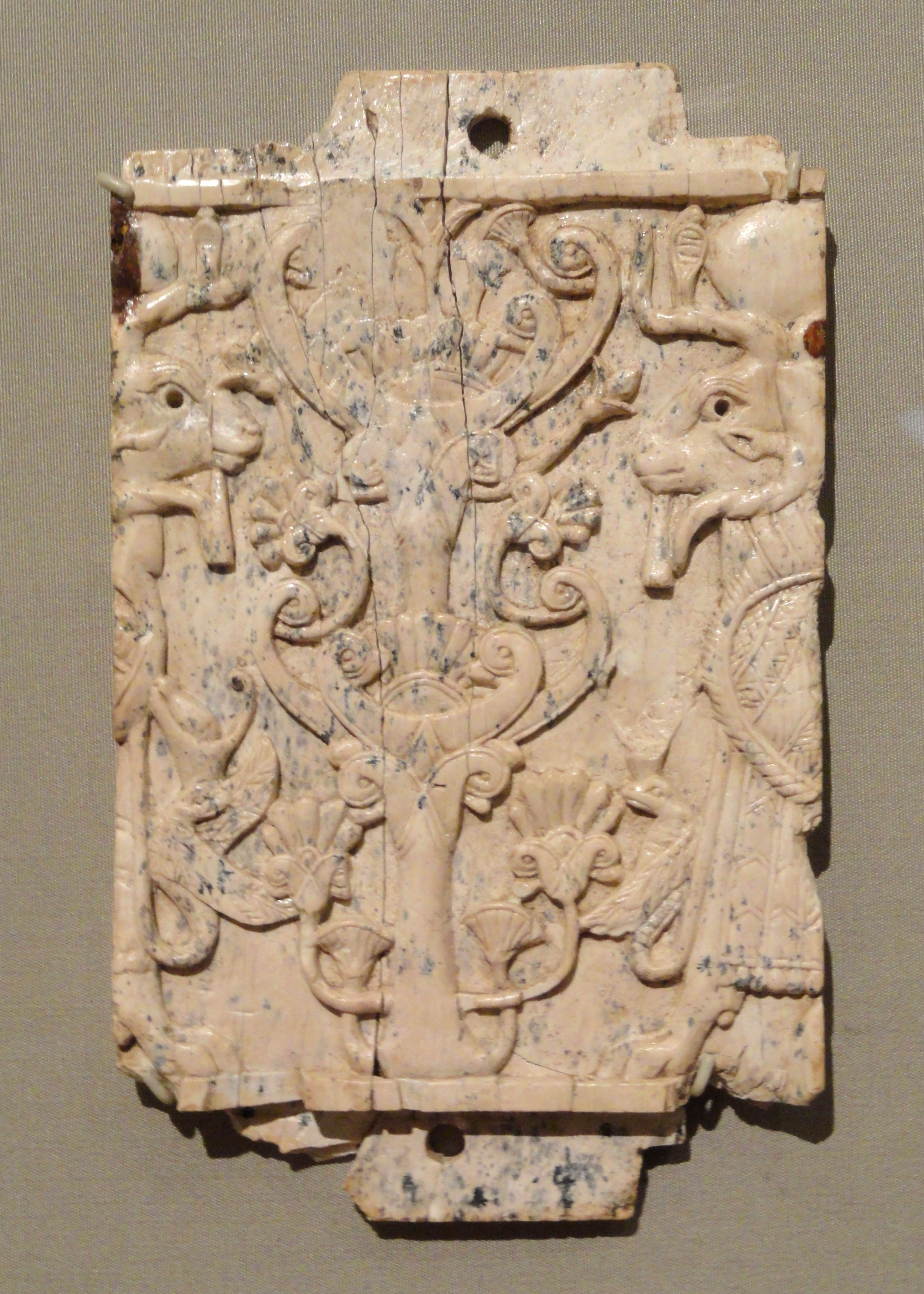
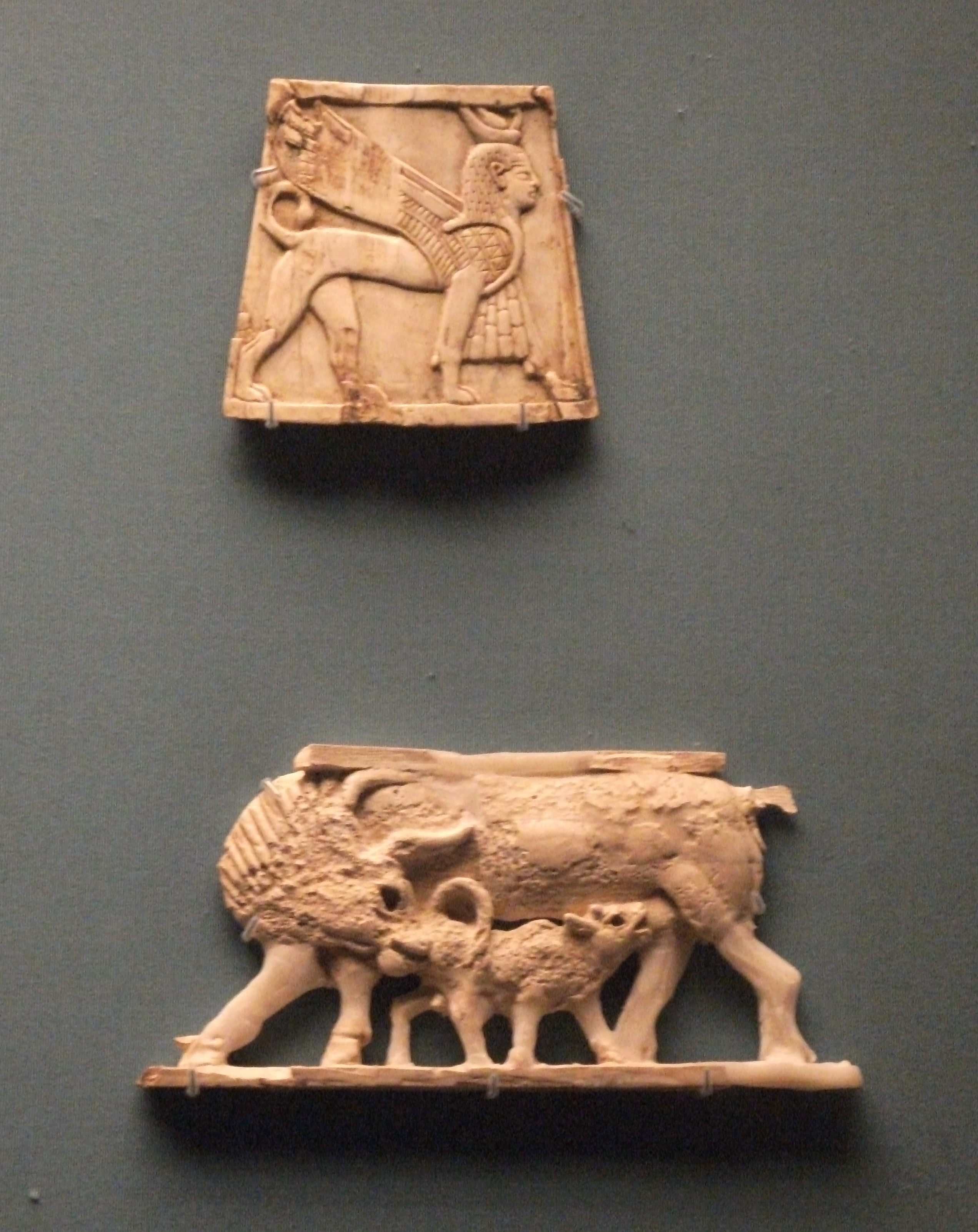
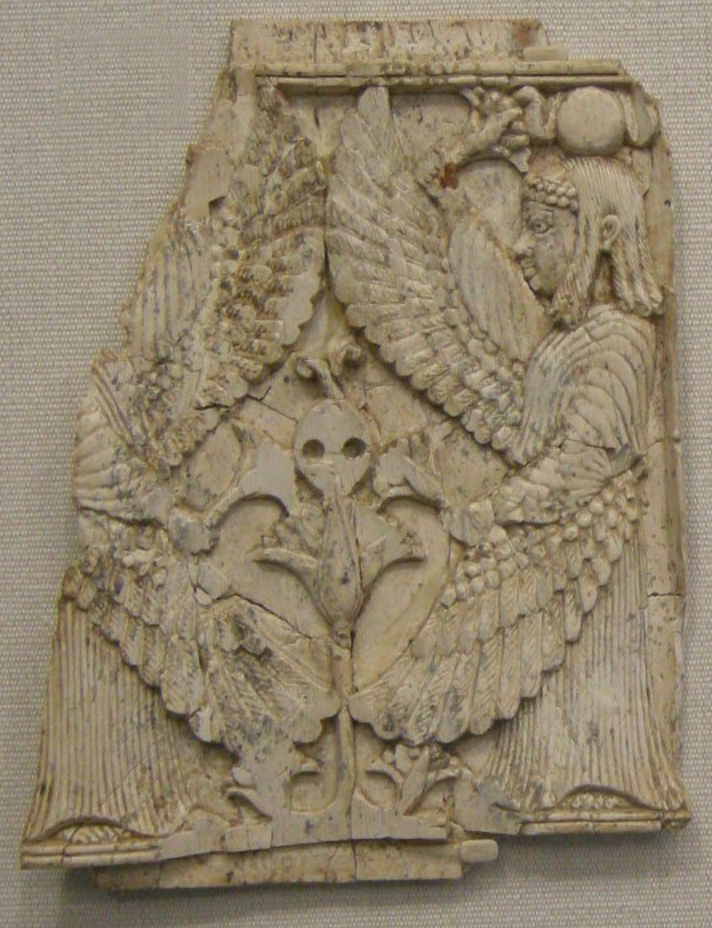
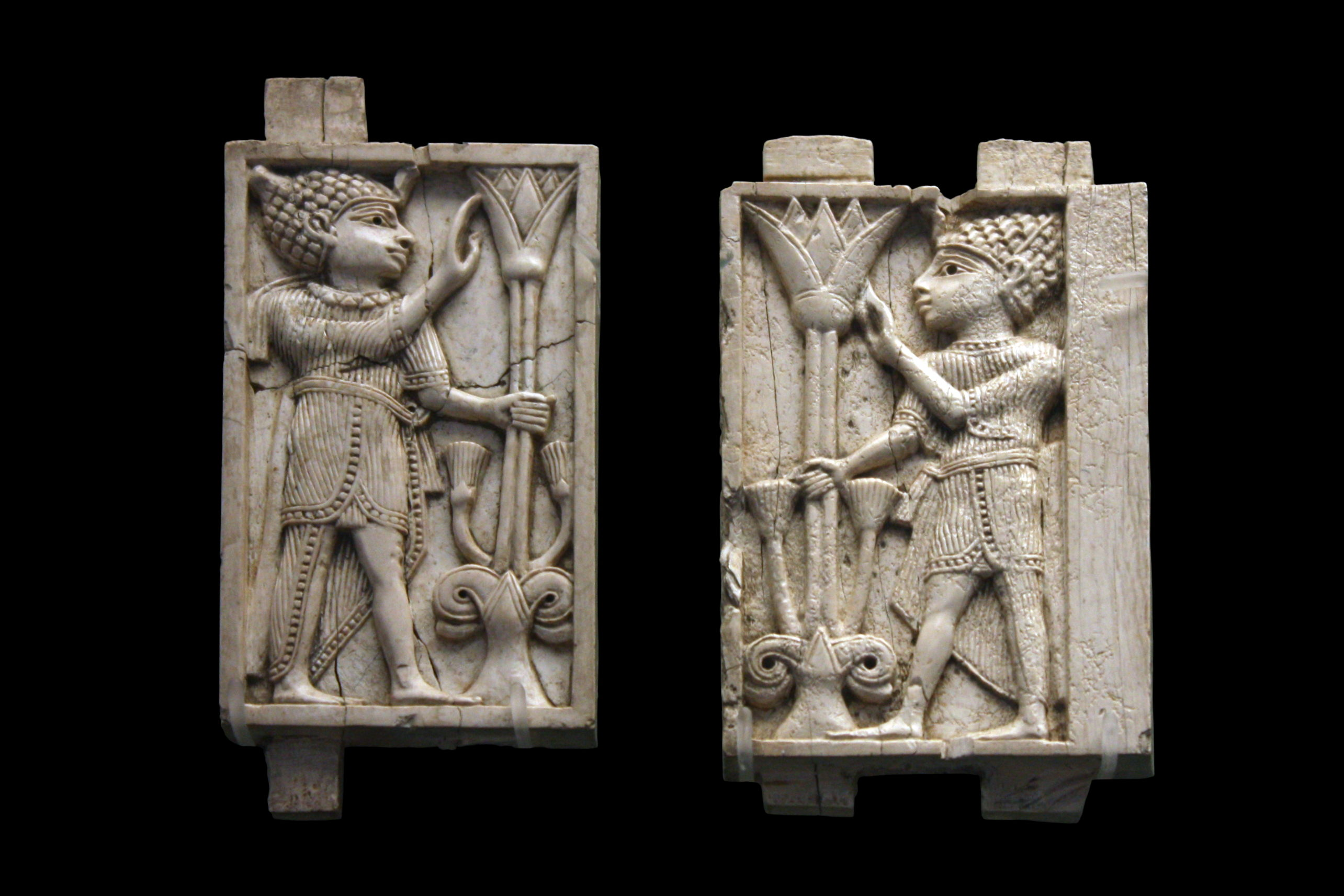
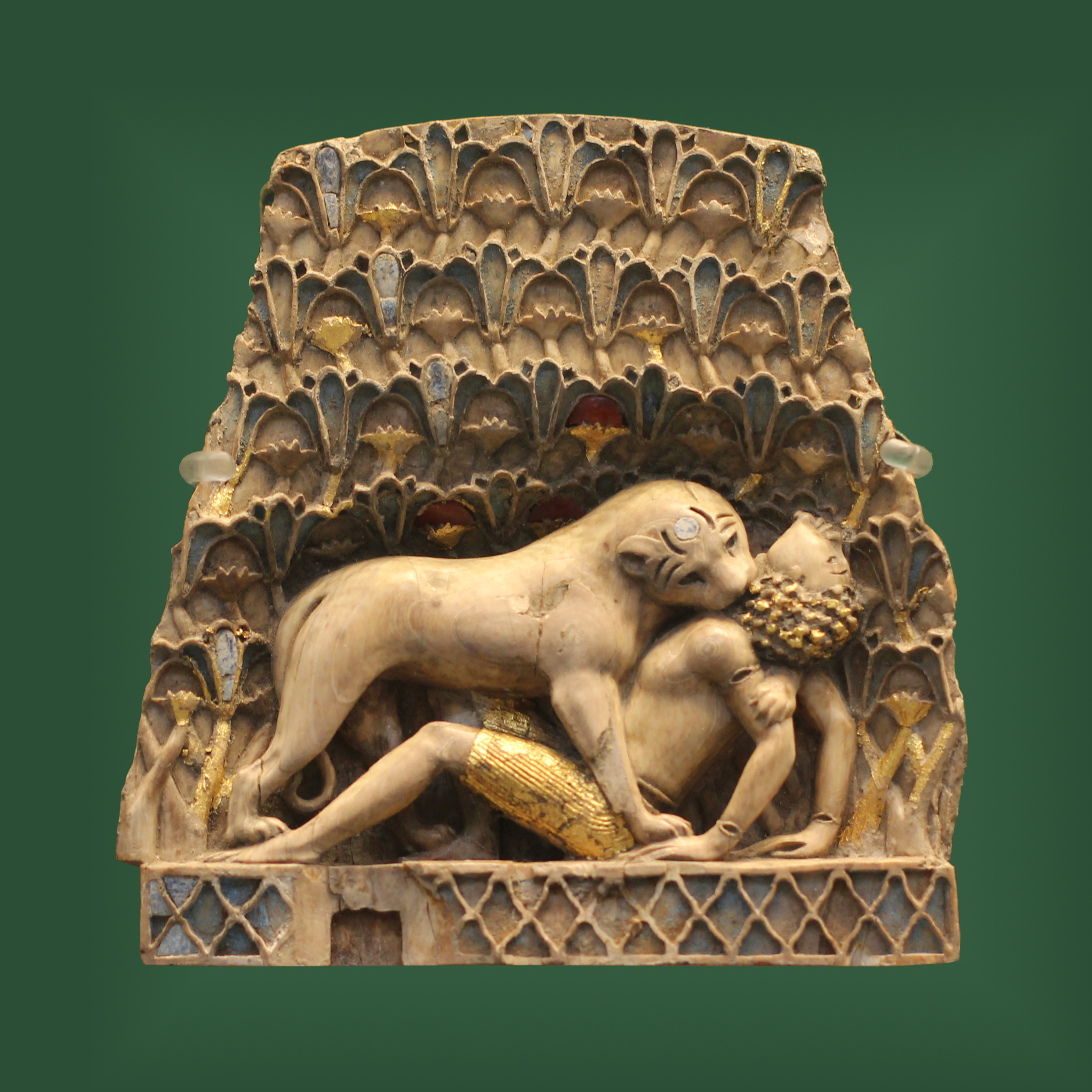
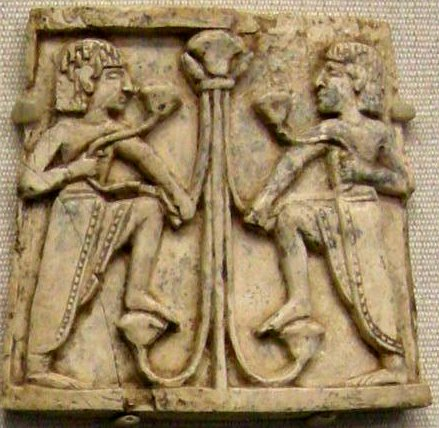
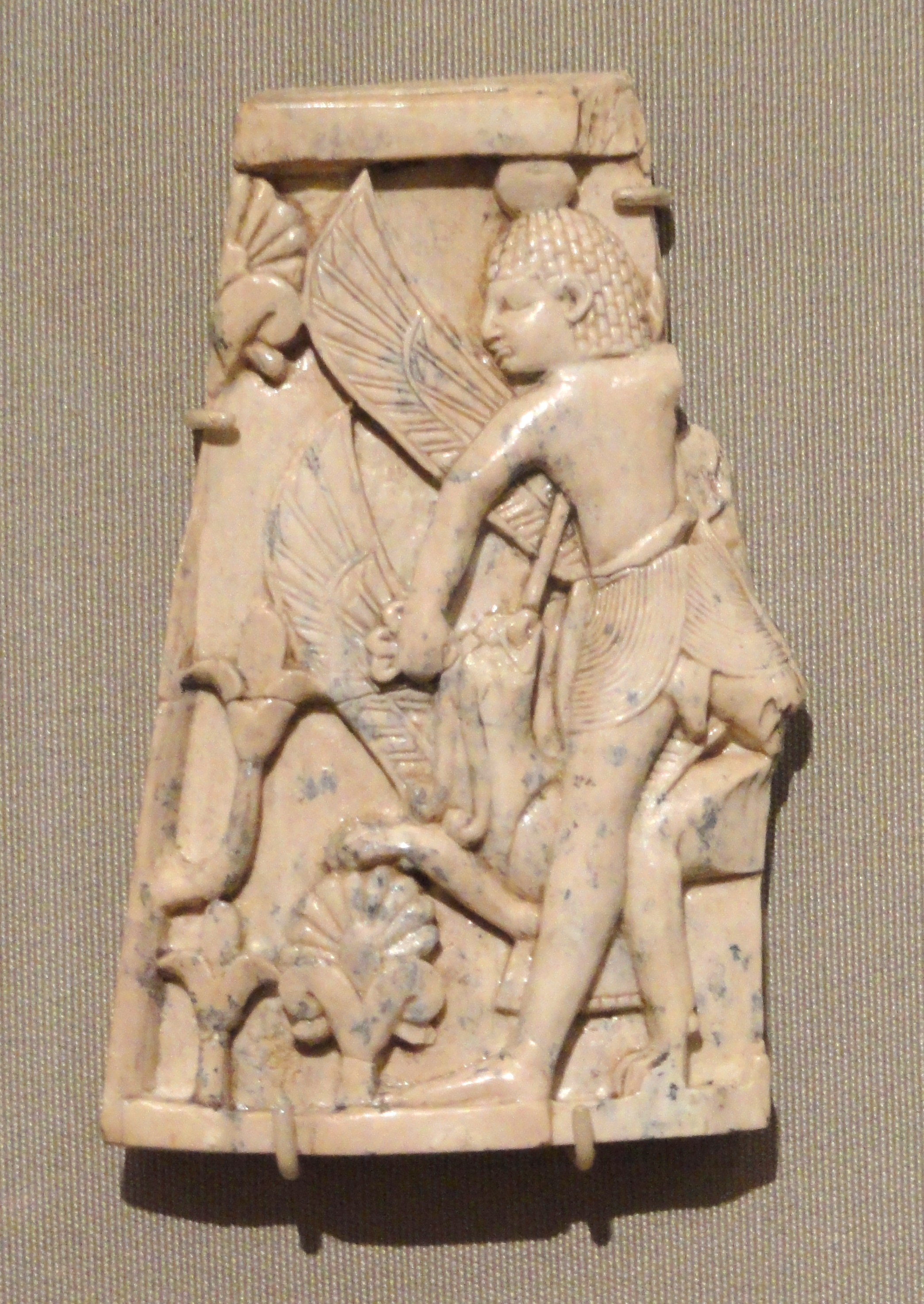
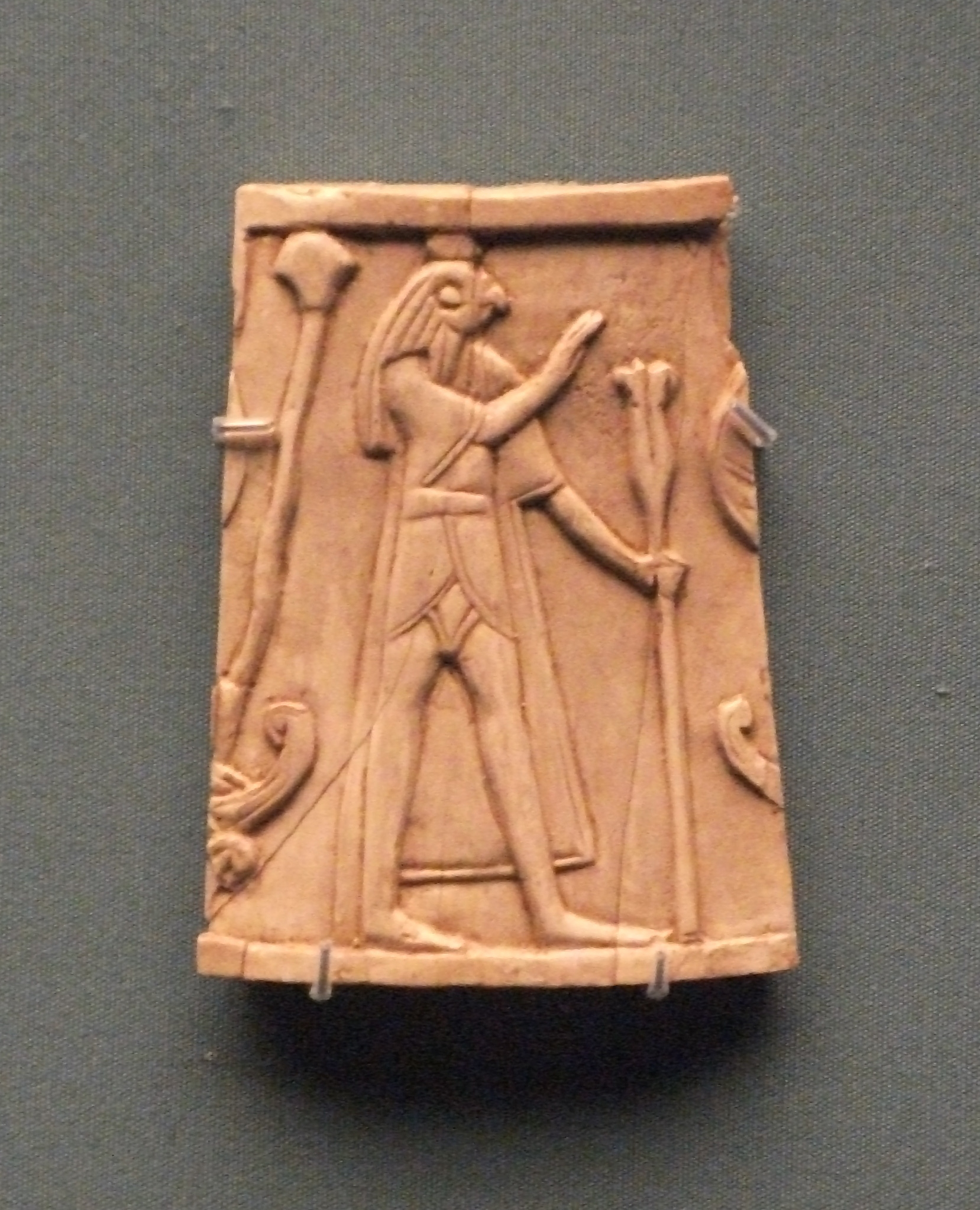
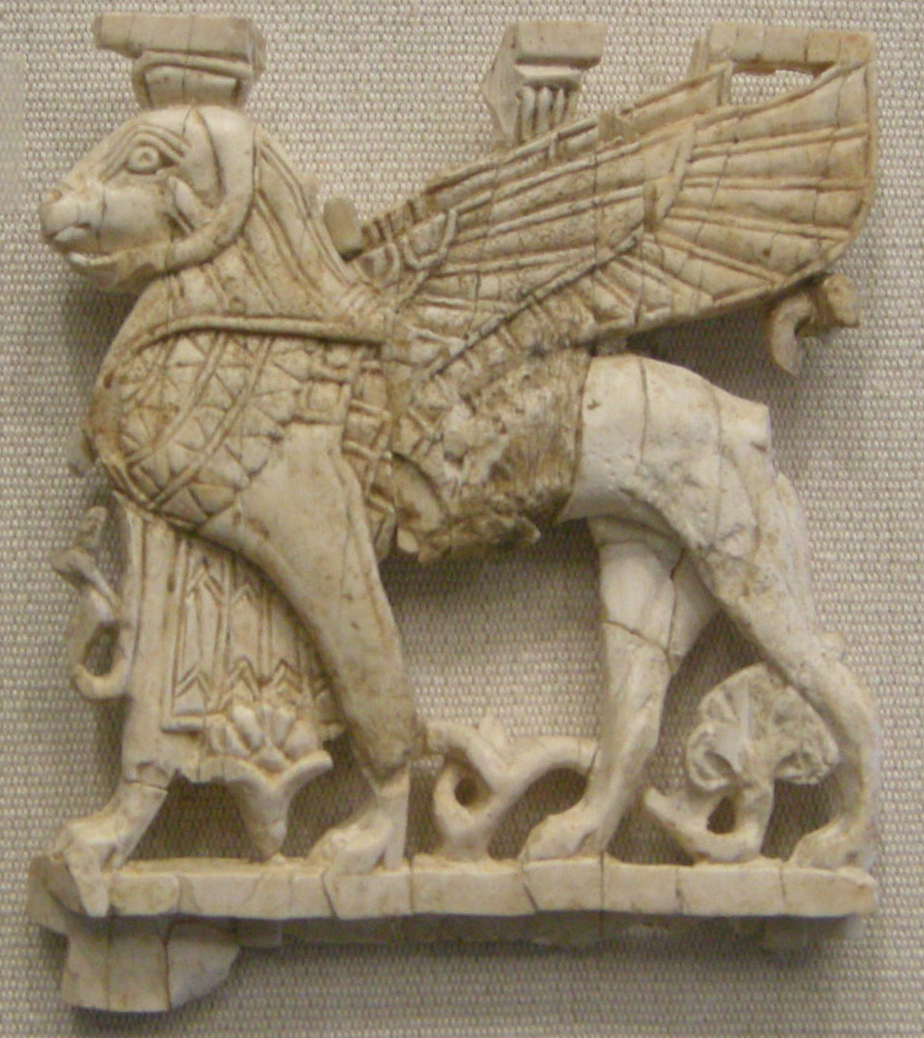
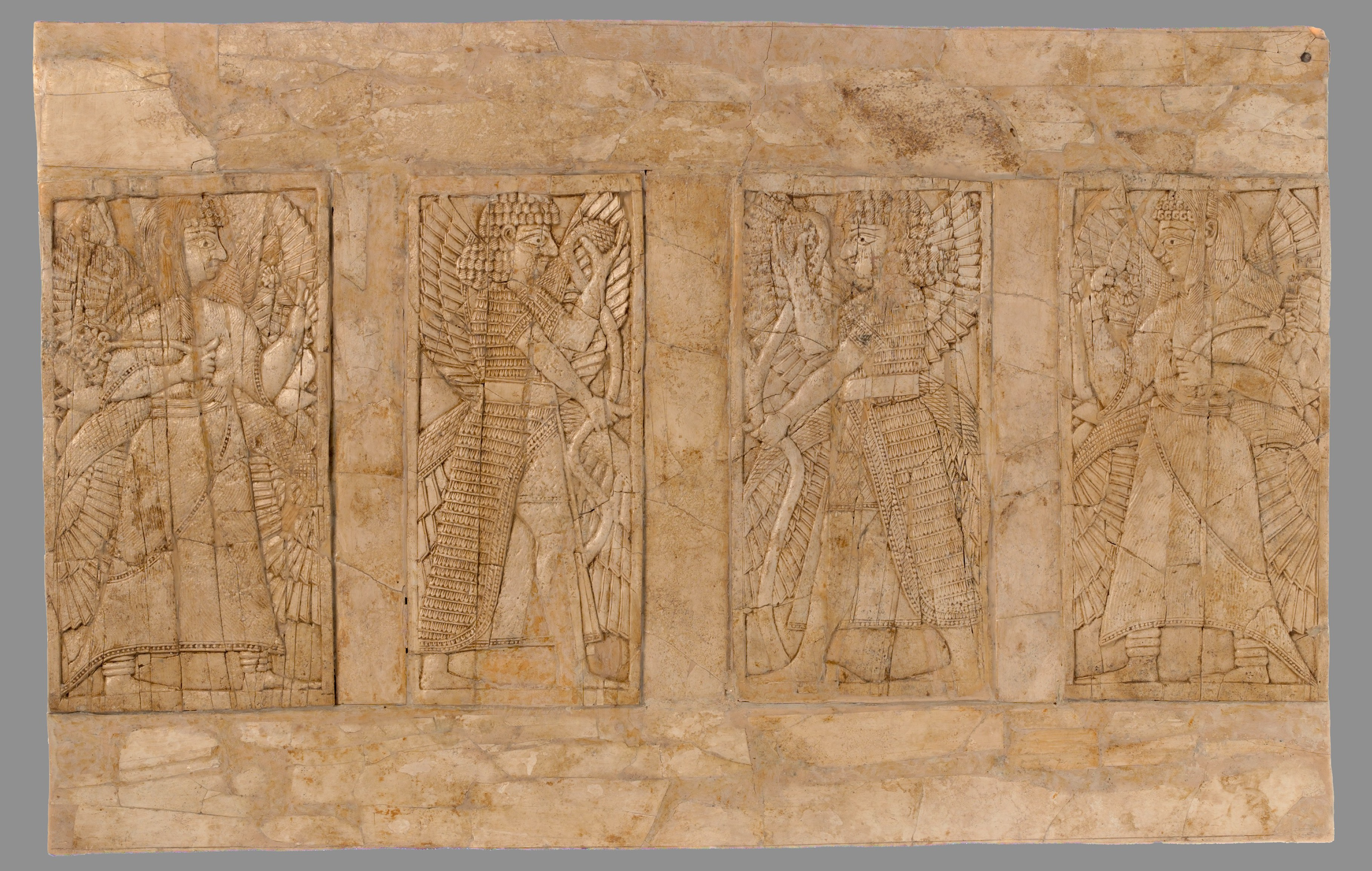
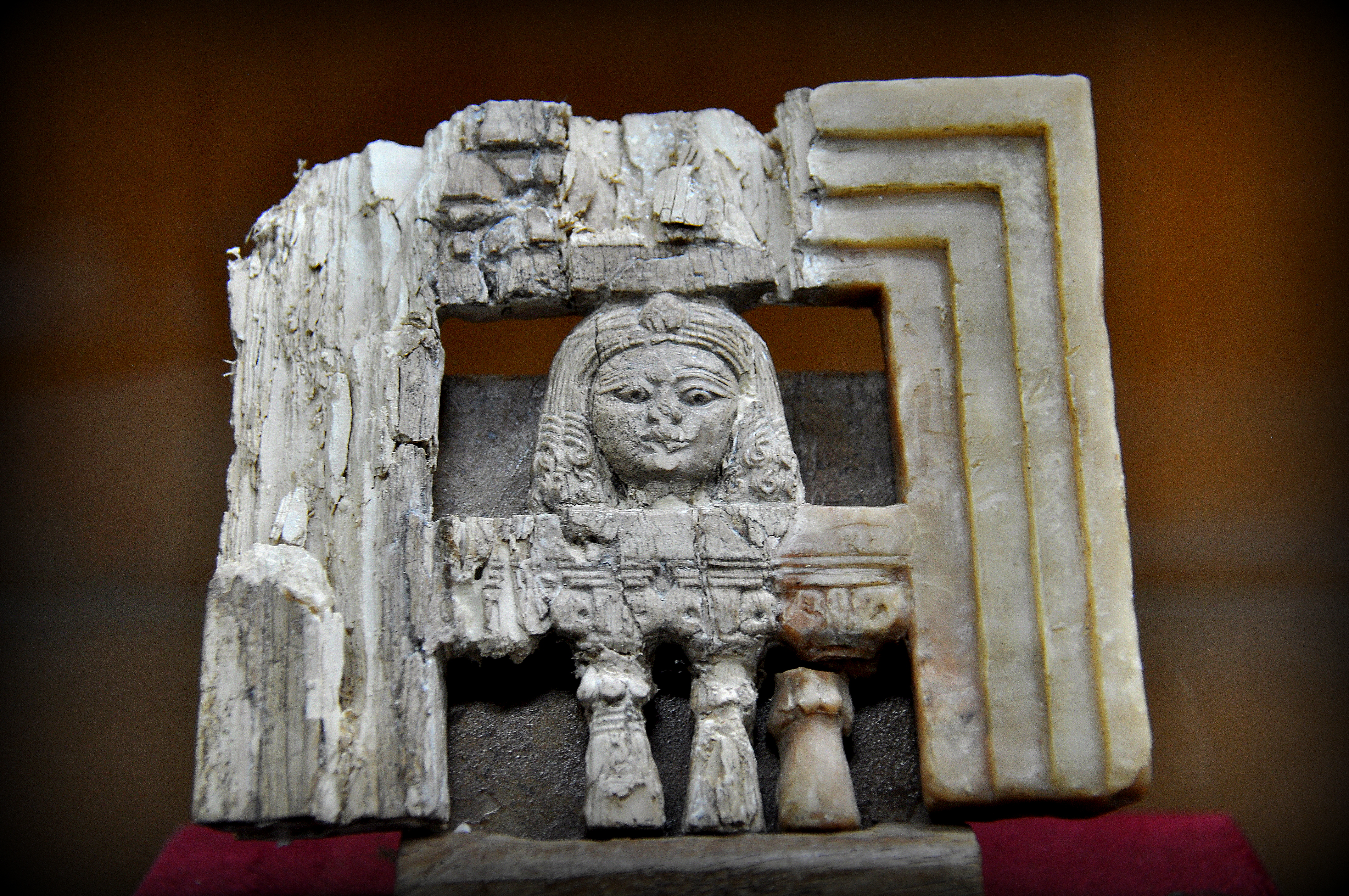
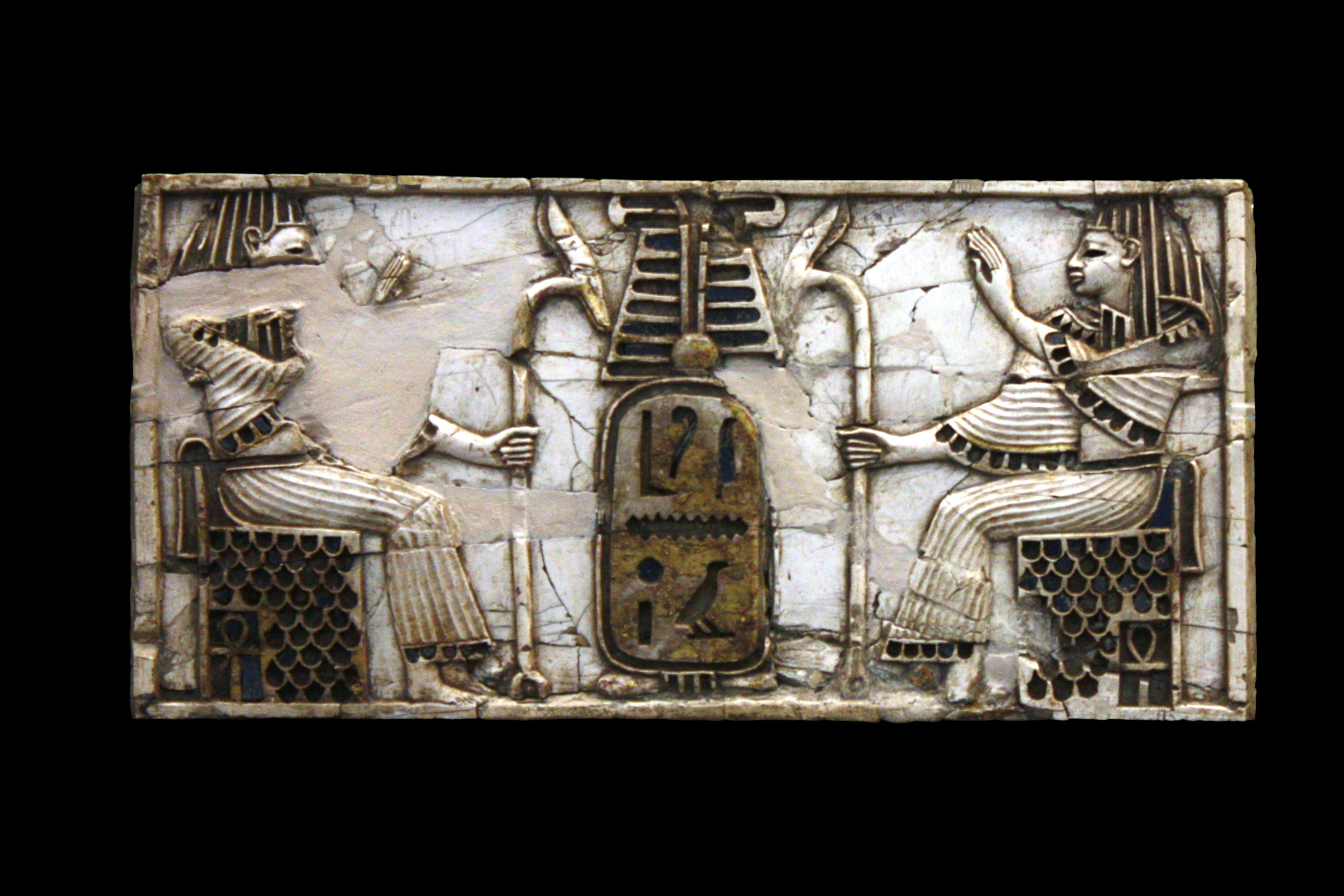
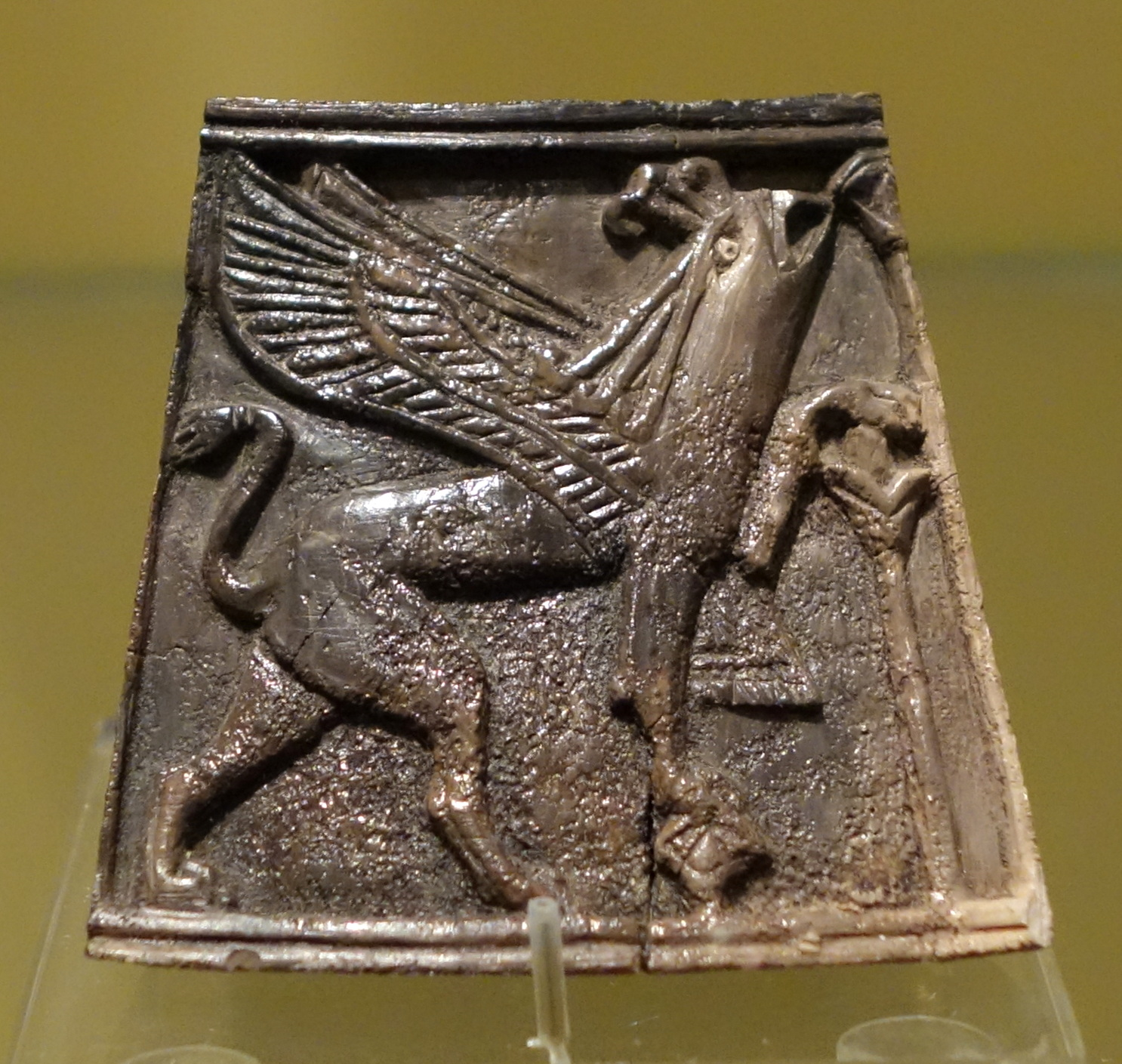

Les ivoires de Nimroud découverts lors des premières fouilles britanniques sont en partie conservés au British Museum (qui a reçu et acquis une partie du fonds du BISI en 2011). Ceux exhumés lors des fouilles qui ont suivi l'indépendance de l'Irak étaient conservés au Musée de Bagdad, où ils subirent d'importantes dégradations lors du pillage de l'établissement en 2003.

### Les tombes des reines

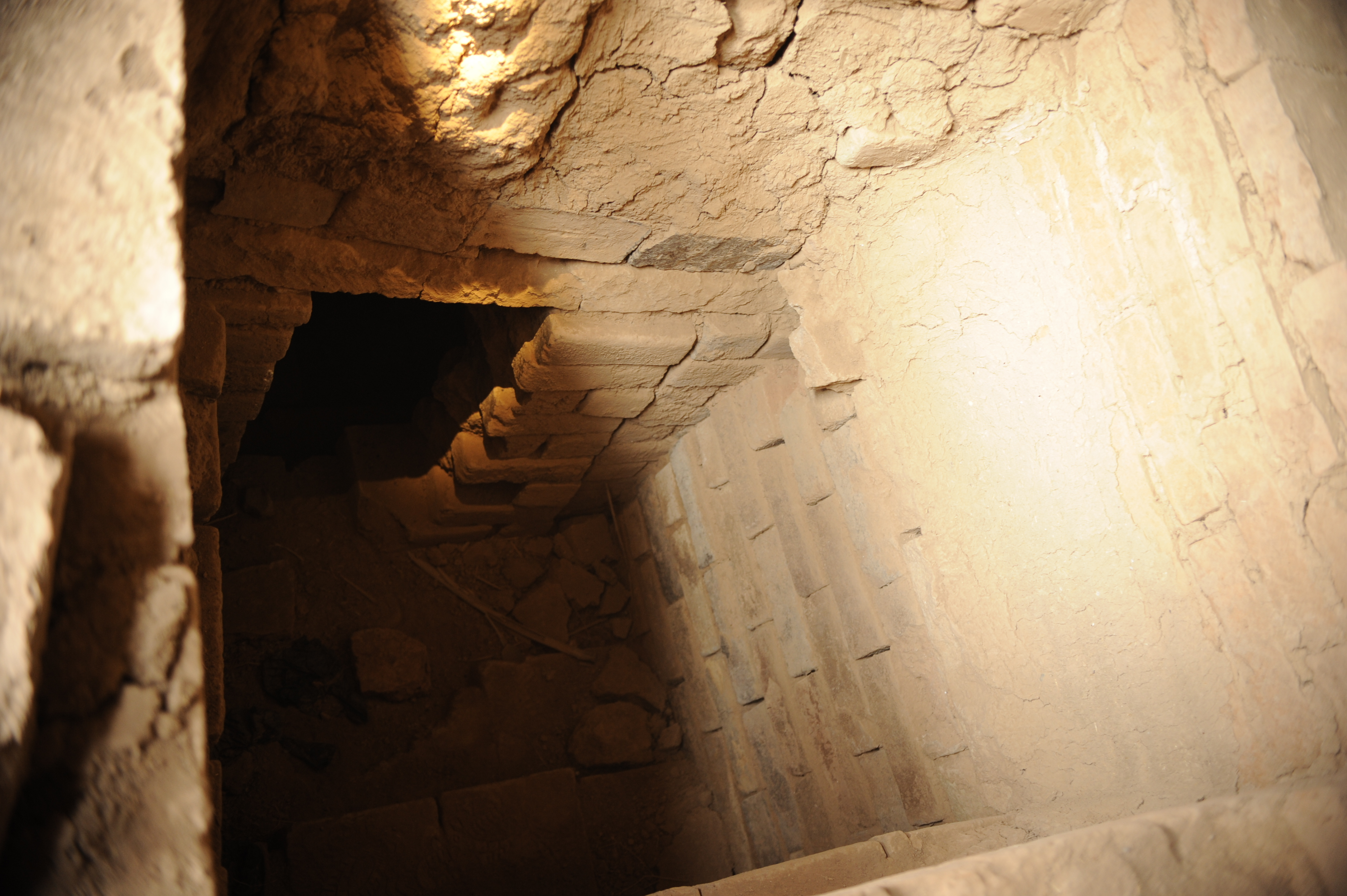
Entrée d'une des tombes des reines (photographie de 2008).

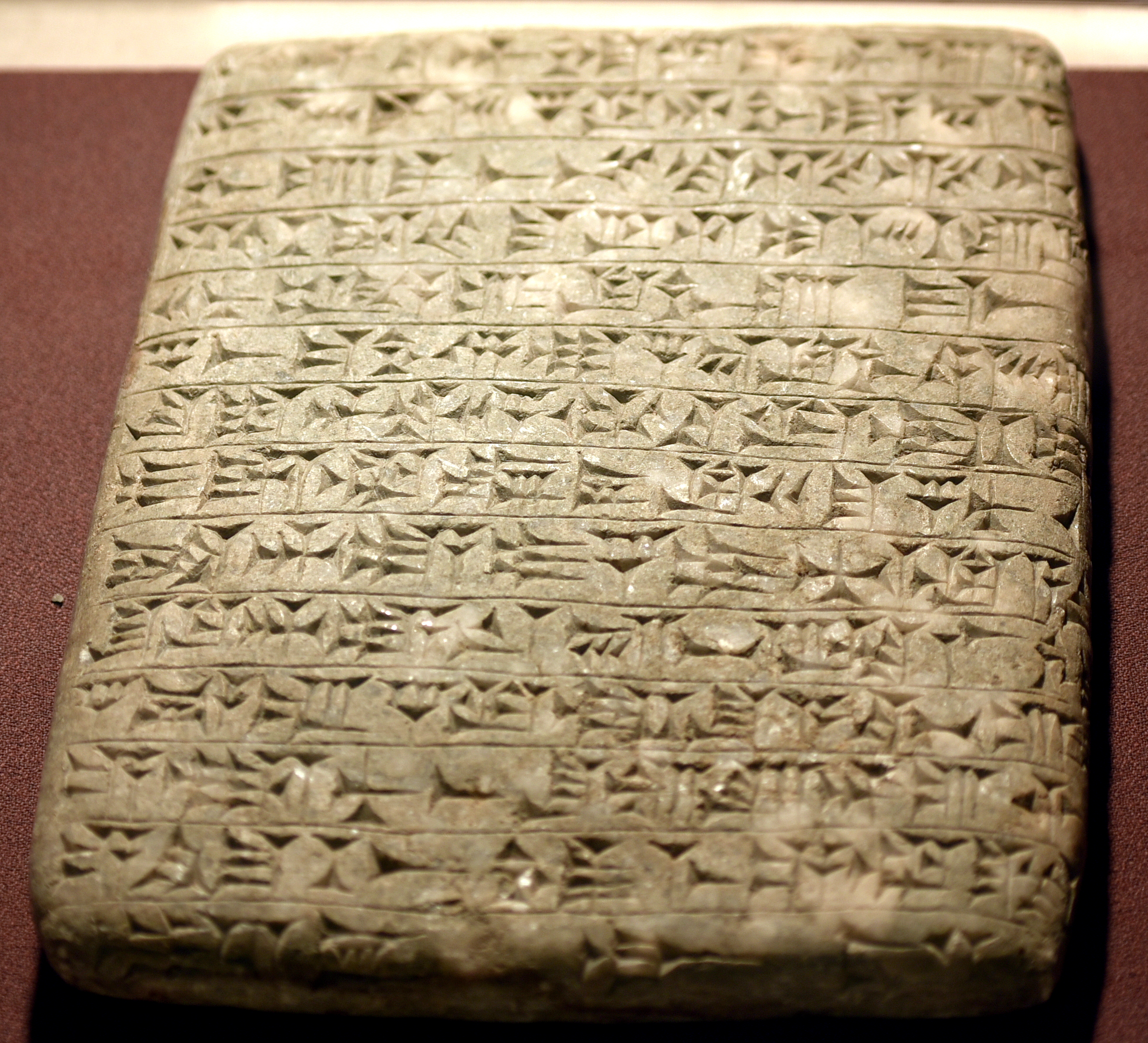
Tablette funéraire de la reine Yaba, épouse de Teglath-Phalasar III. Musée national d'Irak.
L'inscription dit : Au nom de Shamash, d'Ereshkigal et des Anunnaki, les grands dieux de la terre, le destin mortel a emporté Yabâ, la reine, dans le trépas, elle est allée sur le chemin de ses ancêtres. Quiconque, à l'avenir, que ce soit une reine qui siège sur le trône ou une dame du palais qui est une concubine du roi, m'enlève de ma tombe, ou mette quelqu'un d'autre avec moi, et pose sa main sur mes bijoux avec une mauvaise intention ou brise le sceau de cette tombe, en haut (sur la terre), sous les rayons du soleil, que son esprit erre dehors dans la soif, en bas dans le monde souterrain, quand des libations d'eau sont offertes, il ne doit pas recevoir avec les Anunnaki, en offrande funéraire, bière, vin ou repas. Que Ningishzida et le grand gardien Bitu, les grands dieux des Enfers, affligent son cadavre et son fantôme d'un tourment éternel.

La zone privée du palais nord-ouest a livré une des plus remarquables découvertes archéologiques de la Mésopotamie antique qui eut lieu entre 1988 et 1990 sous la conduite des équipes de fouilles irakiennes, dans la partie sud de l'édifice. Quatre chambres souterraines aux plafonds en forme de voûtes en berceau précédées d'antichambres furent successivement mises au jour :
- la tombe I, qui contenait un sarcophage en terre cuite dans lequel reposait la dépouille d'une femme décédée dans sa cinquantaine et dont l'identité n'a pu être déterminée car il n'y avait pas d'inscriptions. Un autre cercueil d'une femme a également été trouvé dans l'antichambre de cette tombe ;
- la tombe II, dont le sarcophage contenait les corps de deux femmes. Le trésor qui y a été trouvé mentionne toutefois les noms de trois reines : la première enterrée avec certitude est Yaba, épouse de Teglath-Phalasar III ; la seconde est soit Banitu, épouse de Salmanazar V, soit Ataliya, épouse de Sargon II. Si l'on suit la logique chronologique, il s'agirait plutôt de la seconde, qui aurait acquis les biens de la première (car on suppose que son époux a renversé celui de la précédente) ;
- la tombe III, qui contenait le sarcophage de Mullissu-mukannishat-Ninua, épouse d'Assurnasirpal II et mère de Salmanazar III. Elle a manifestement été pillée dès l'Antiquité, peut-être même juste après l'inhumation. Mais les pillards ont remis en place la dalle d'entrée et n'ont pas eu le temps de prendre tous les objets précieux. La chambre est scindée en deux à un moment, pour former une antichambre où ont été retrouvés trois cercueils de bronze plus tardifs (100 à 150 ans plus tard, d'après les inscriptions figurant sur les objets découverts) qui renfermaient les ossements de 13 individus : dans le premier reposaient une femme, un fœtus et quatre enfants, dans le second une femme et un enfant, dans le troisième trois hommes et deux femmes adultes. D'après le sceau qui y a été retrouvé, le sarcophage le plus richement pourvu (le n°2) est celui de Hama, épouse de Salmanazar IV (783-773), mais des poids inscrits au nom de Teglath-Phalasar III (745-727) ont aussi été mis au jour dans la tombe, qui semble donc avoir été rouverte et utilisée à nouveau à cette période ;
- la tombe IV, qui contenait un sarcophage dont le corps de l'occupant a quasiment disparu, sans inscription permettant de la dater[124].

D'autres tombes royales assyriennes avaient déjà été mises au jour à Assur, le seul lieu de sépulture connu de souverains assyriens, dont celui d'Assurnasirpal II malgré sa présence plus active à Kalkhu. Mais aucune n'avait été découverte intacte, alors que les tombes de Nimroud sont restées inviolées et ont livré une quantité impressionnante d'objets de luxe. La tombe de Mullissu-mukannishat-Ninua (la n°III) a été pillée, mais le matériel trouvé dans son antichambre est très riche, dans le sarcophage en bronze de la reine Hama : une couronne en or, des colliers en or incrustés de pierres précieuses, des boucles d'oreilles, des bracelets, de la vaisselle dans le même métal, des colliers en agate, le tout d'une grande qualité d'exécution. La tombe II présente également un ensemble remarquable d'objets, parmi lesquels une autre couronne en or, un diadème en fil d'or, des chevillères et brassières en or, des ornements en or cousus à l'origine sur des vêtements (dont un ensemble de cinquante étoiles), de la vaisselle en or et en cristal de roche. La tombe I a elle aussi livré une grande quantité de bijoux : colliers d'or et de pierres précieuses, boucles d'oreilles, fibules et anneaux en or finement ciselés, vaisselle en bronze et en cuivre. La tombe IV a livré un matériel funéraire moins riche (peu d'objets en or), mais varié (bijoux, vaisselle).

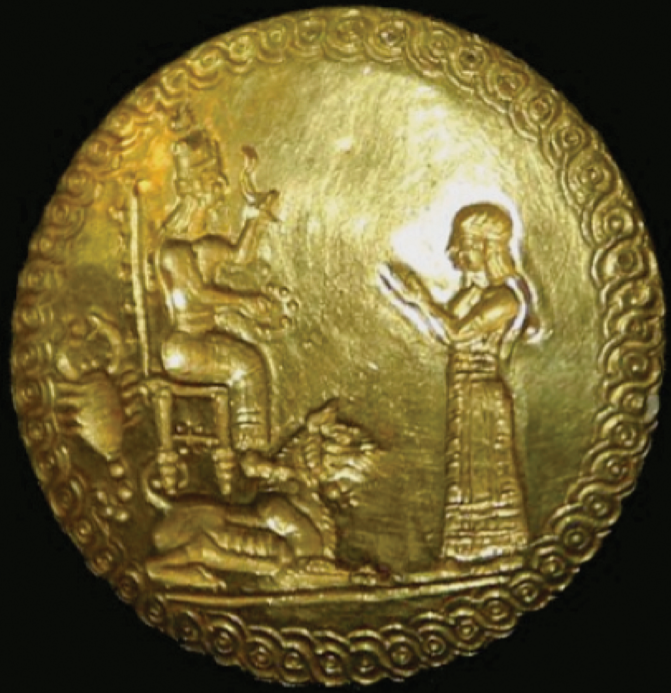
Sceau en or de la reine Hama (antichambre de la tombe III, sarcophage n°2), la représentant devant une divinité (Gula ?). Le scorpion représenté à gauche est un symbole des reines assyriennes. Musée national d'Irak.
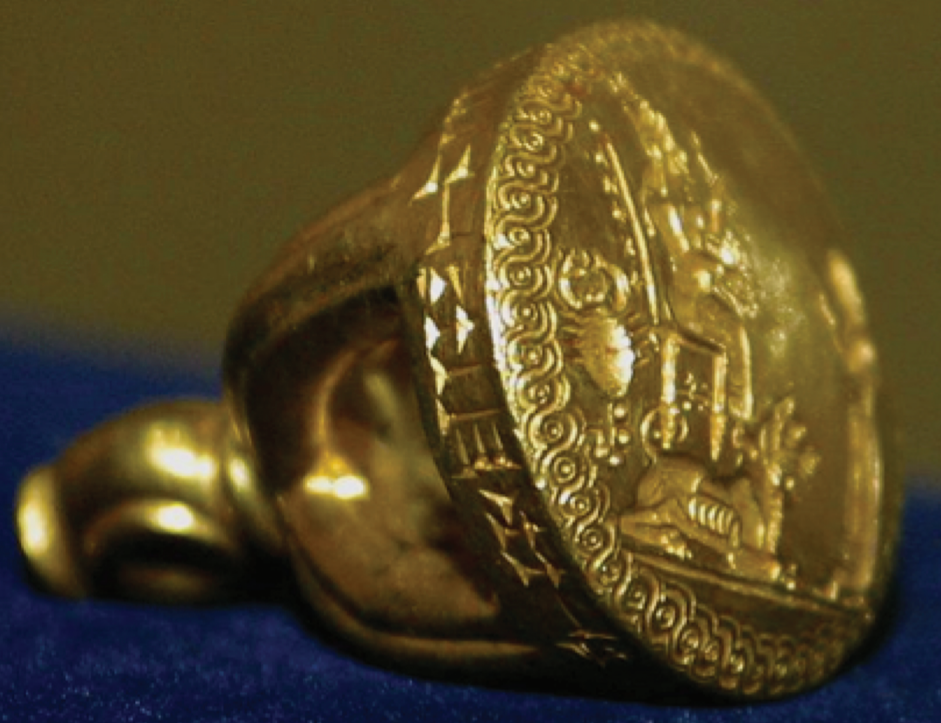
Vue de côté du précédent.
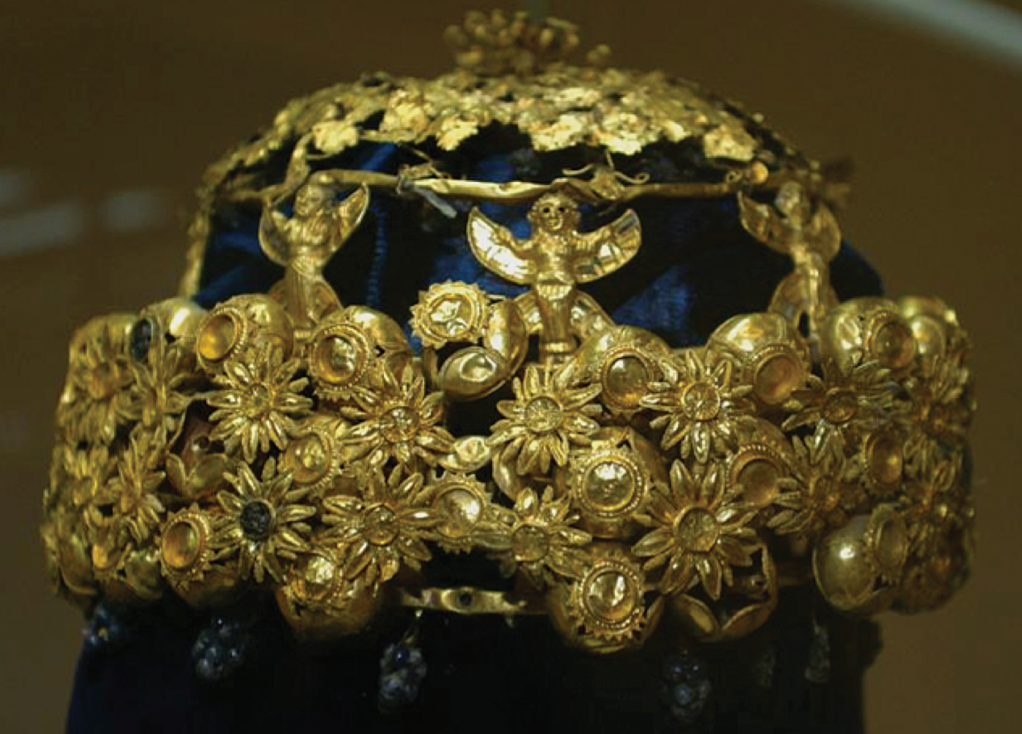
Couronne d'or de la reine Hama (antichambre de la tombe III, sarcophage n°2). Musée national d'Irak.
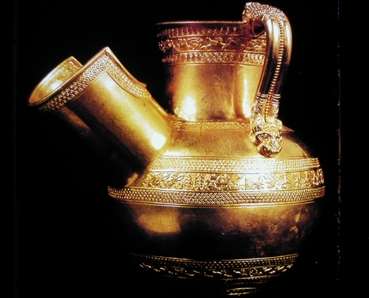
Aiguière en or de la reine Hama (antichambre de la tombe III, sarcophage n°2). Musée national d'Irak.
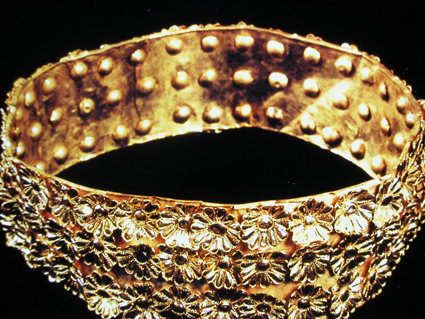
Couronne mise au jour dans la tombe II. Musée national d'Irak.

Les objets exhumés dans les tombes de Nimroud ont été placés dans une pièce de la Banque centrale d'Irak en 1991 afin de les mettre en sécurité au moment de la Première guerre du Golfe, à côté d'autres pièces majeures du Musée de Bagdad comme des objets des tombes royales d'Ur. Ils n'en sont sortis qu'en 2003, à l'issue de la Seconde guerre du Golfe, échappant ainsi au pillage du musée.

### Introductions
- (en) John Curtis, « Nimrud », dans Eric M. Meyers (dir.), Oxford Encyclopaedia of Archaeology in the Ancient Near East, vol. 4, Oxford et New York, Oxford University Press, 1997, p. 141-144
- Laura Battini et Pierre Villard, « Kalhu », dans F. Joannès (dir.), Dictionnaire de la civilisation mésopotamienne, Paris, 2001, p. 437-440.

### Nimroud/Kalkhu
- (en) John Nicholas Postgate et Julian E. Reade, « Kalḫu », dans Reallexicon der Assyriologie und Vorderasiatischen Archäologie, vol. V, Berlin, De Gruyter, 1976-1980, p. 303-323.
- (en) Joan Oates et David Oates, Nimrud : an Assyrian imperial city revealed, Londres, British School of archaeology in Iraq, 2001, 309 p. (ISBN 0-903472-25-2, lire en ligne)
- (en) John E. Curtis, Henrietta McCall, Dominique Collon et Lamia al-Gailani Werr (dir.), New Light on Nimrud : proceedings of the Nimrud Conference 11th-13th March 2002, London, British Museum, Londres, British School of archaeology in Iraq et British Museum, 2008, 297 p. (ISBN 978-0-903472-24-1, lire en ligne)
- (en) Julian E. Reade, « The Ziggurrat and Temples of Nimrud », Iraq, vol. 64,‎ 2002, p. 135-216.

### Assyrie
- (en) John E. Curtis et Julian Reade, Art and Empire : Treasures from Assyria in the British Museum, New York, British Museum Press, 1995
- Fastes des palais assyriens : Au nouvel empire, Dijon, coll. « Les dossiers d'archéologie n° 171 », mai 1992
- (en) A. Kirk Grayson, The Royal inscriptions of Mesopotamia. Assyrian periods Vol. 2 : Assyrian Rulers of the First Millennium B.C. (1114-859 B.C.), Toronto, Buffalo et Londres, University of Toronto Press, 1991
- (en) Friedhelm Pedde, « The Assyrian Heartland », dans Daniel T. Potts (dir.), A Companion to the Archaeology of the Ancient Near East, Malden et Oxford, Blackwell Publishers, coll. « Blackwell companions to the ancient world », 2012, p. 851-866.
- (en) John M. Russell, « Assyrian Cities and Architecture », dans Eckart Frahm (dir.), A Companion to Assyria, Malden, Wiley-Blackwell, 2017, p. 423-452.
- (en) Karen Radner, Ancient Assyria : A Very Short Introduction, Oxford, Oxford University Press, 2015
- (en) David Kertai, The Architecture of Late Assyrian Royal Palaces, Oxford, Oxford University Press, 2015